# Bản đồ thế giới trong Chiến tranh thế giới thứ hai

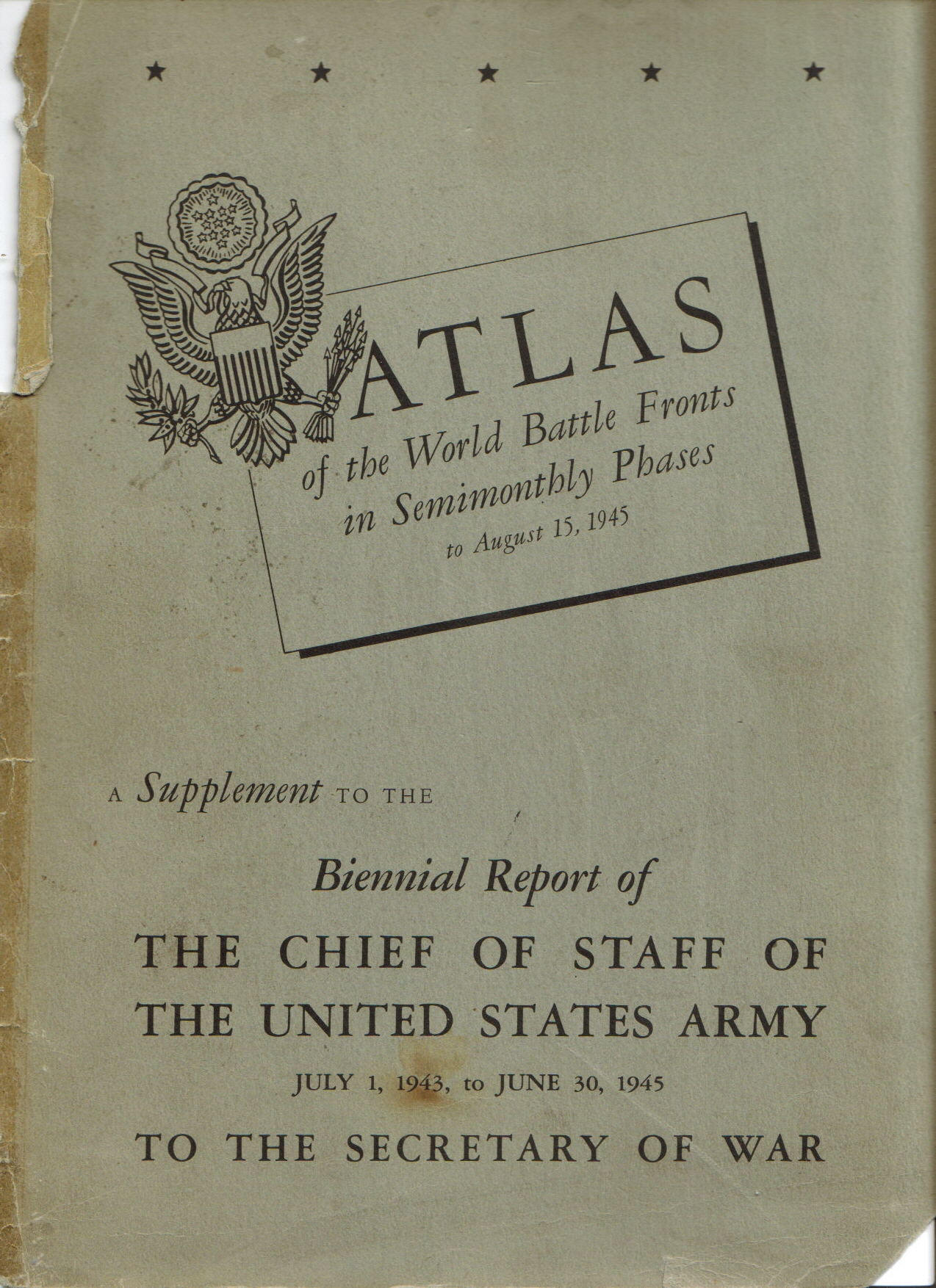

Bản đồ thế giới trong Thế chiến thứ hai của bộ tư lệnh quân đội Hoa Kỳ trình bày thay đổi chiến tuyến tại các mặt trận hàng nửa tháng từ năm 1943 đến cuối cuộc chiến, năm 1945.
Chú thích:
* Trắng: Trục
* Hồng: Đồng Minh
* Đỏ: Đồng Minh giành được sau bản đồ trước
* Đen: Trục giành được sau bản đồ trước
* Xám: Quốc gia trung lập

#### 15

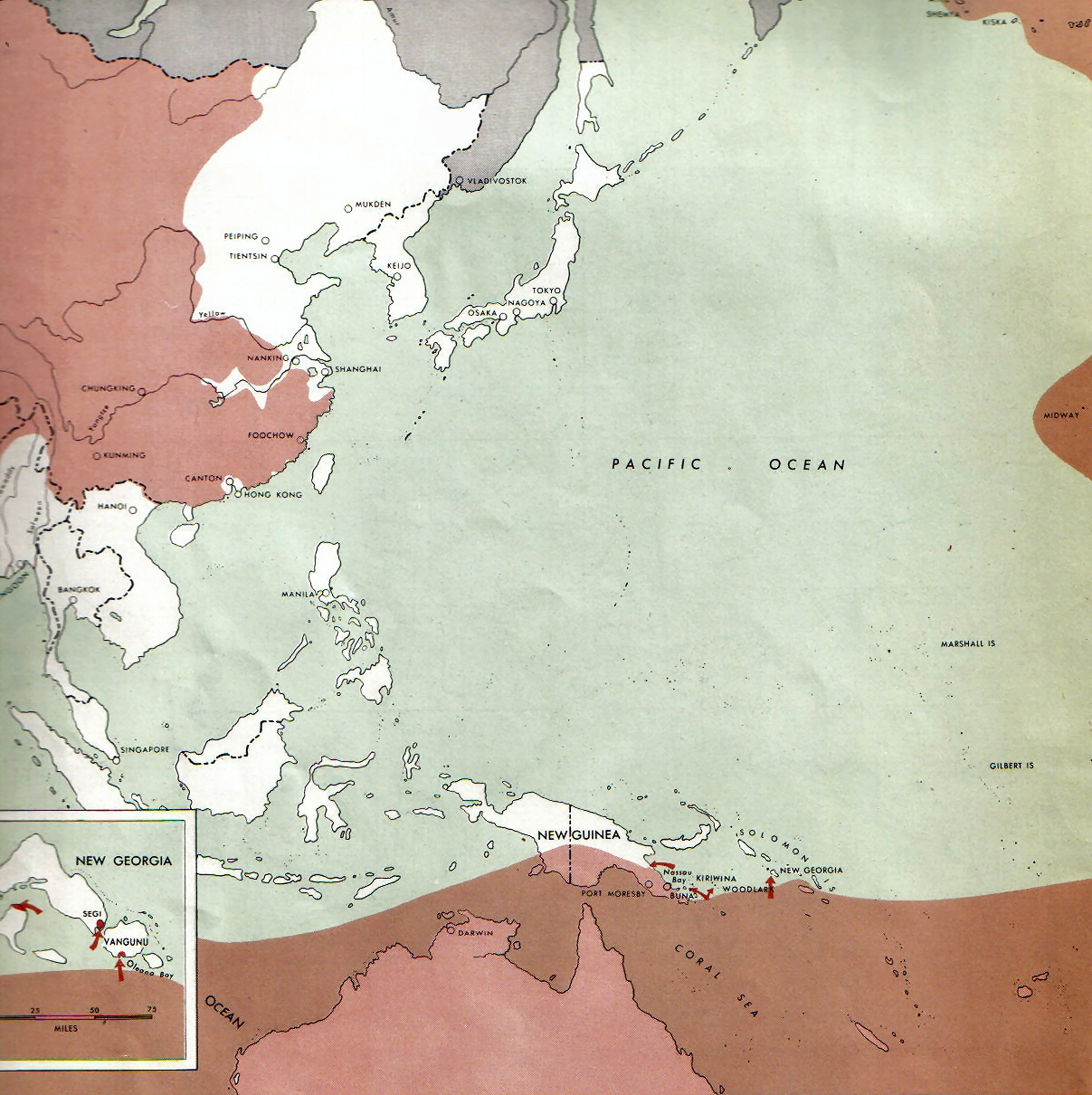

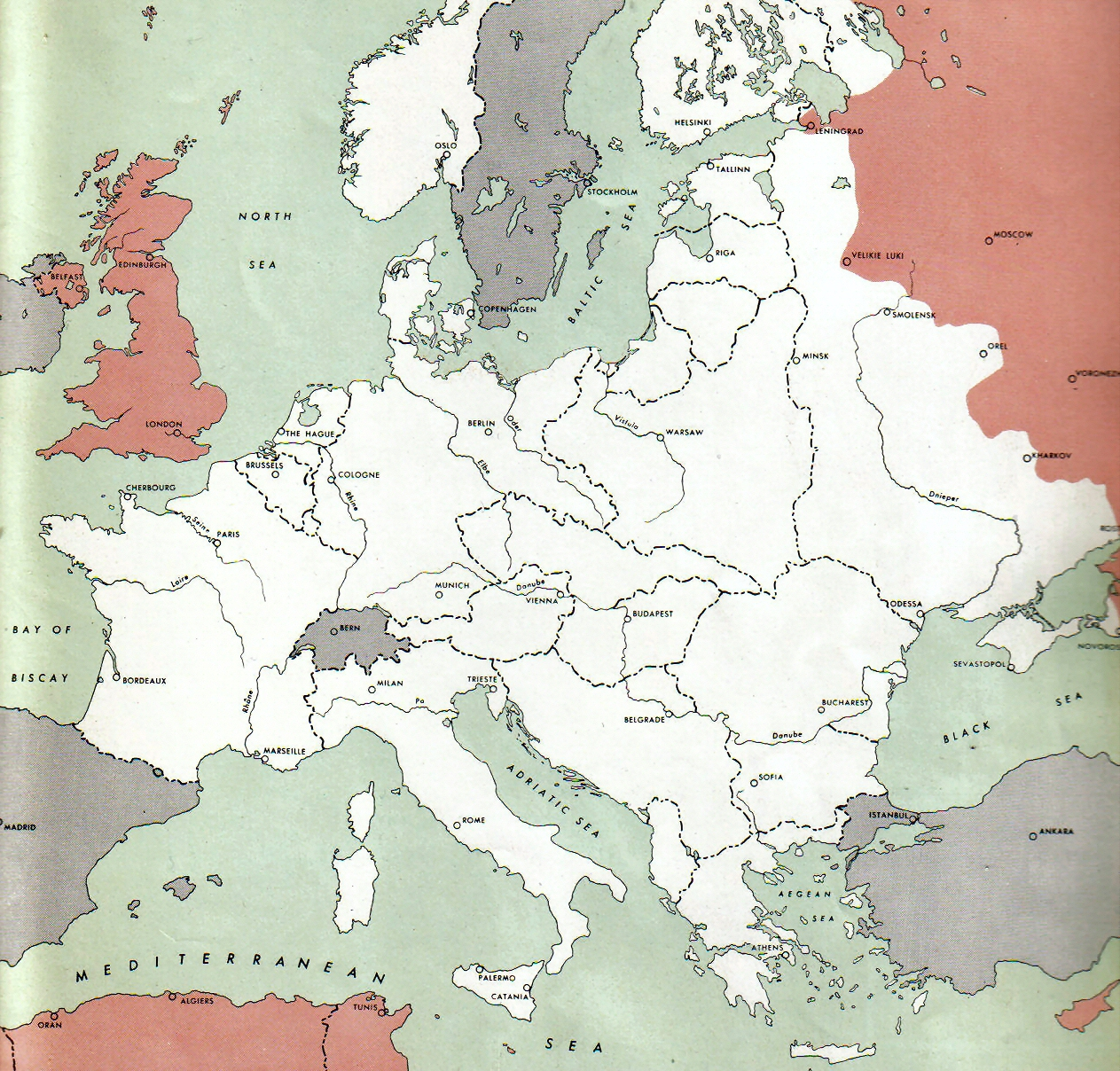

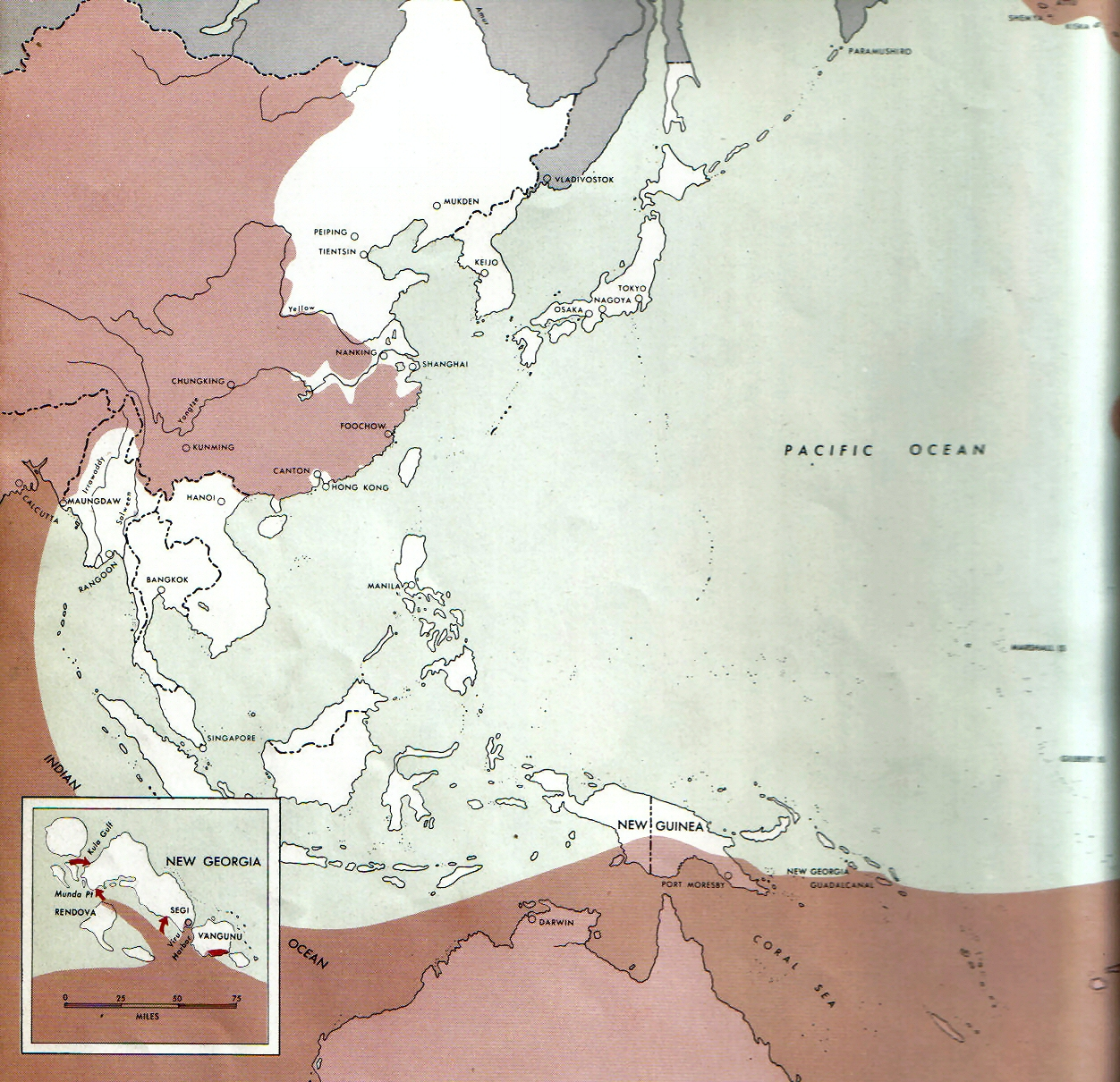

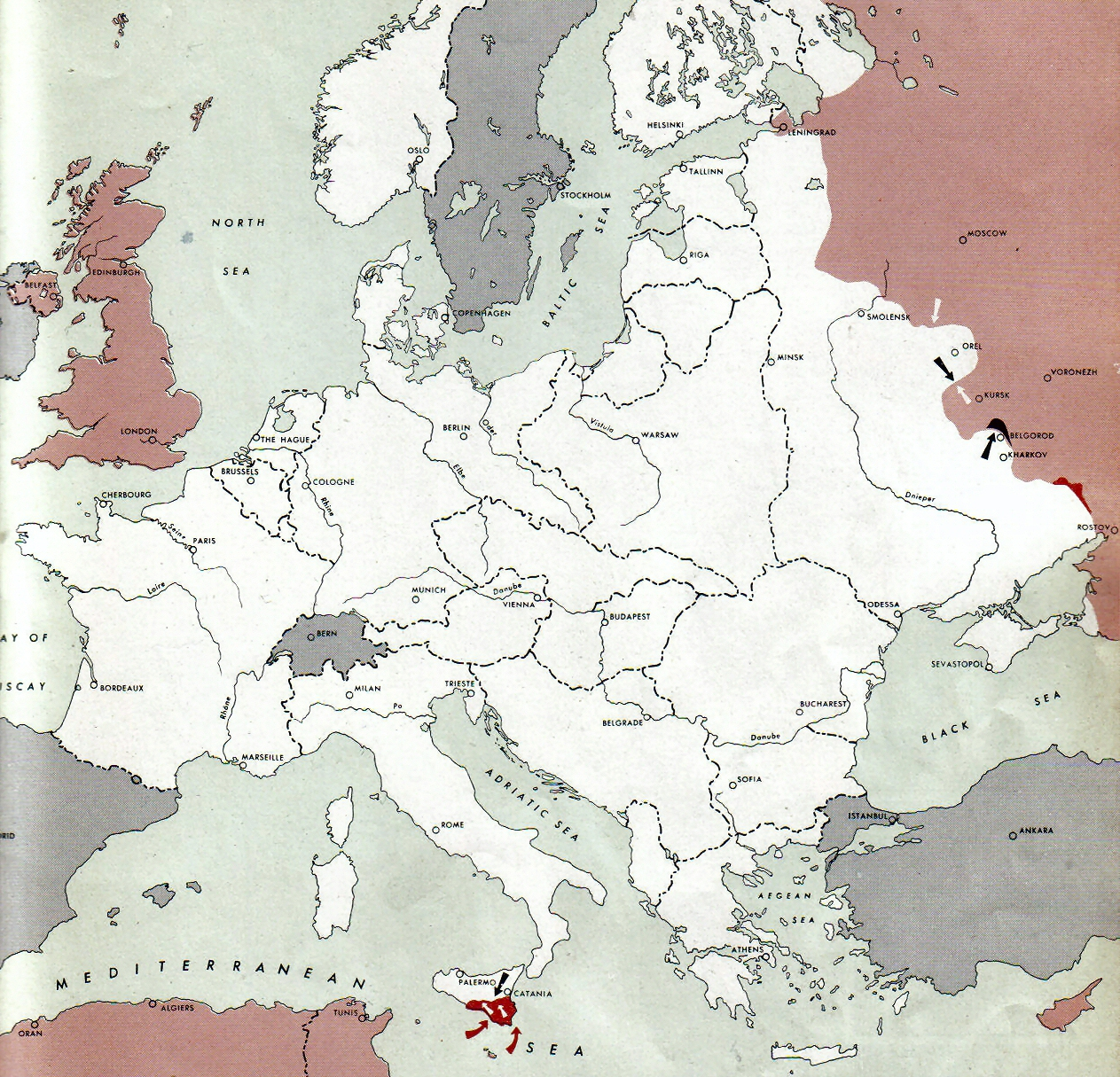

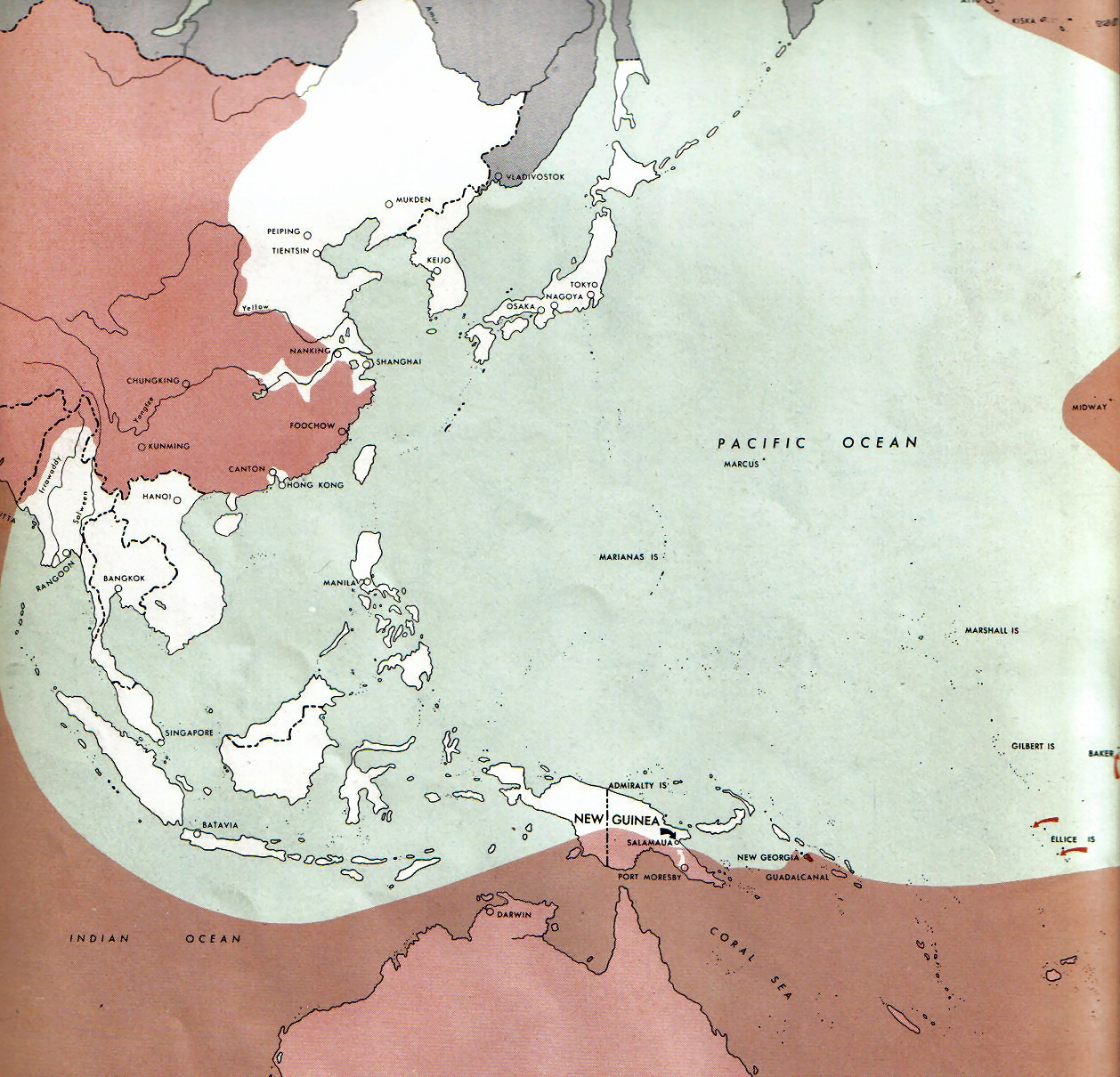

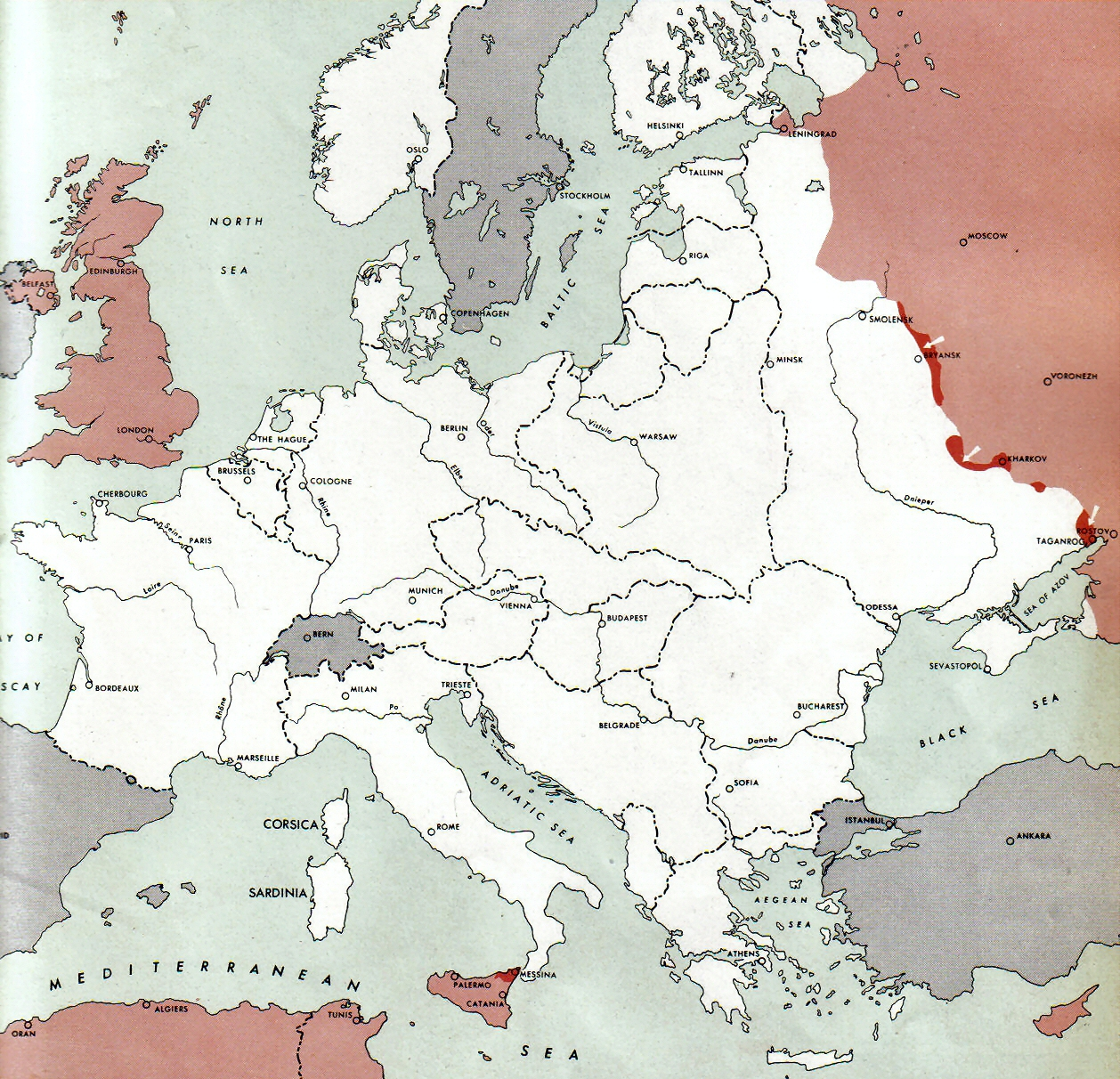

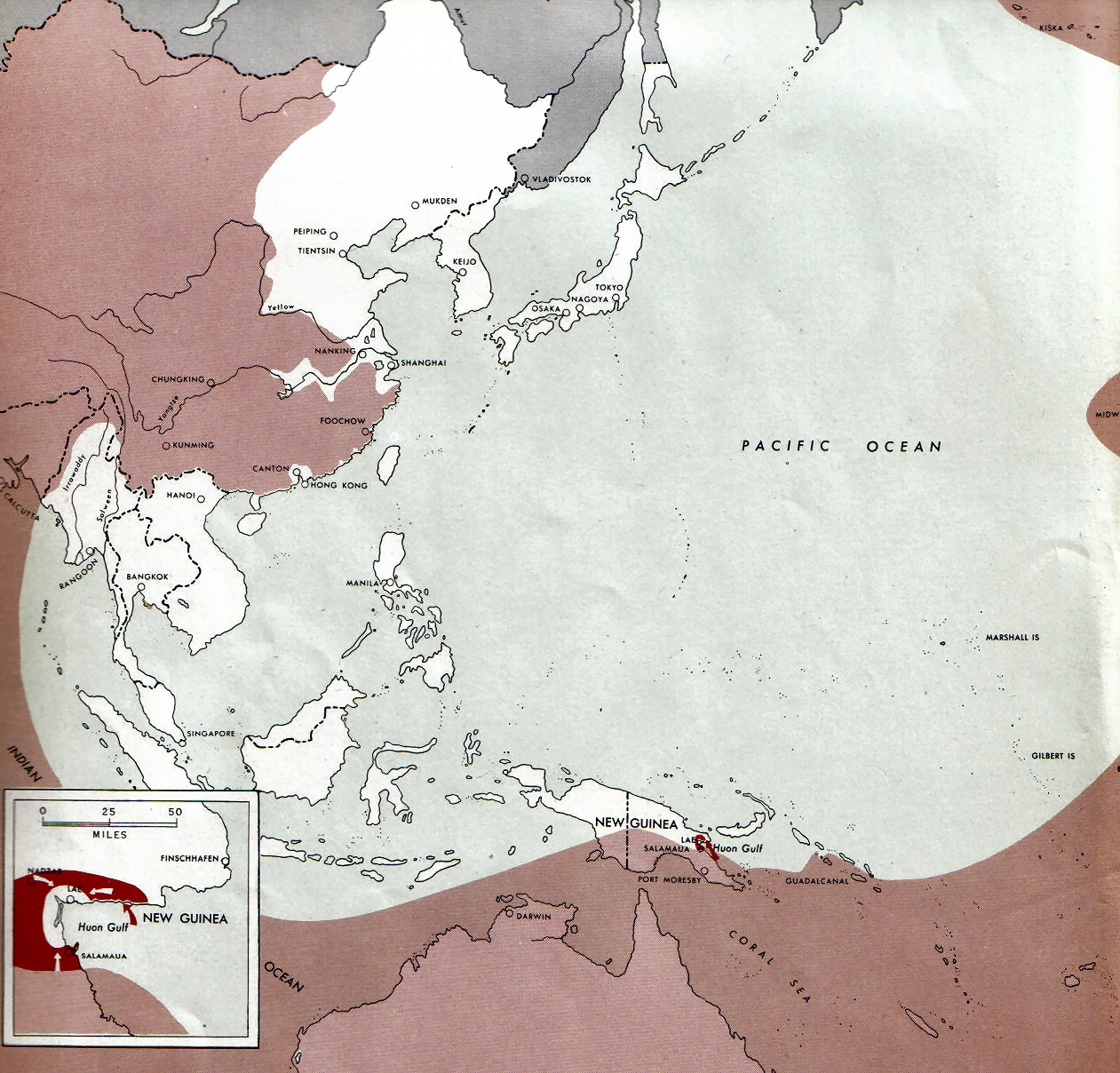

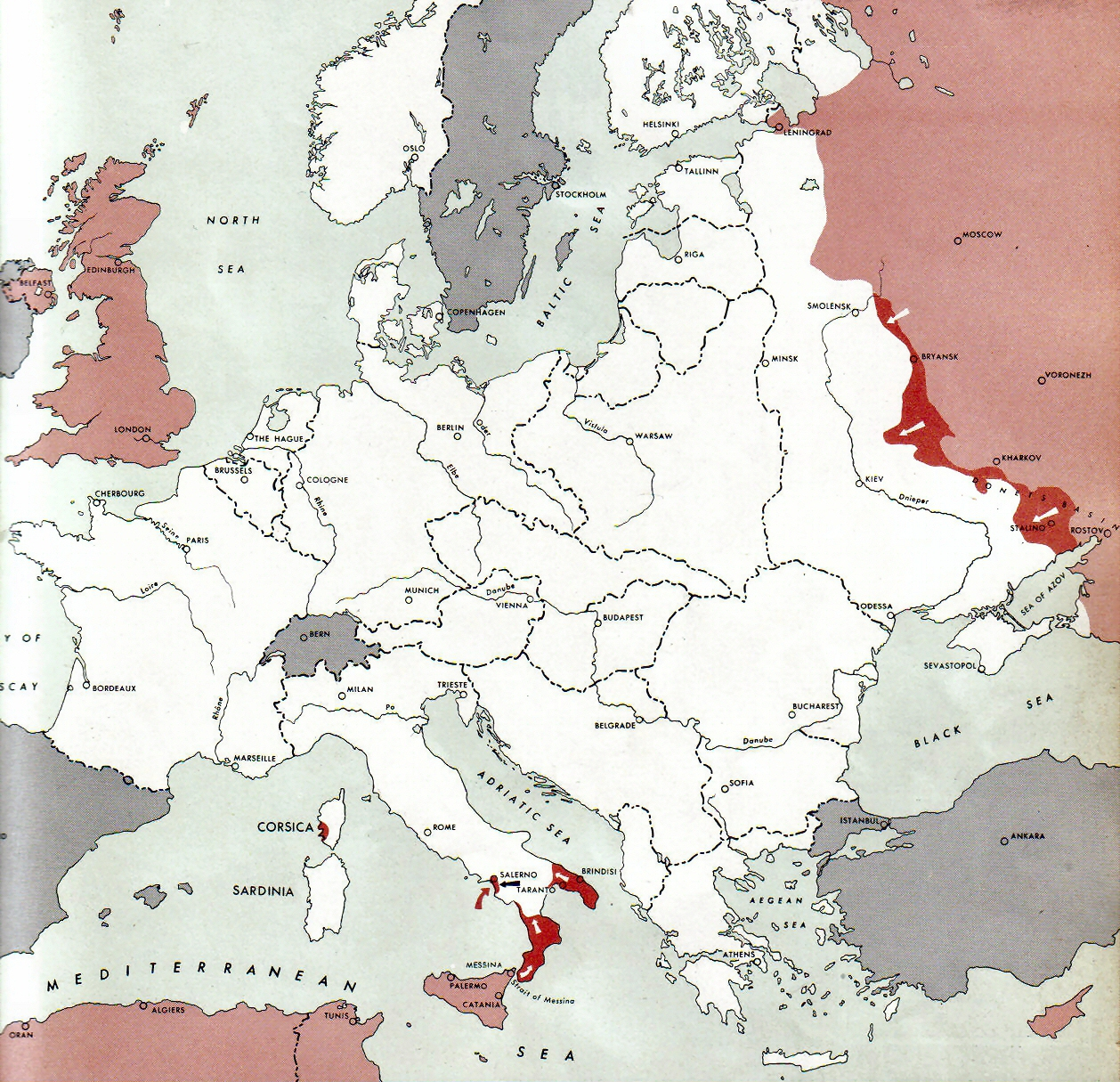

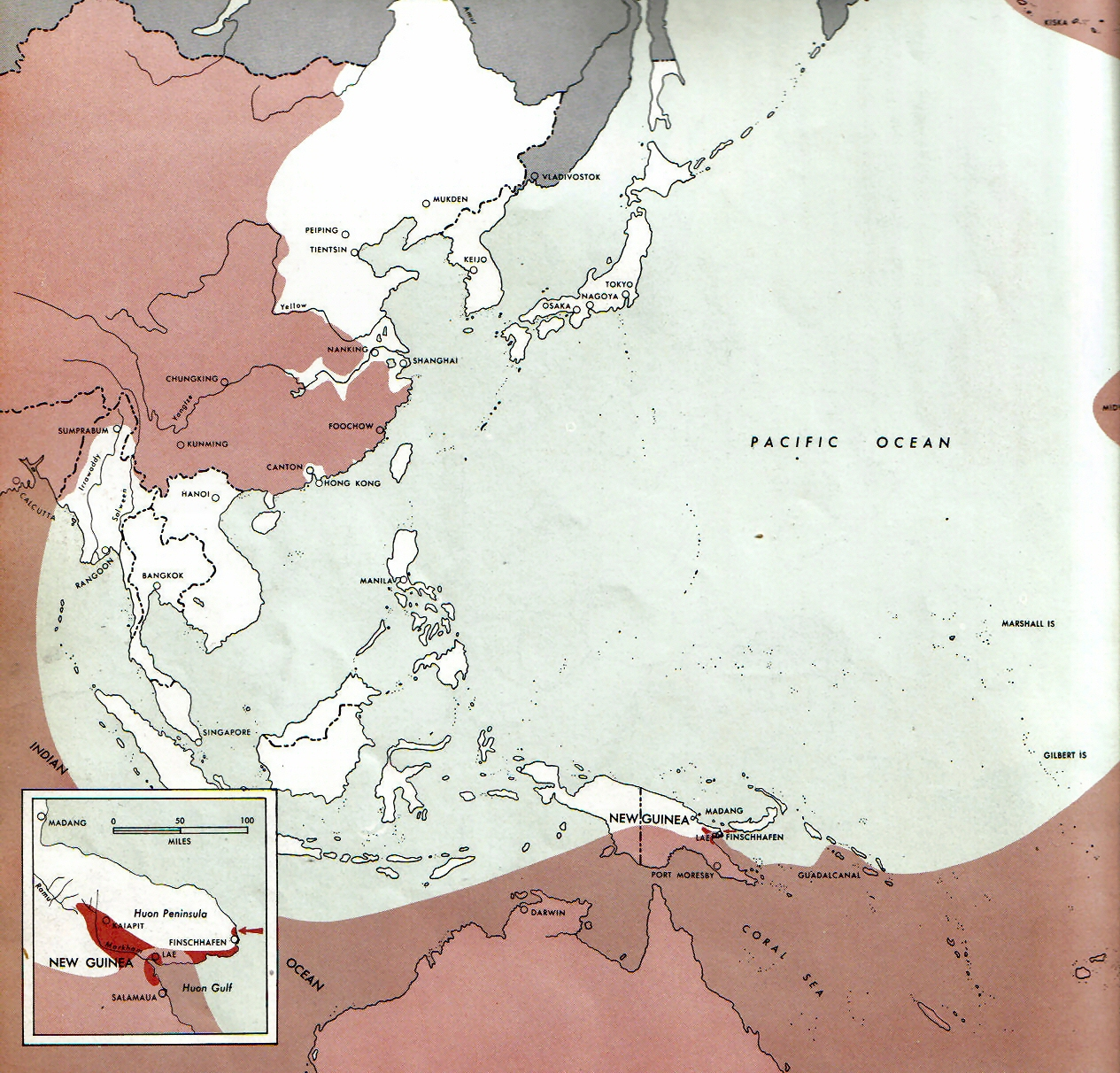

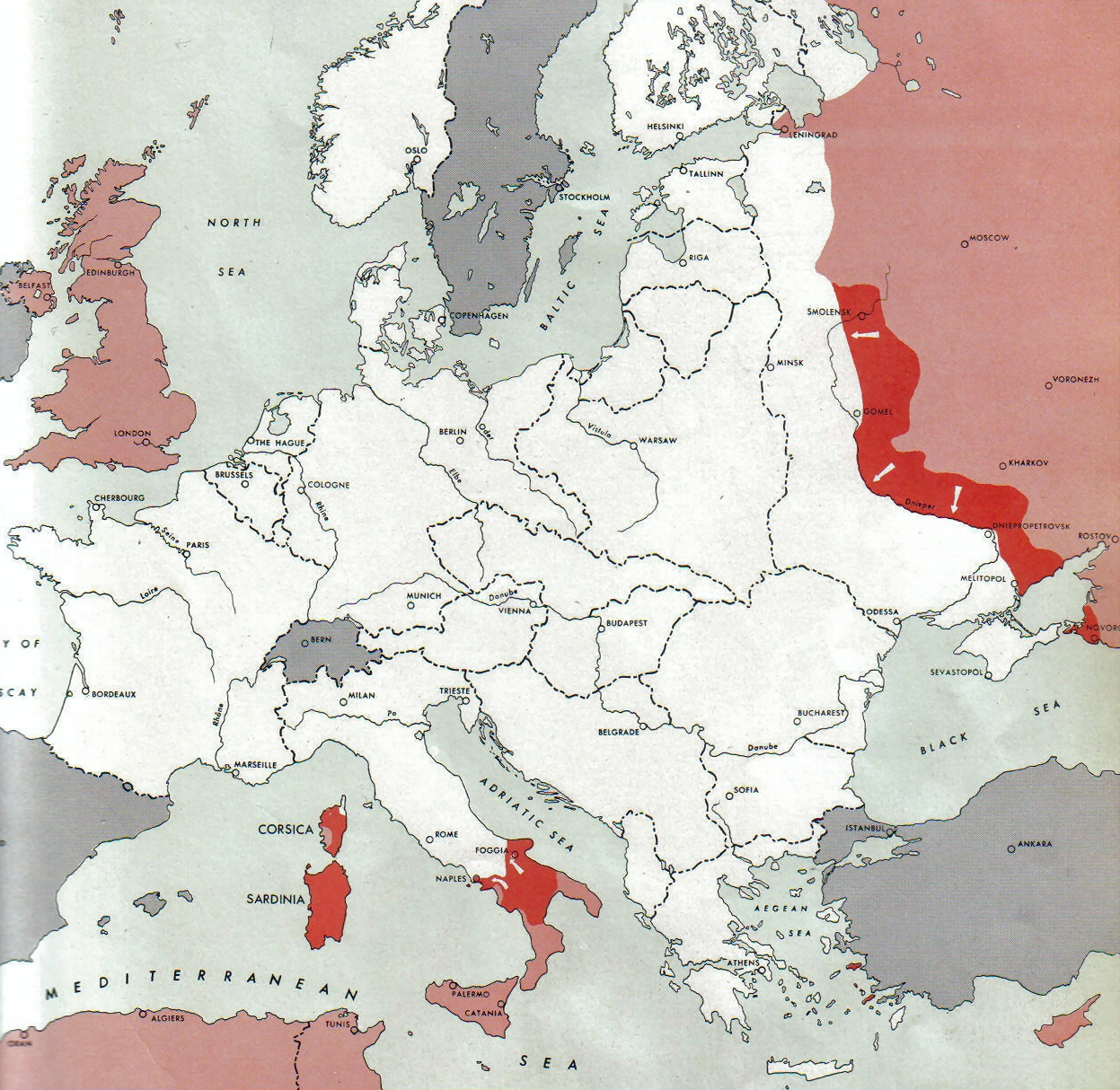

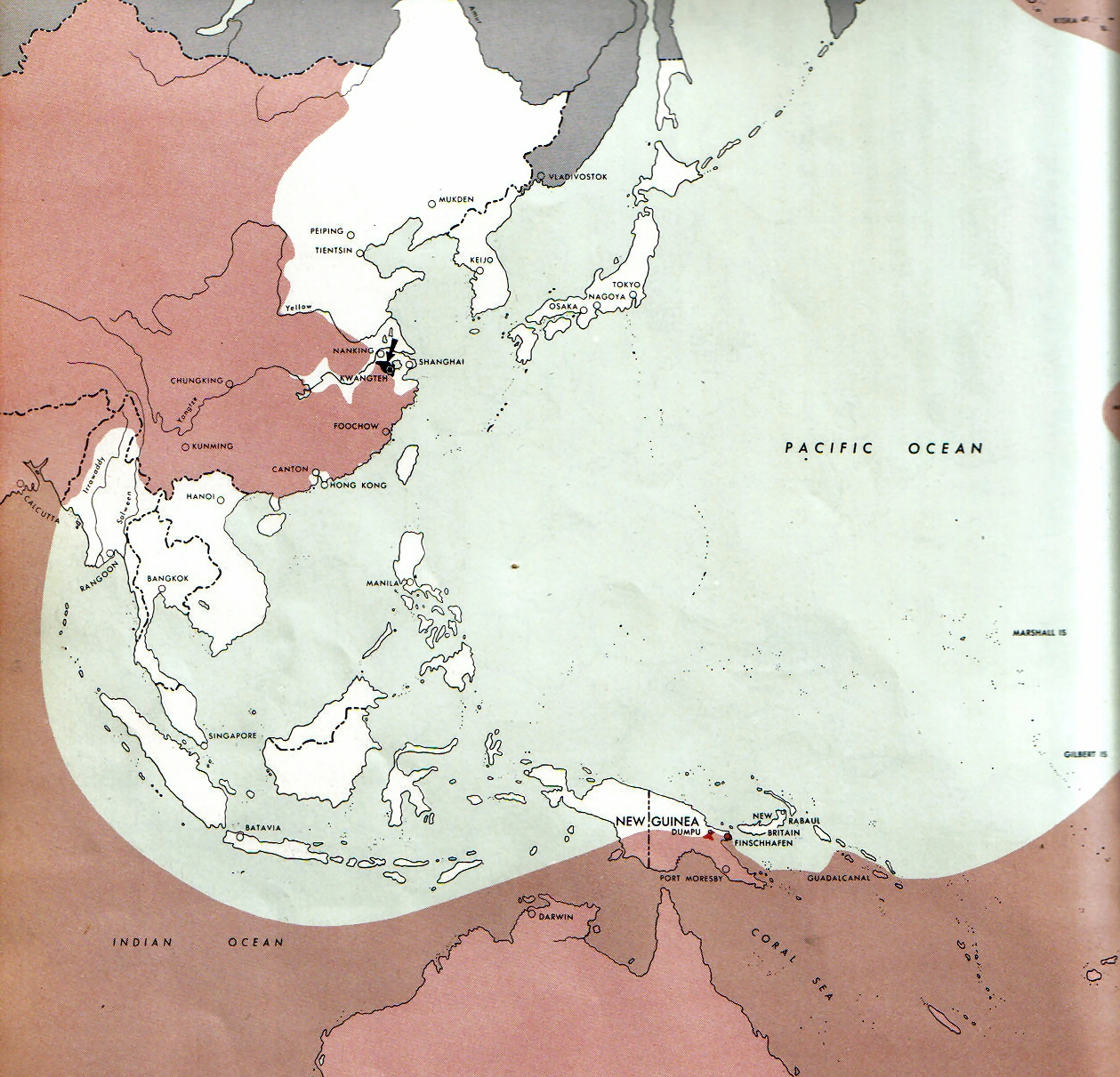

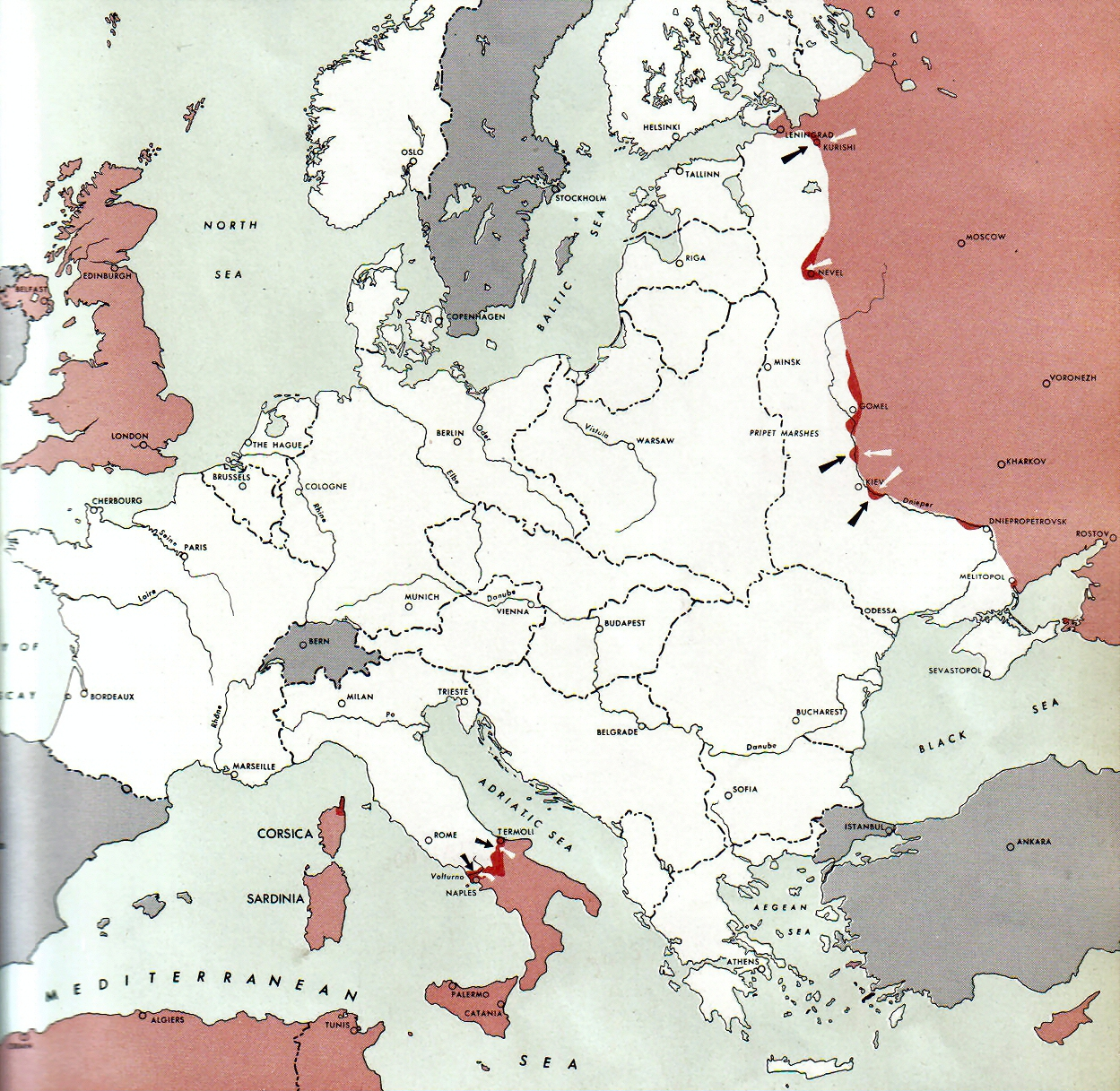

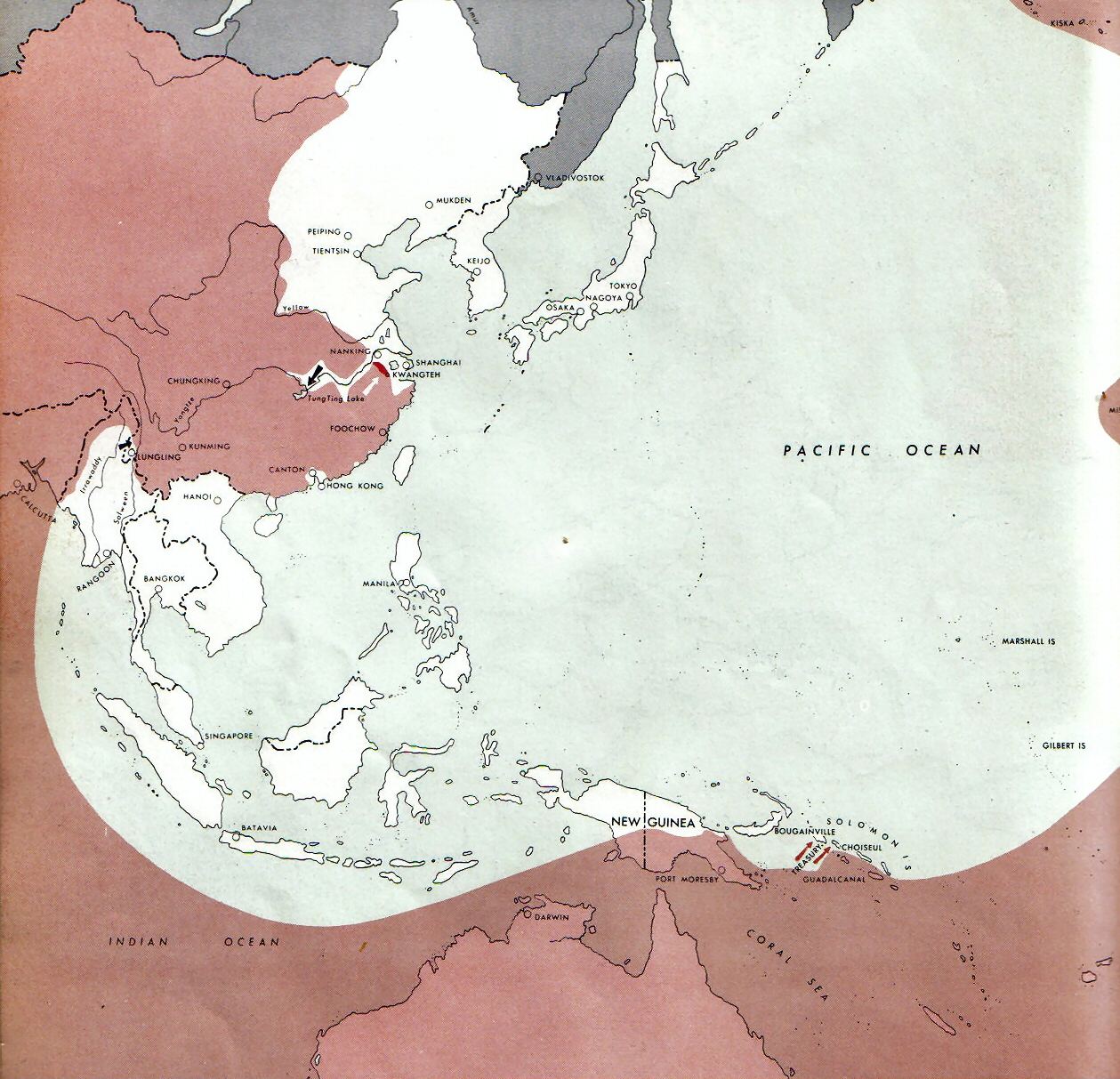

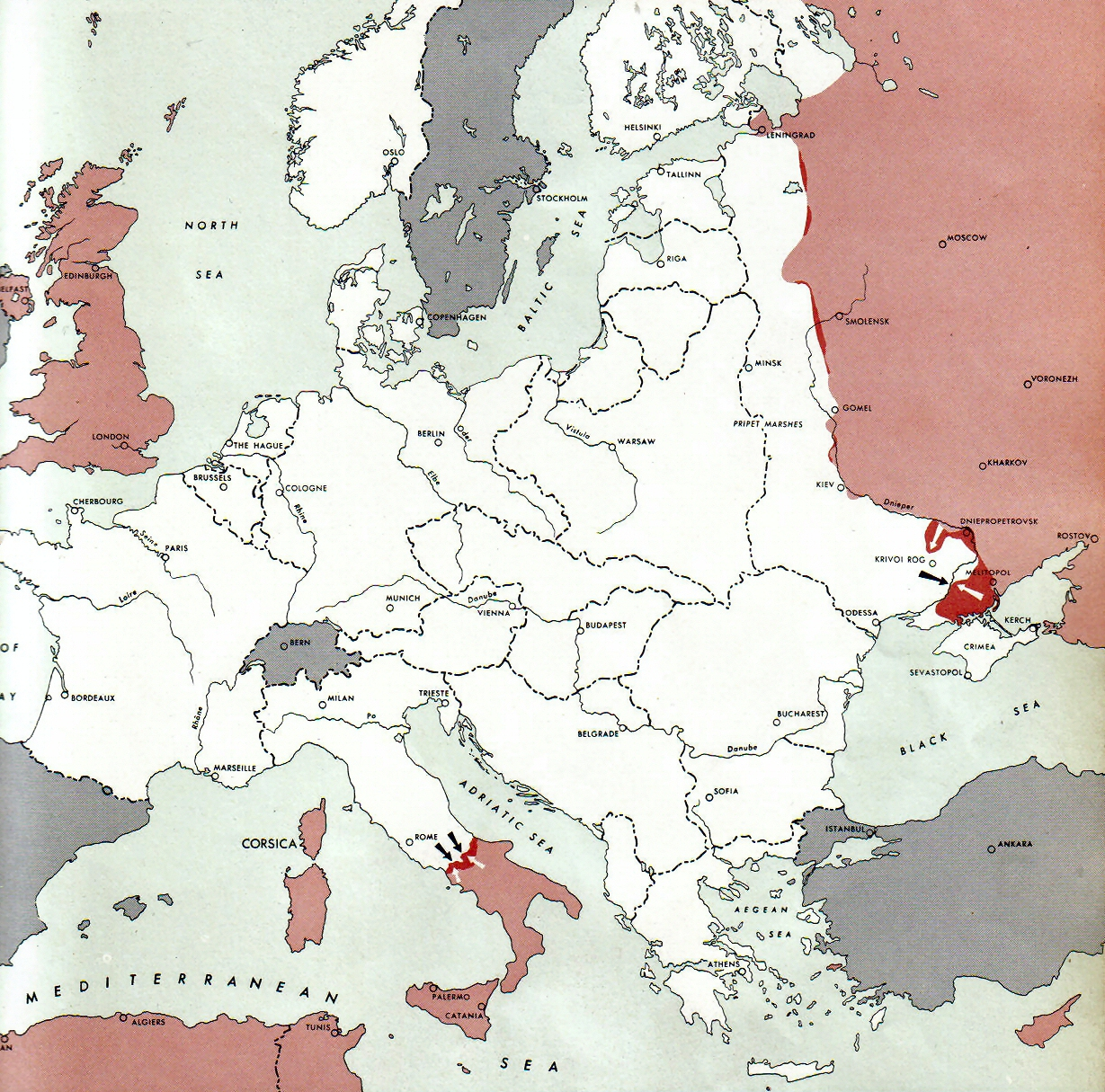

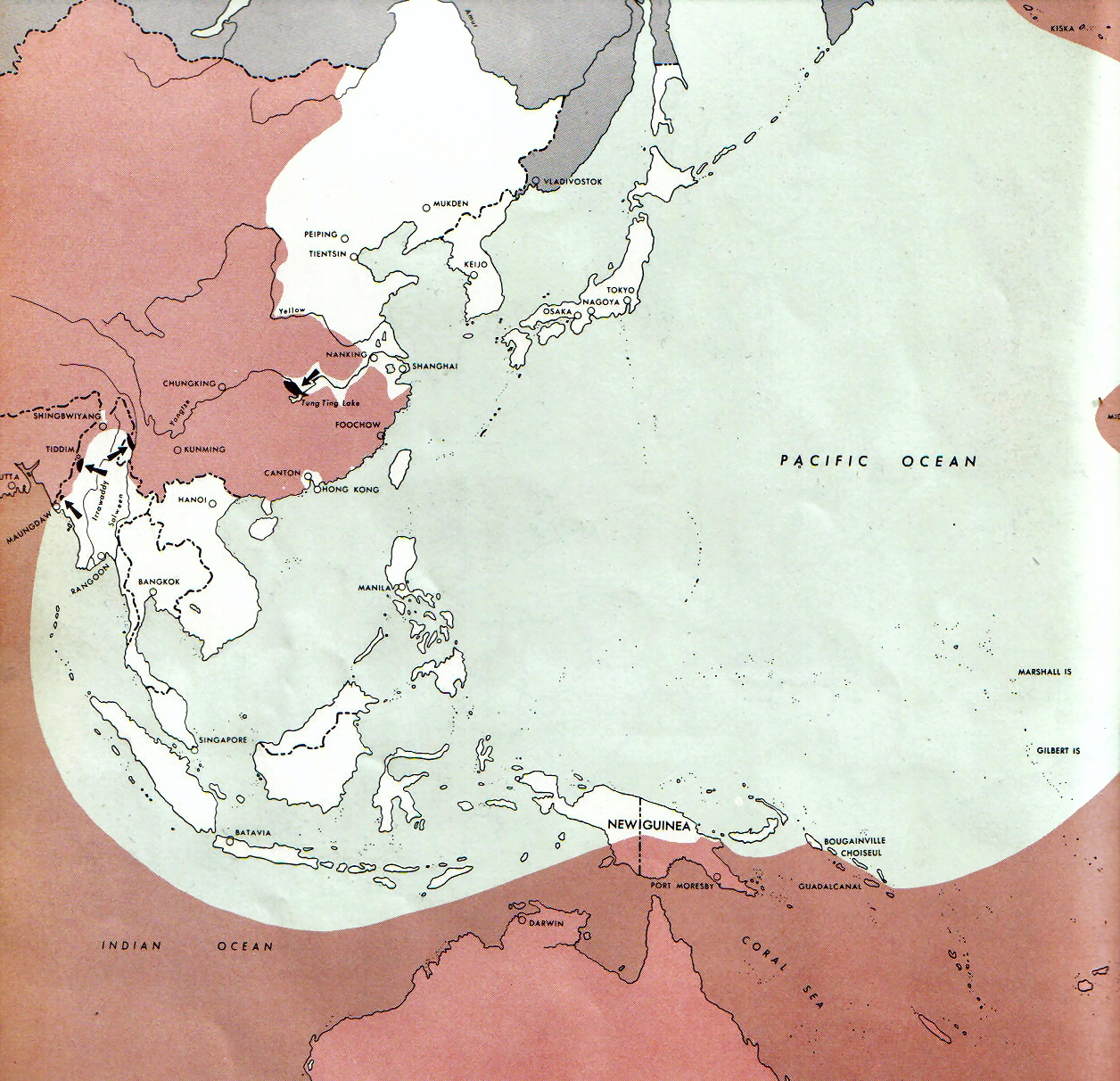

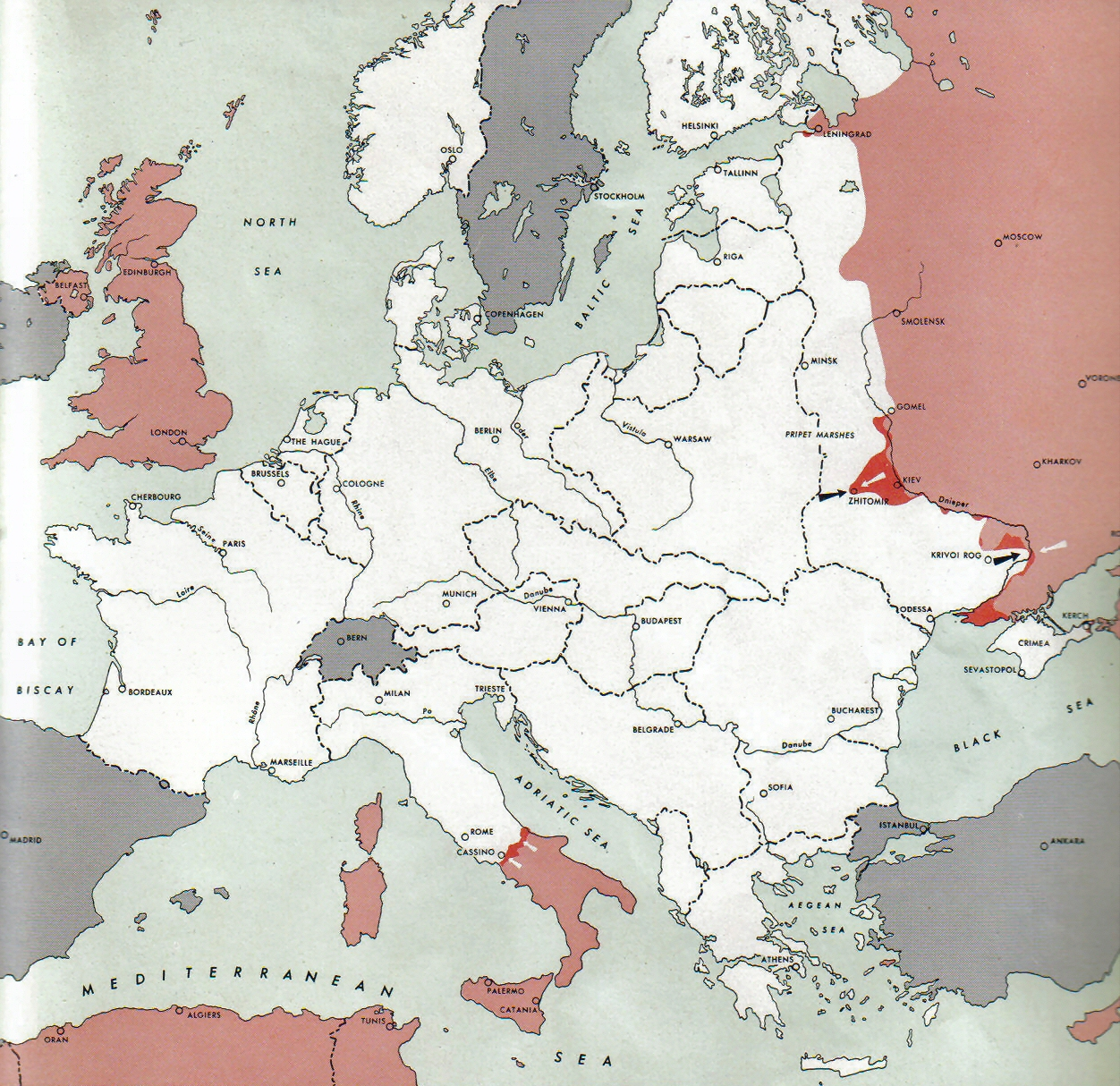

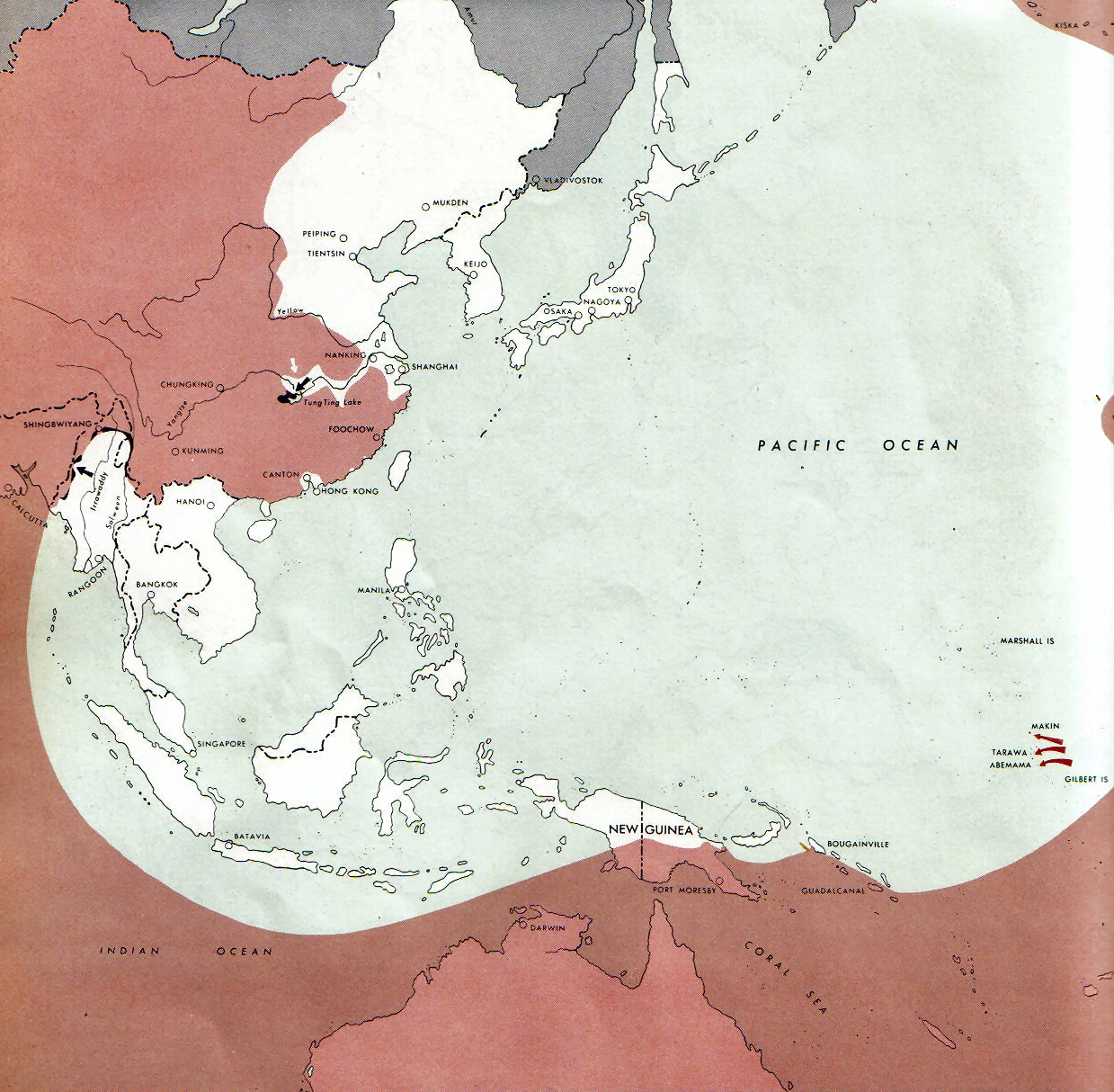

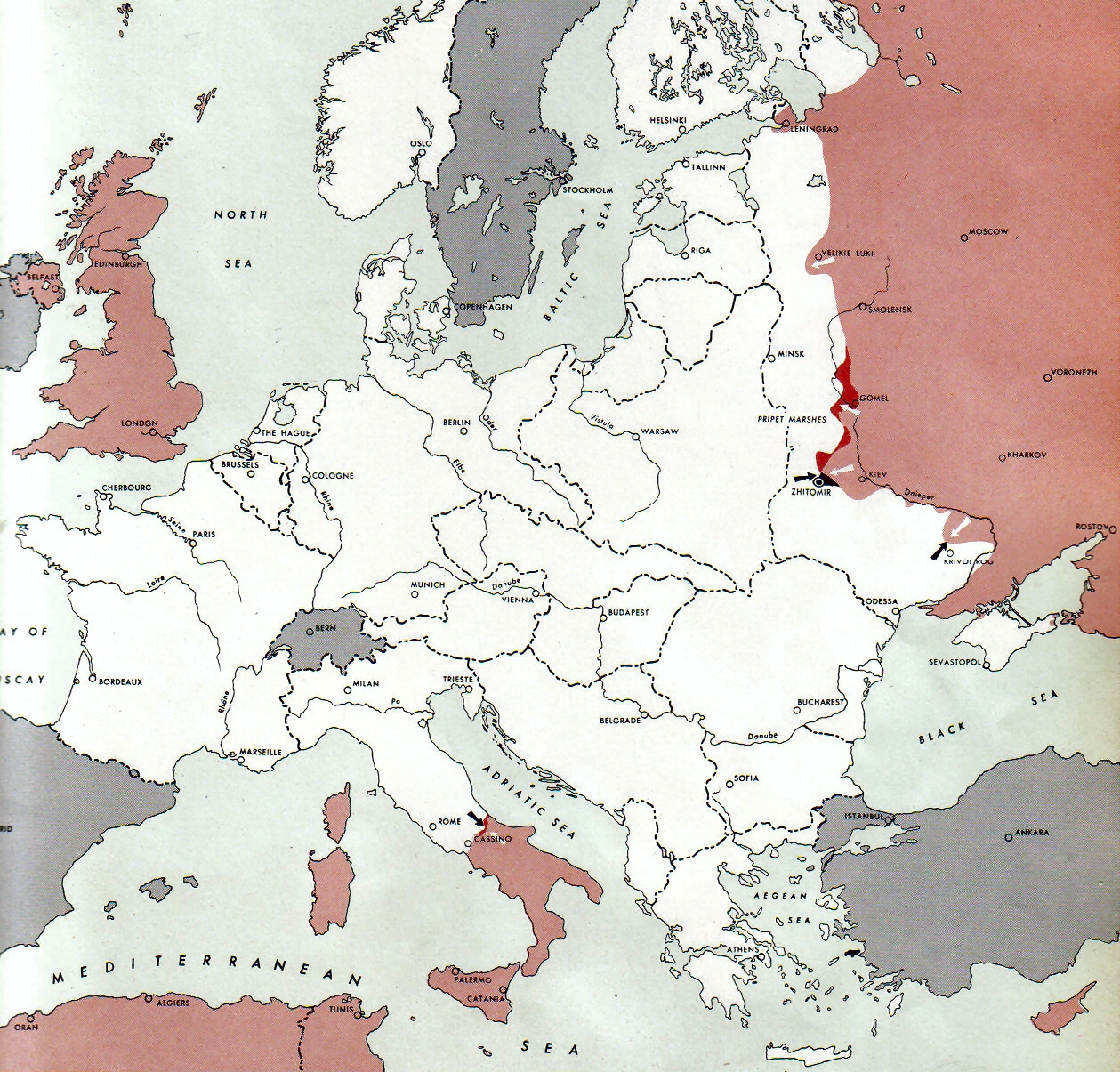

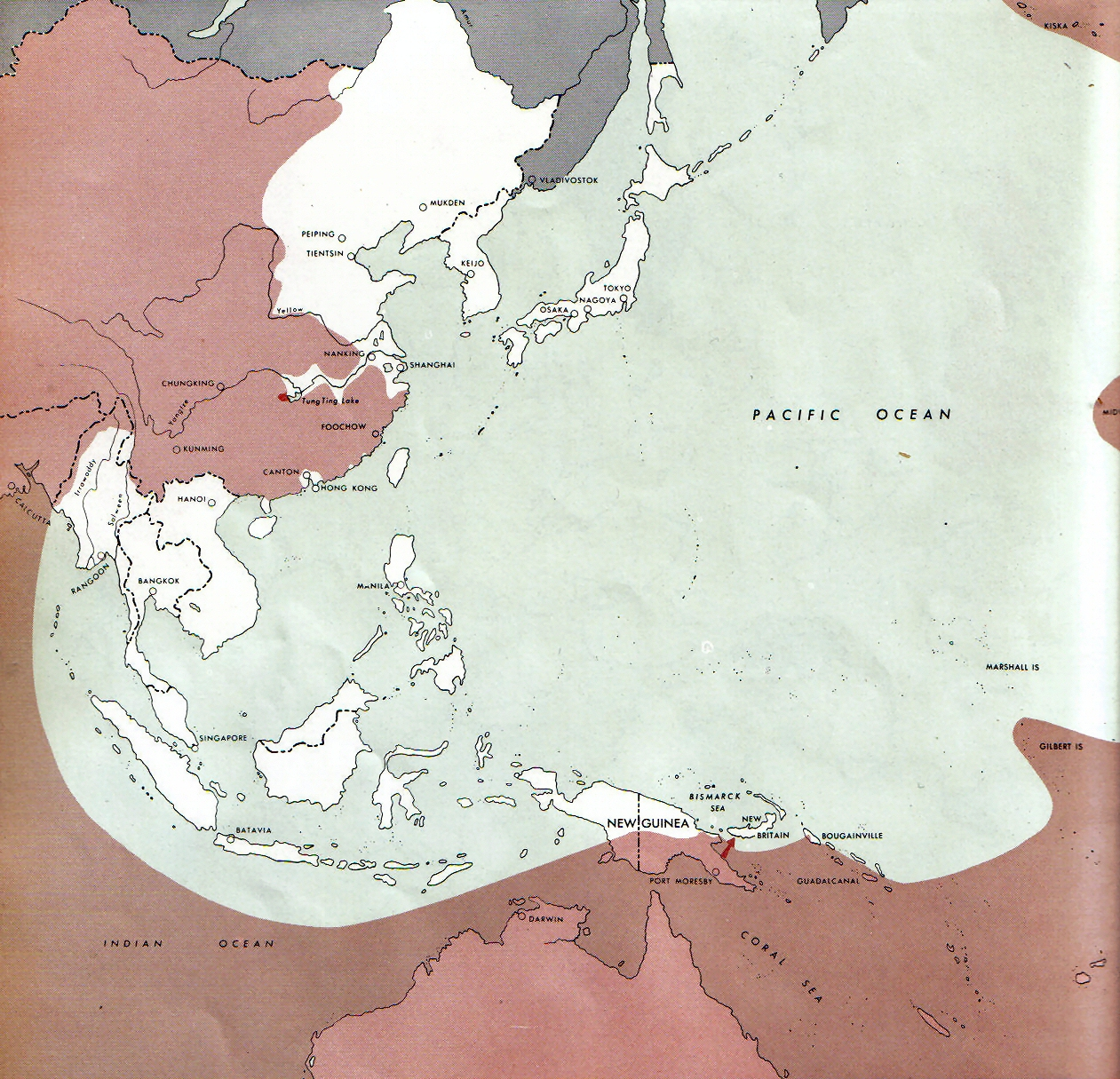

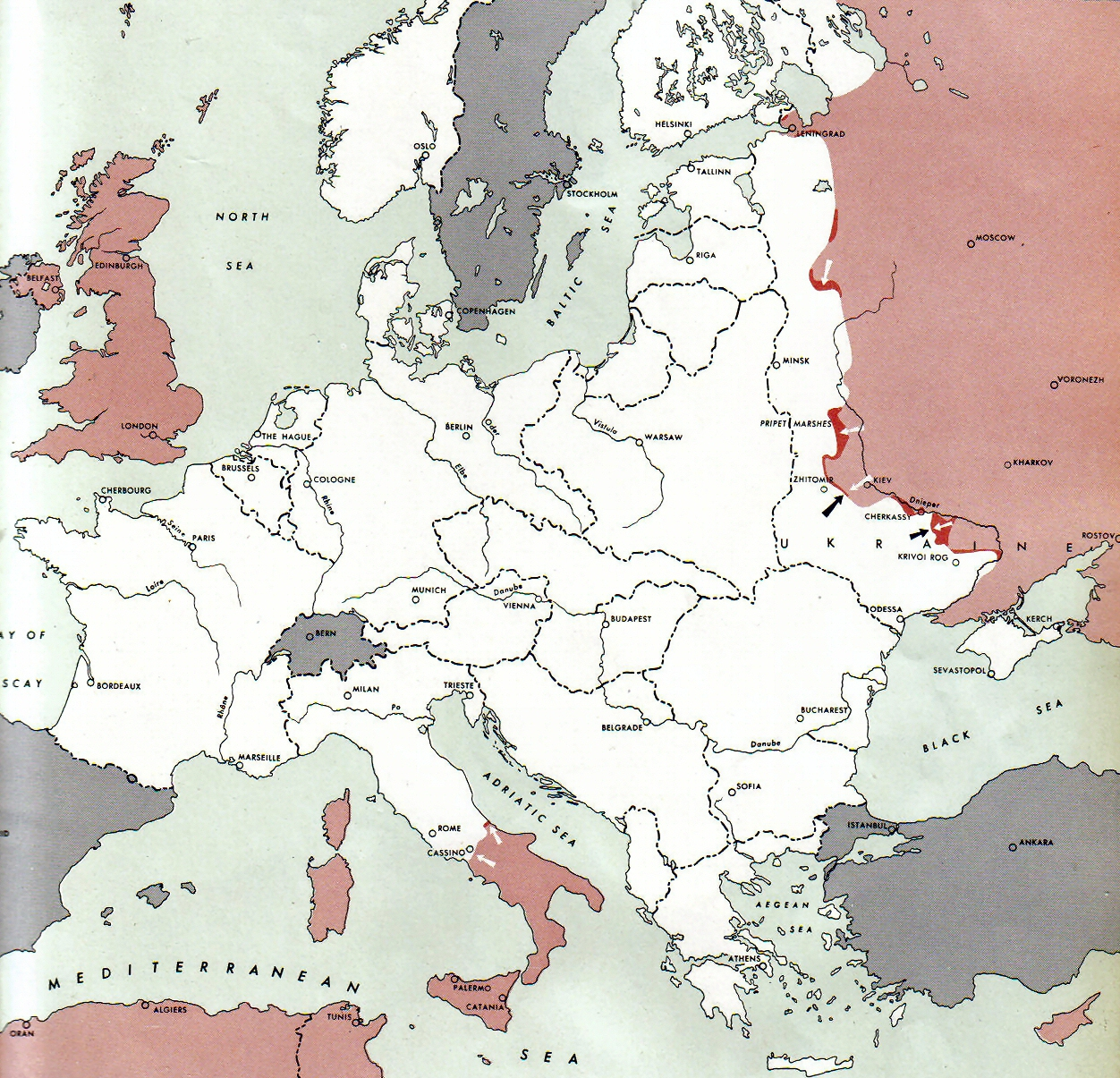

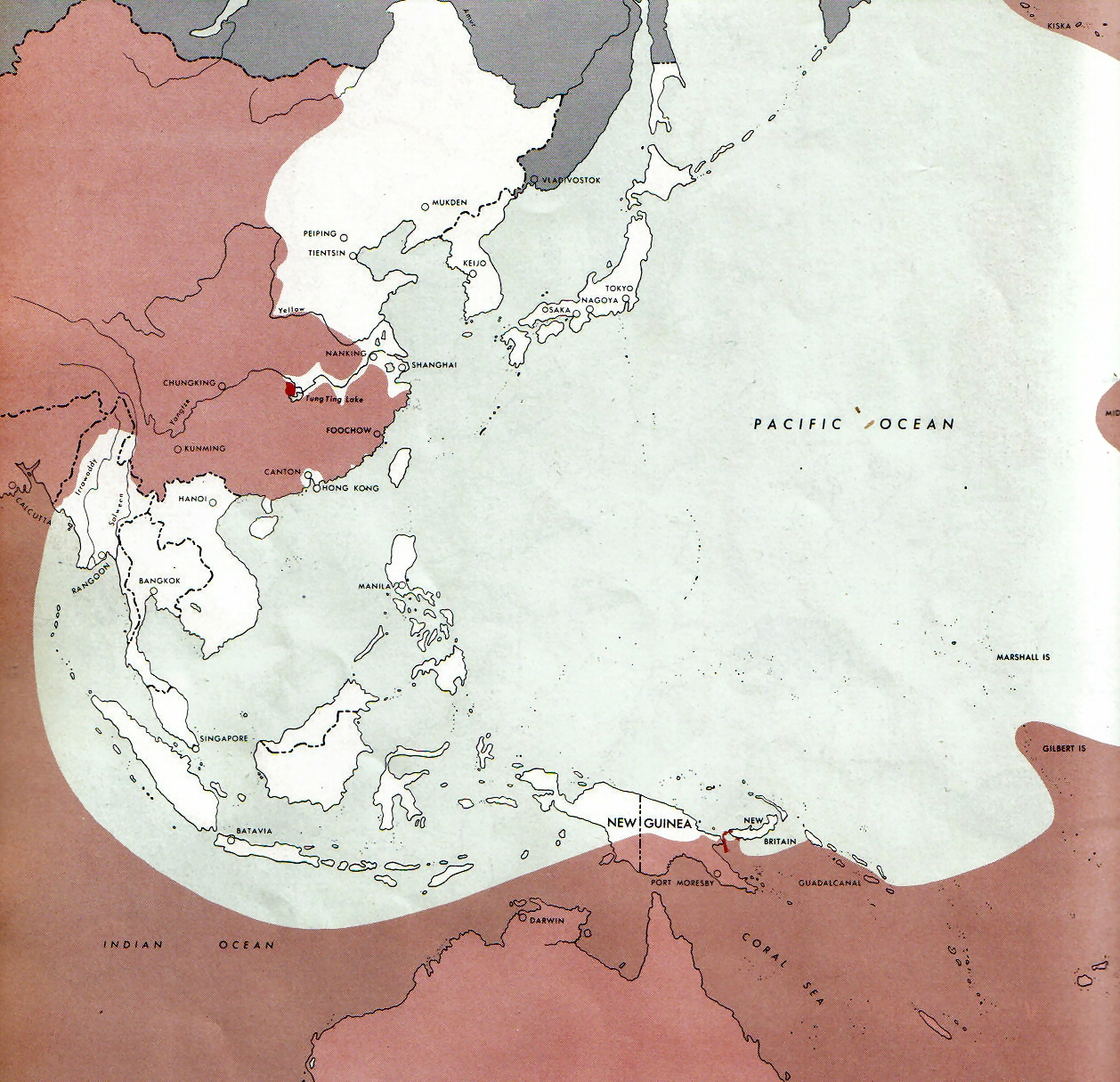

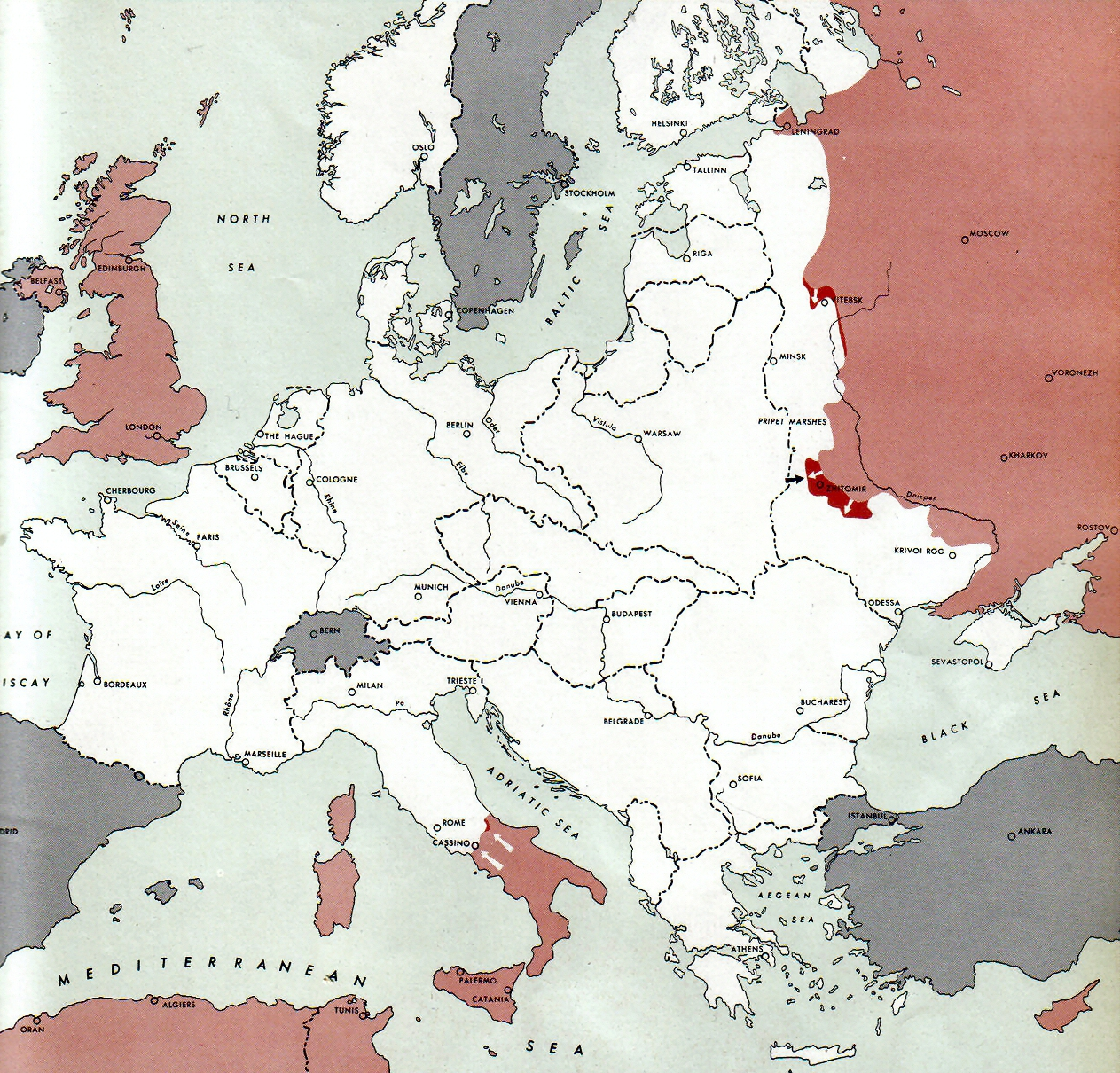

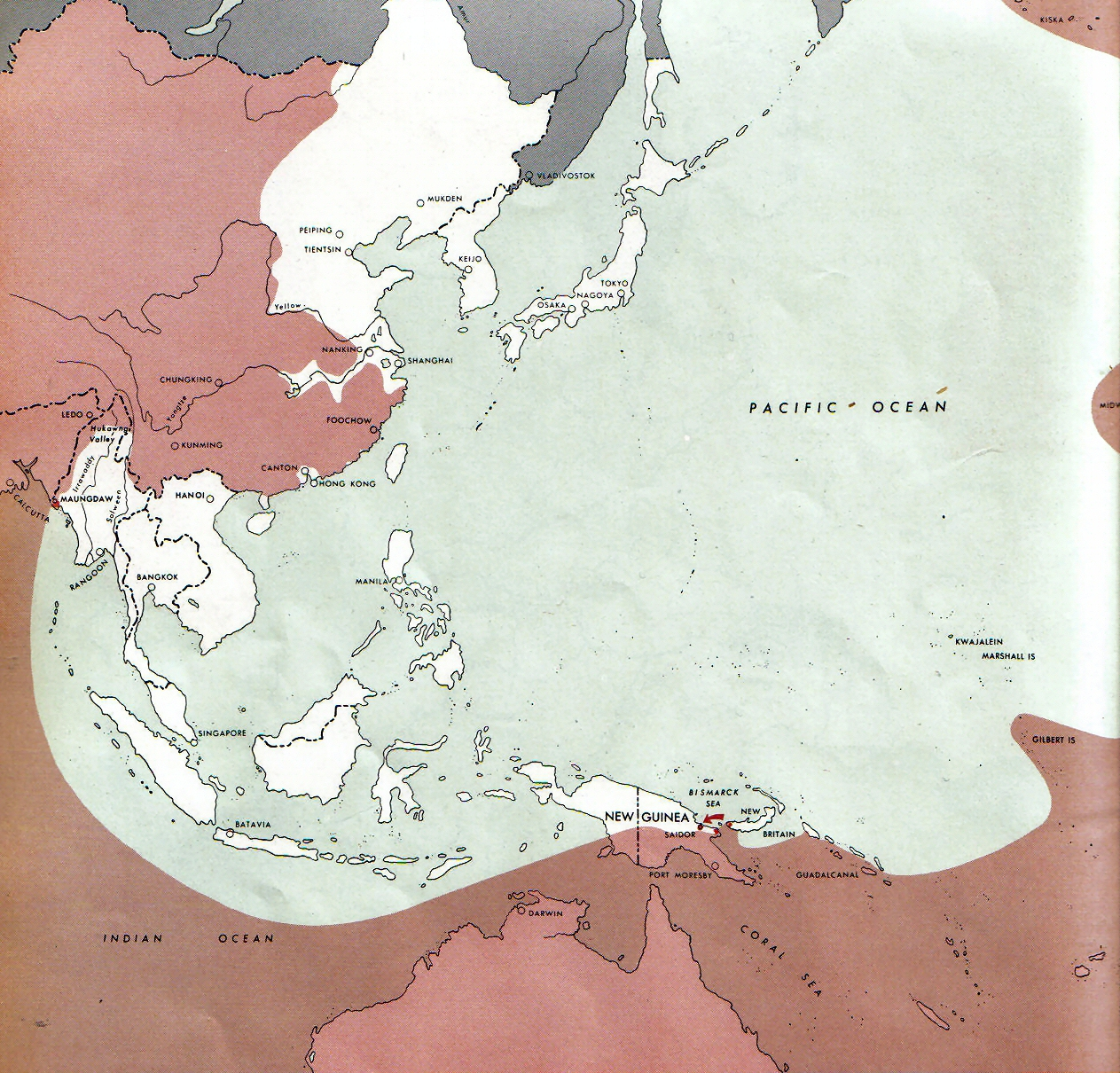

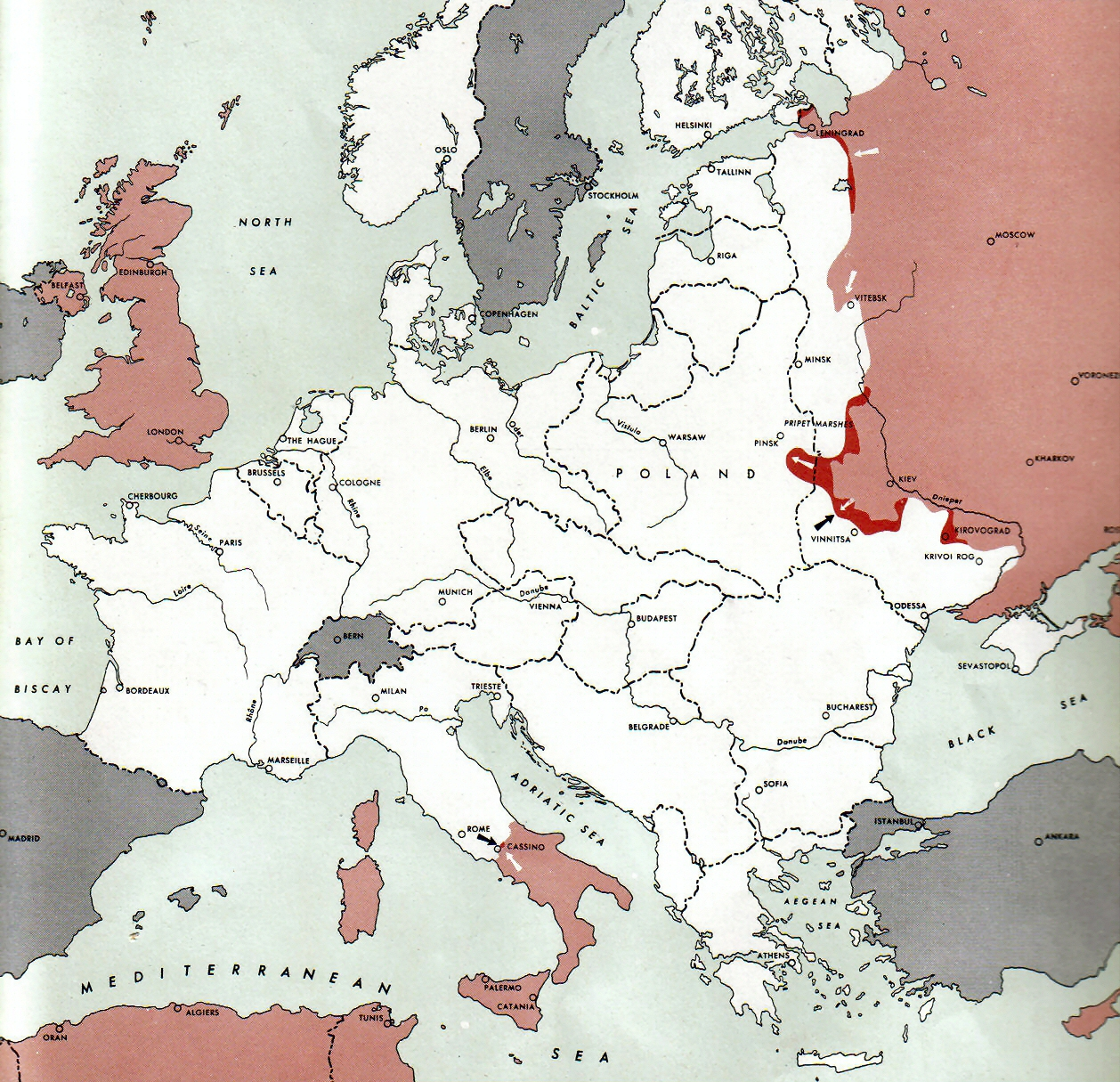

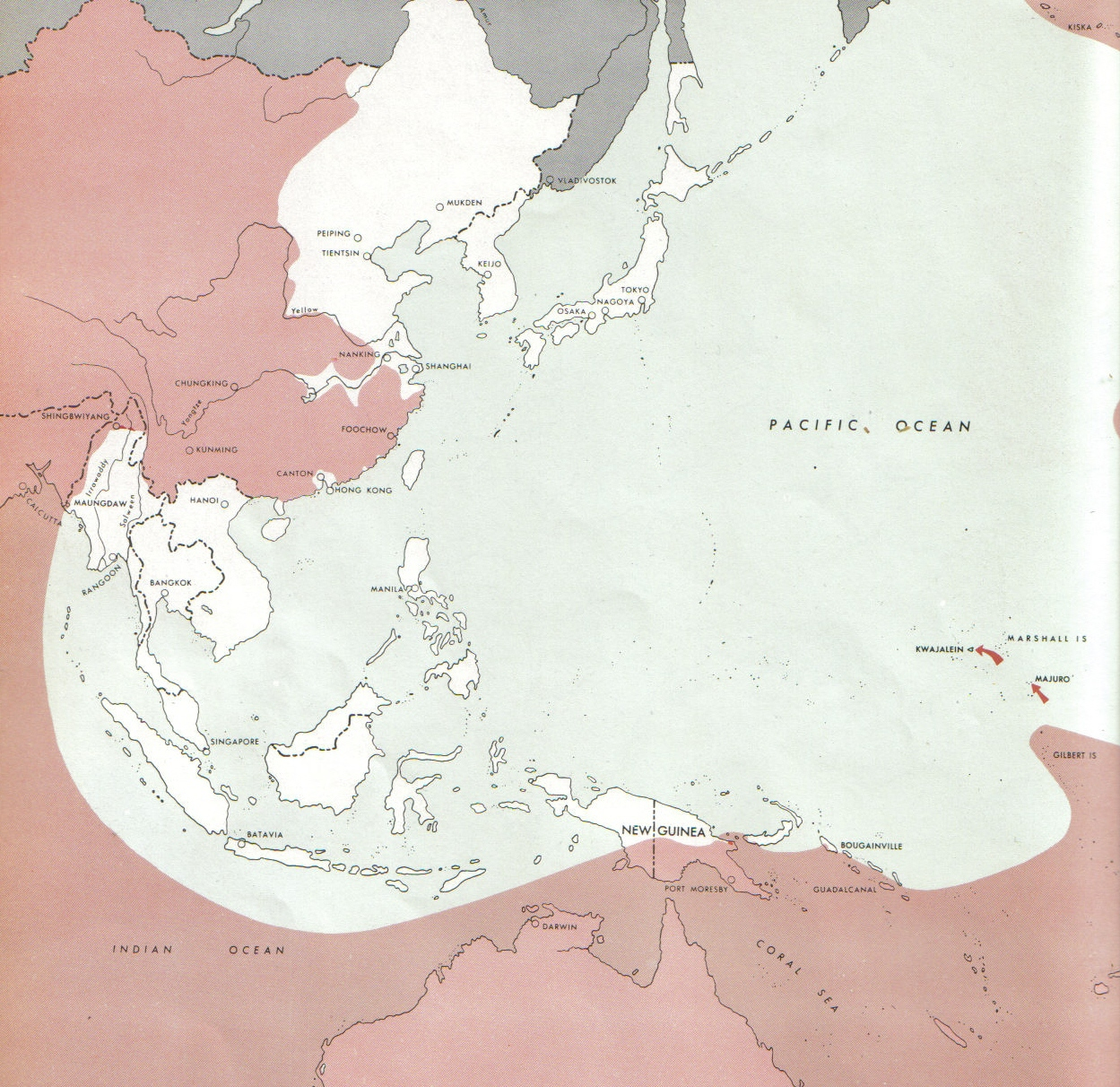

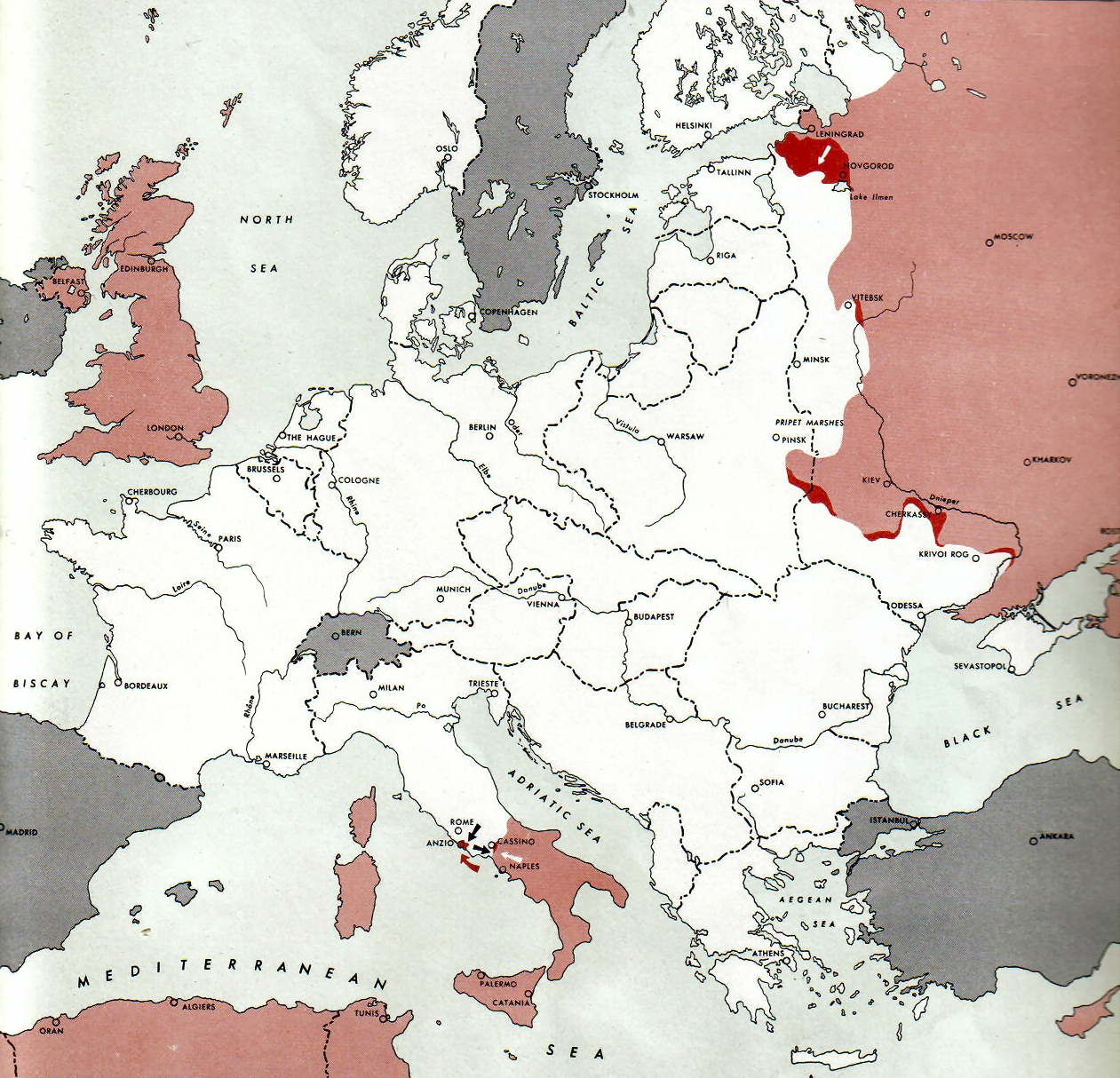

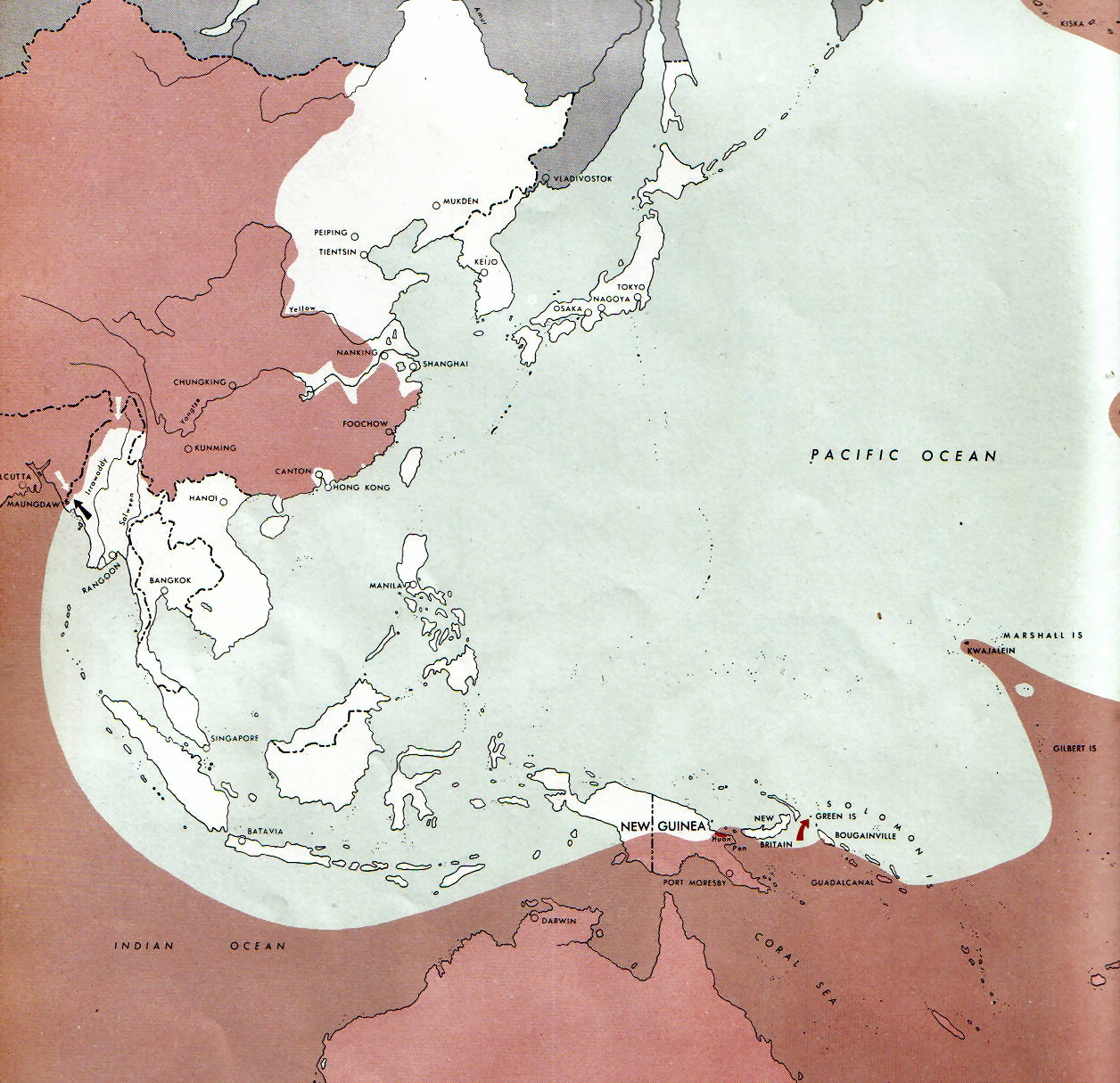

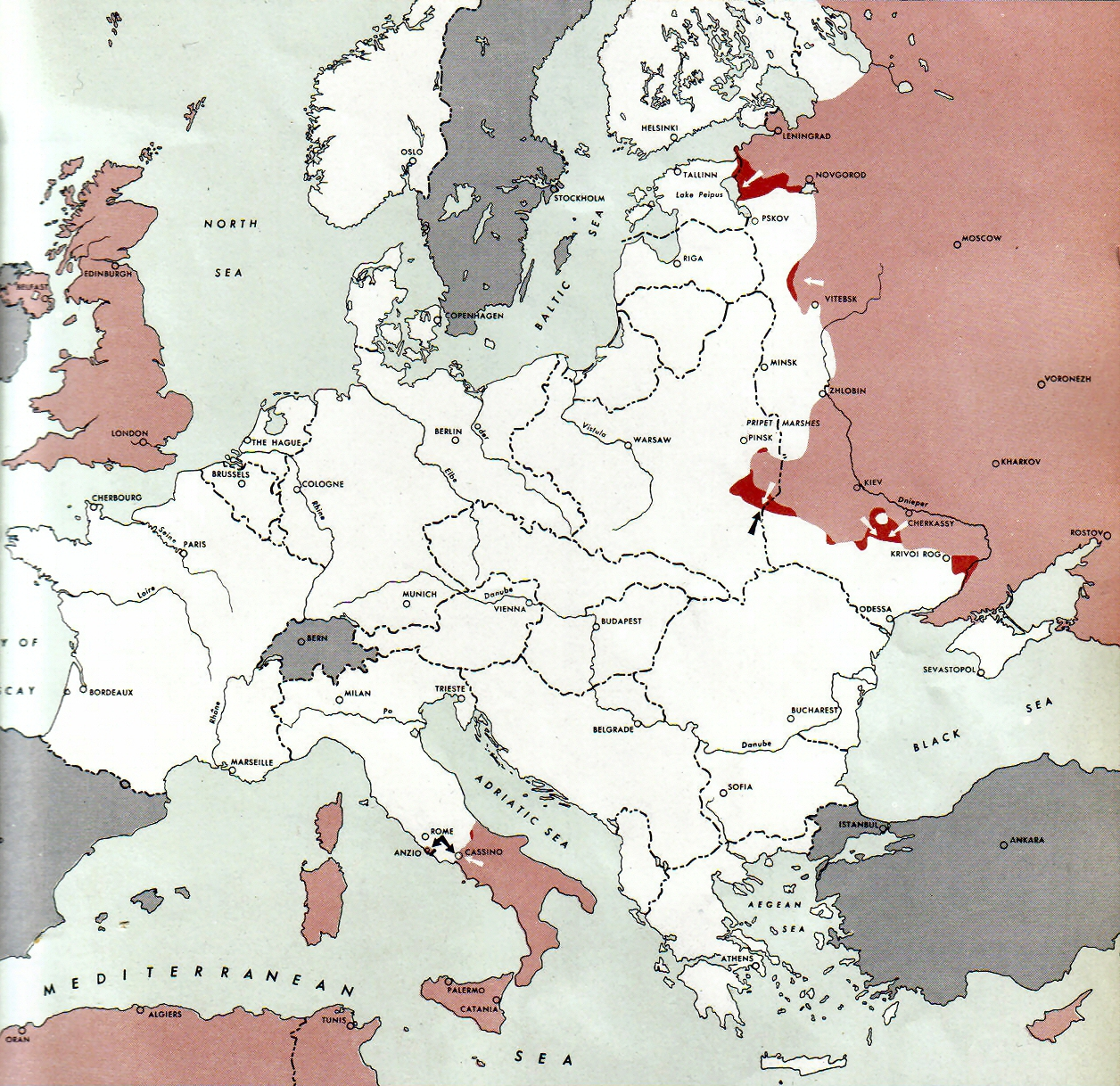

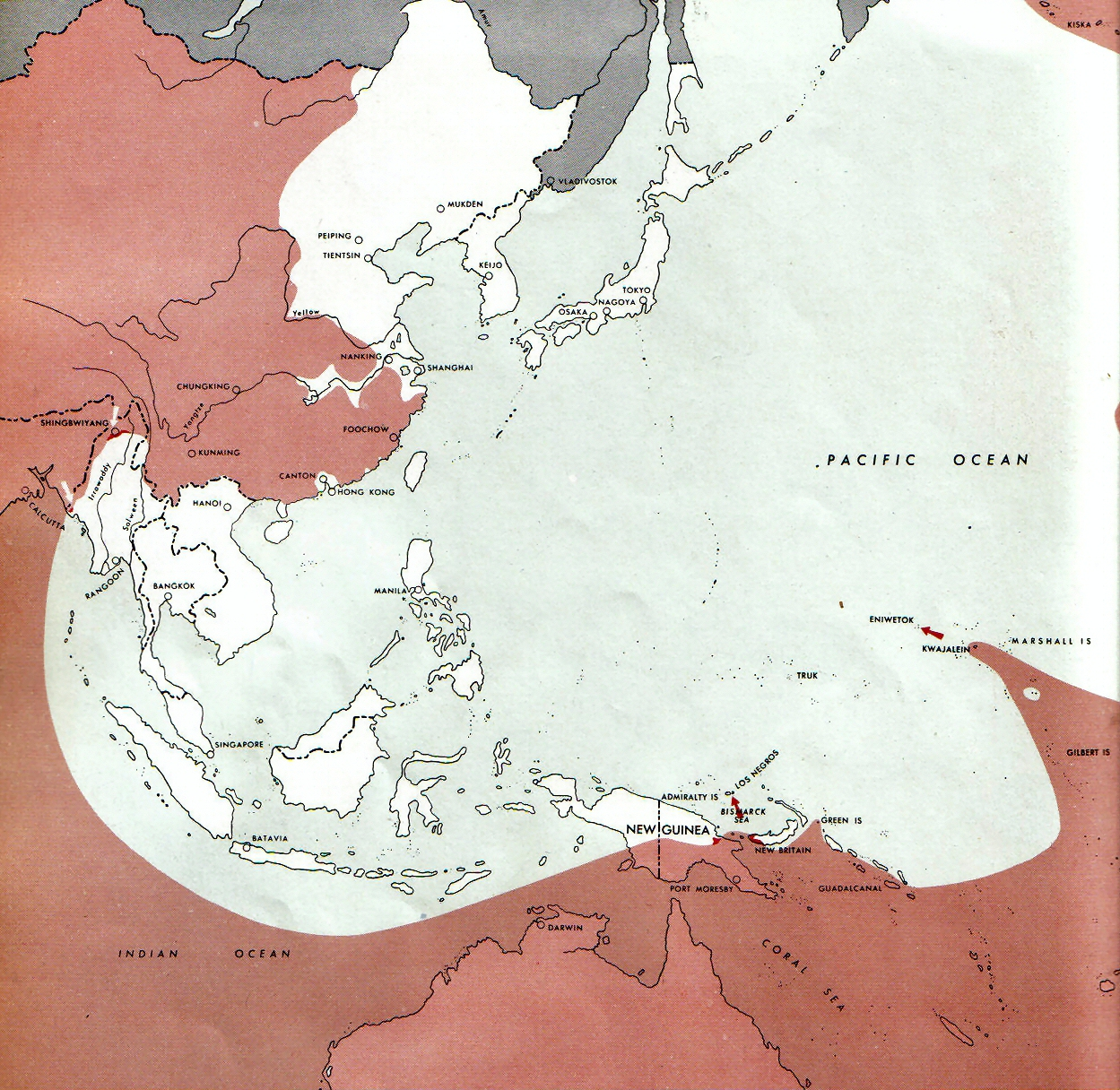

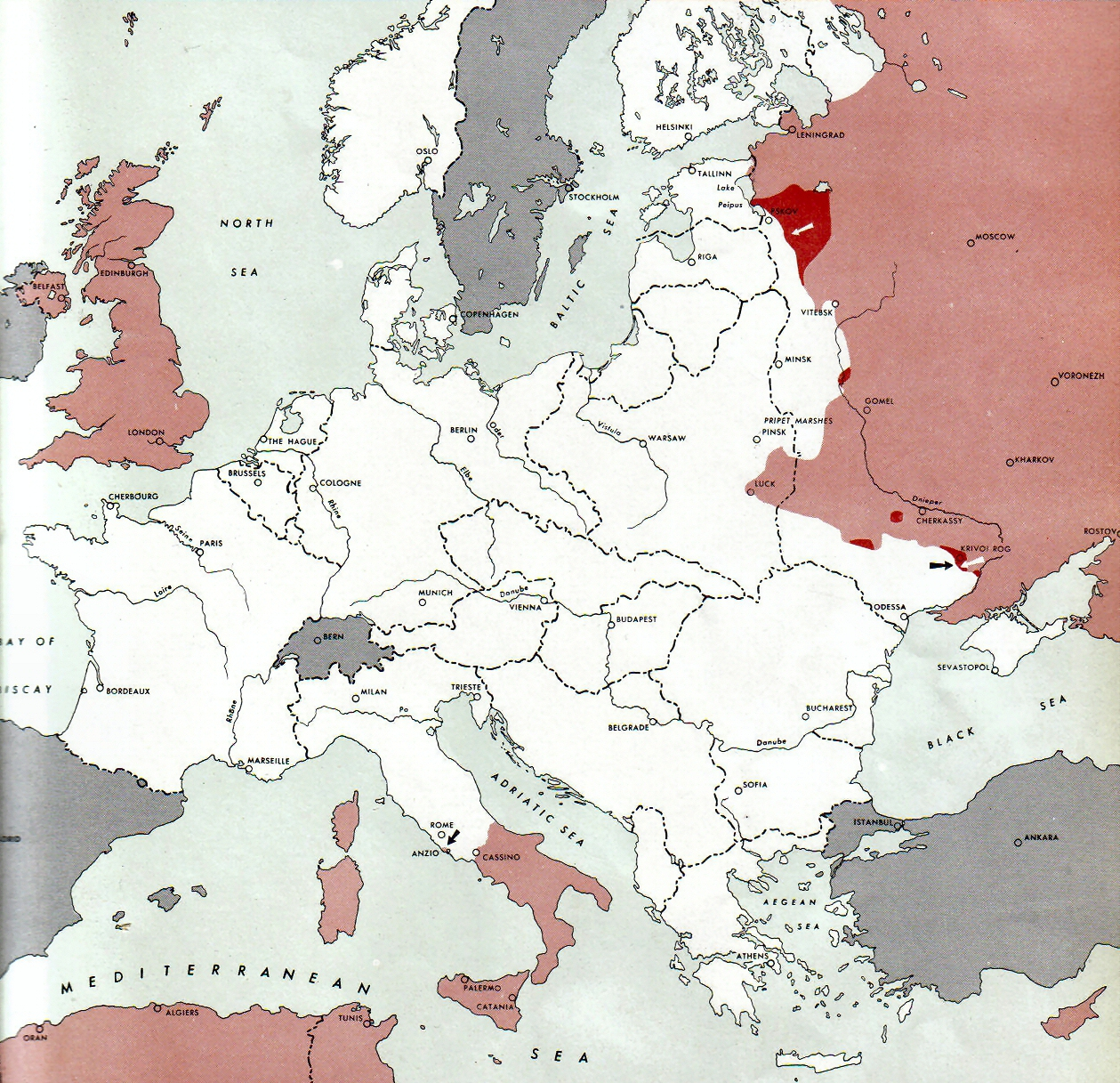

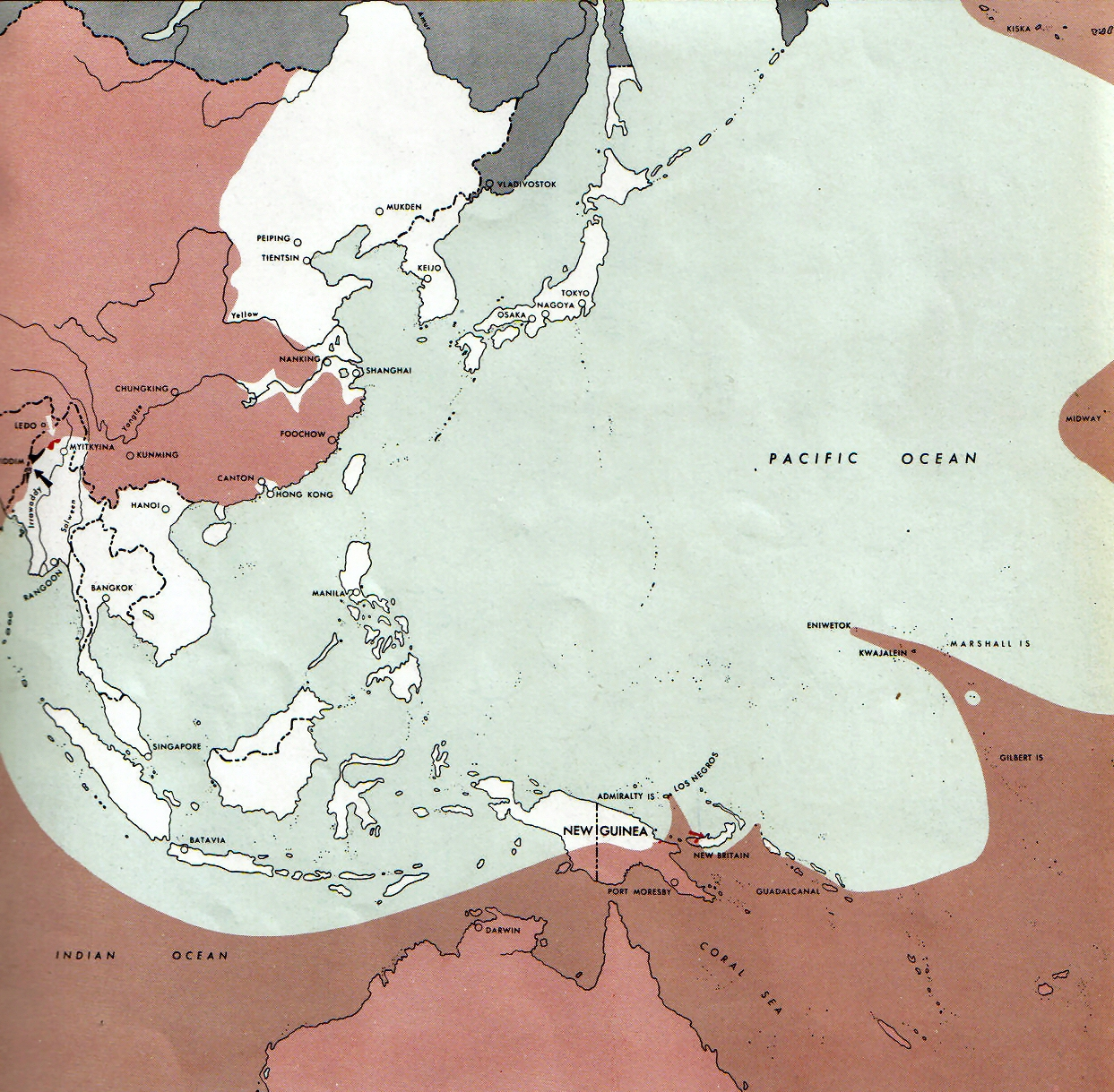

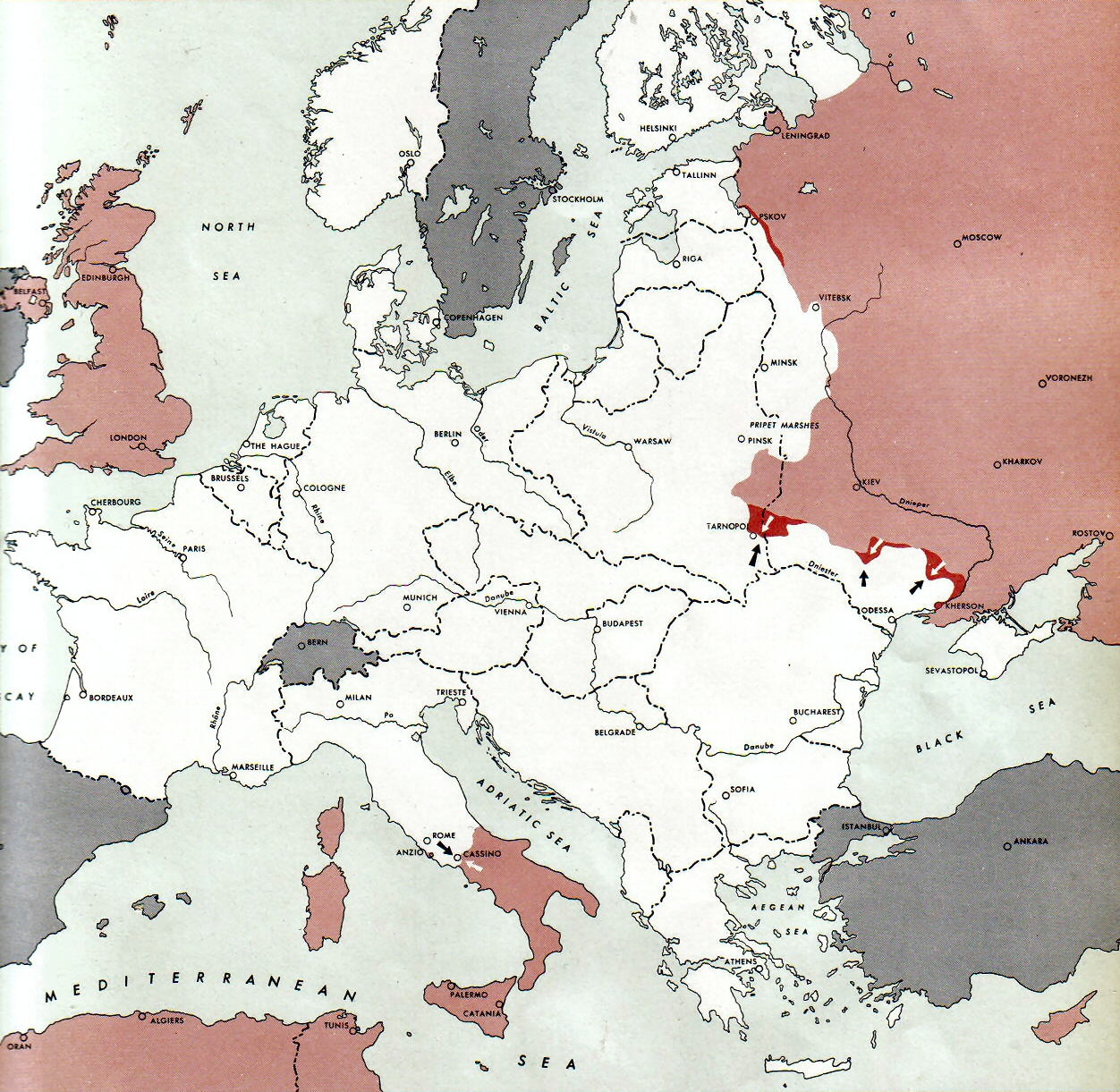

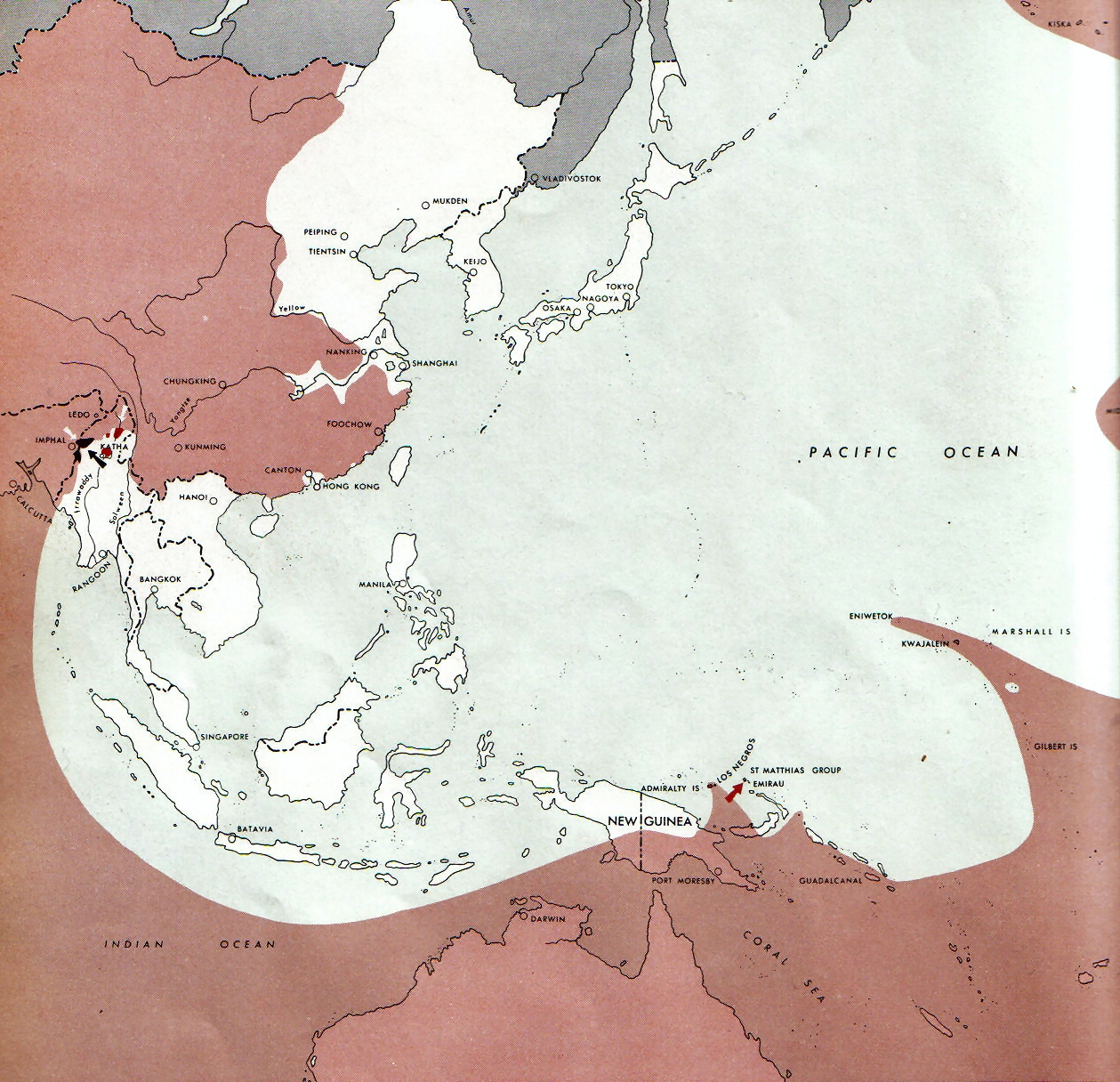

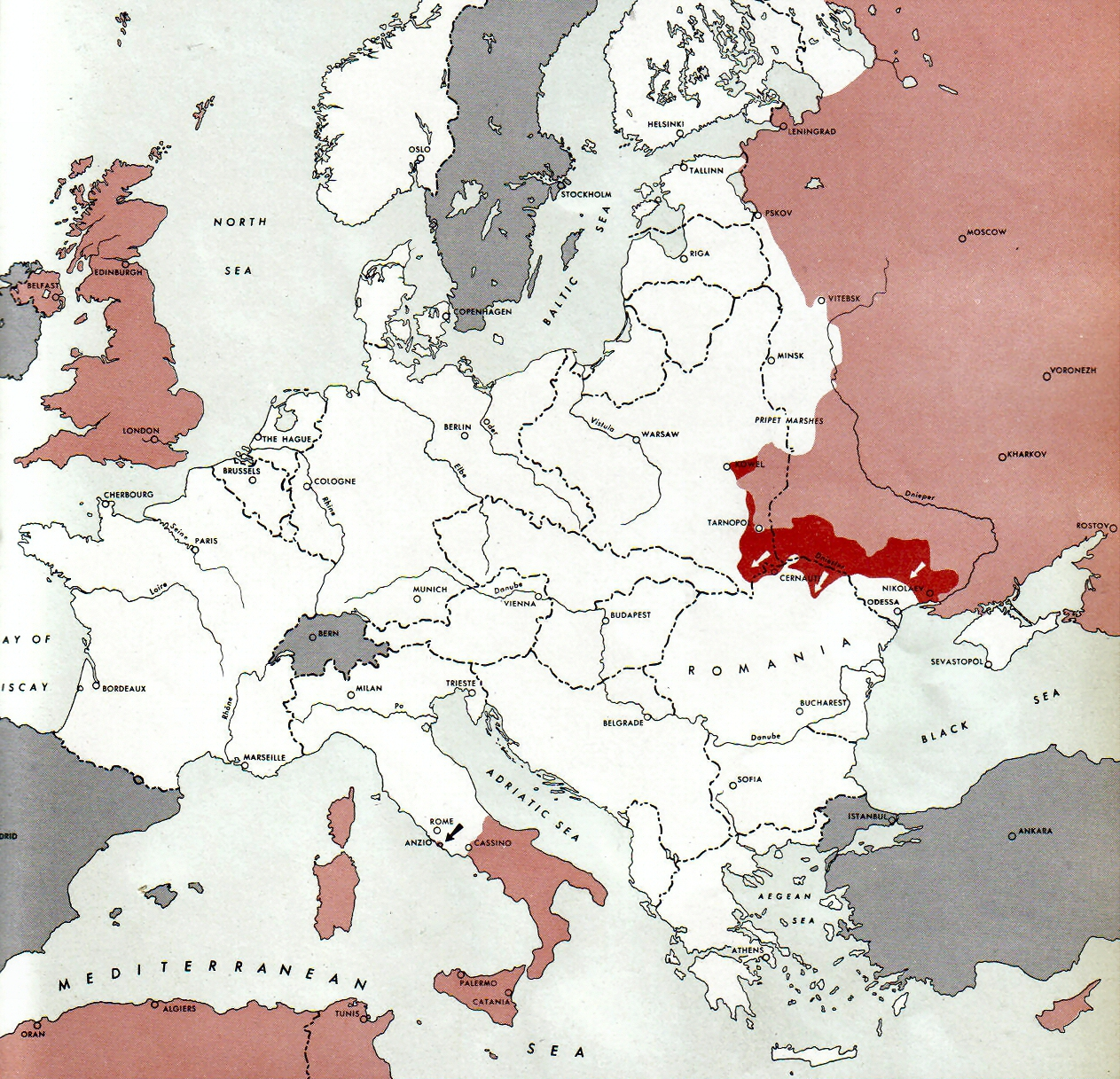

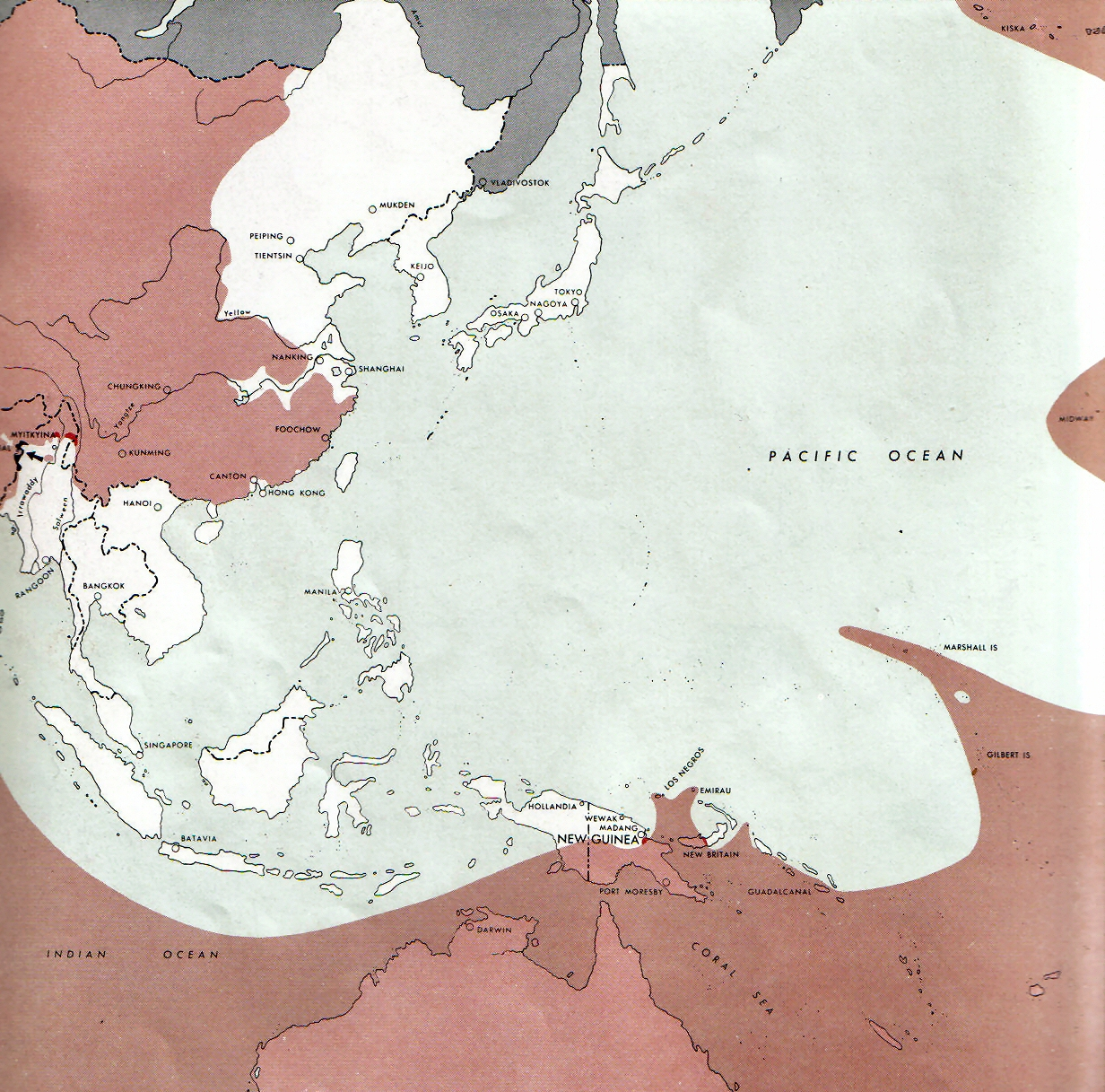

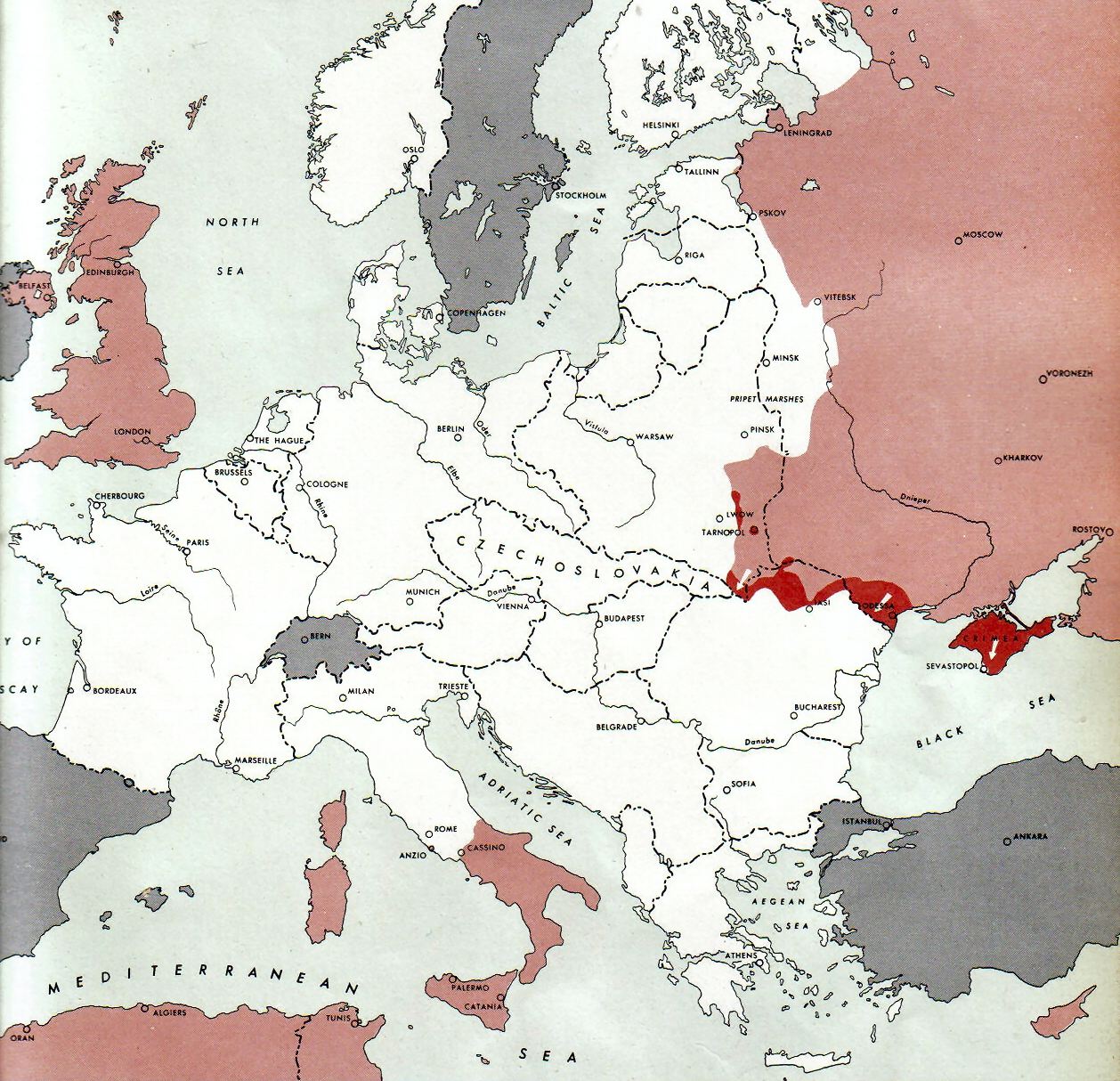

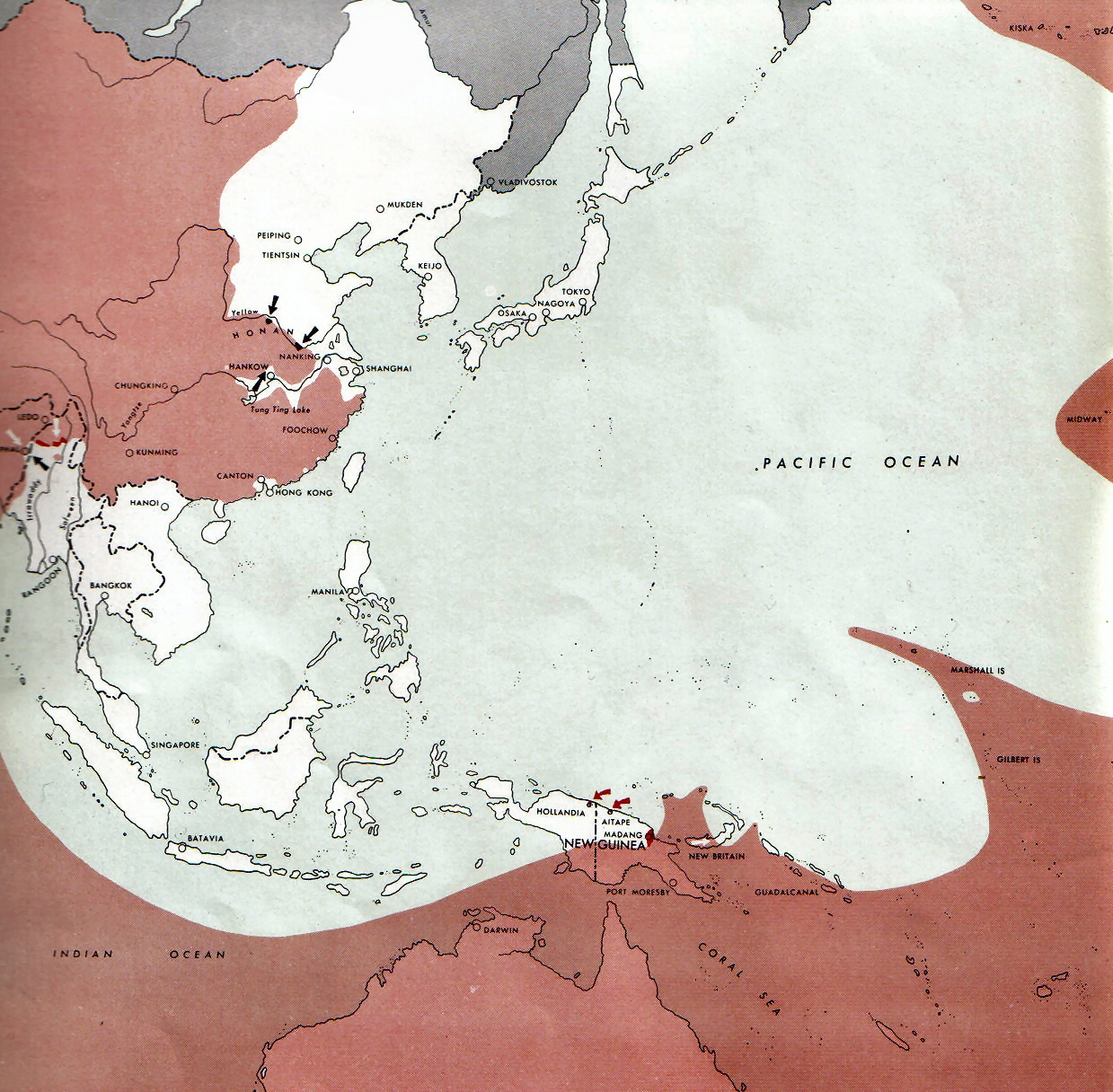

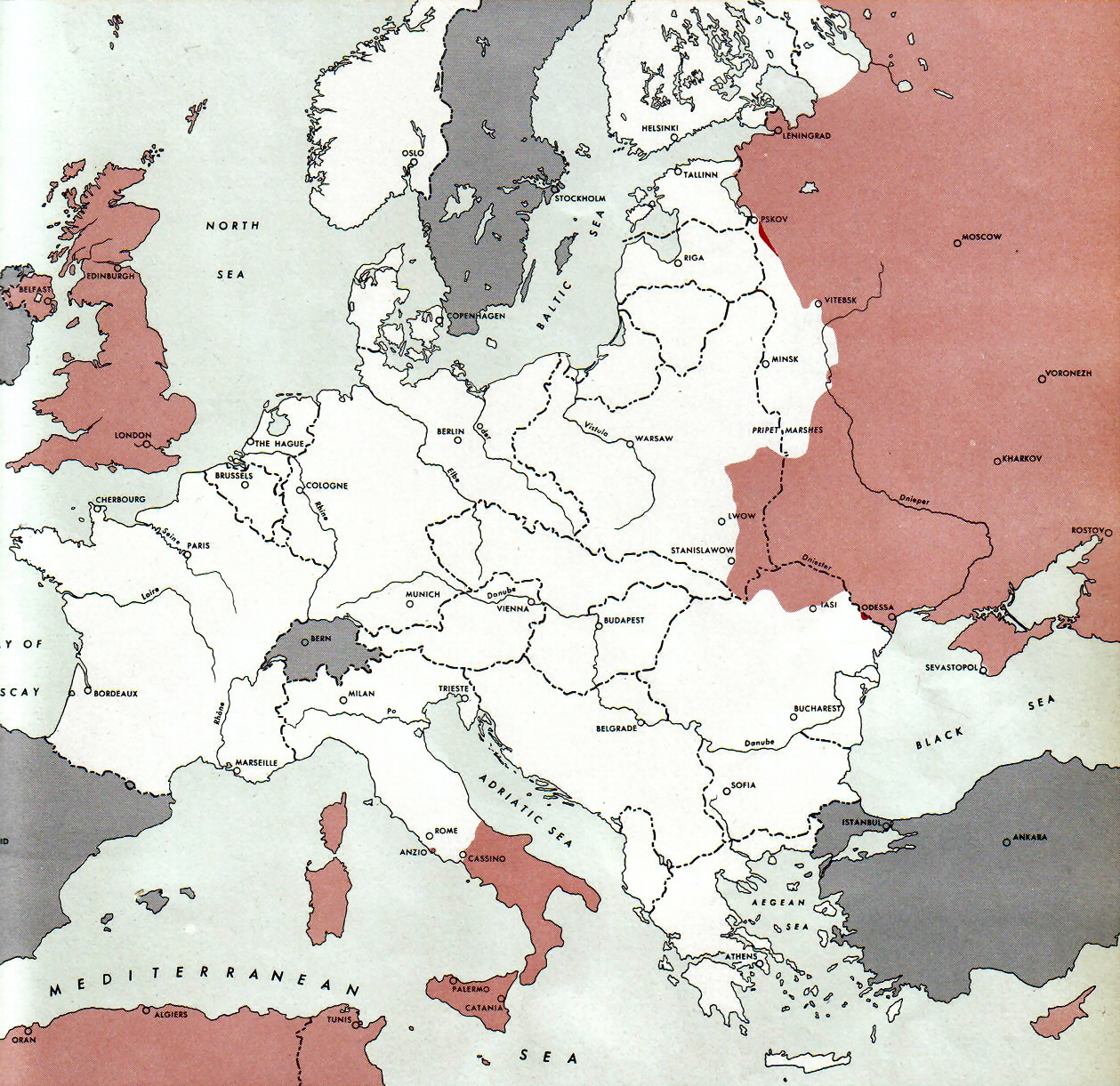

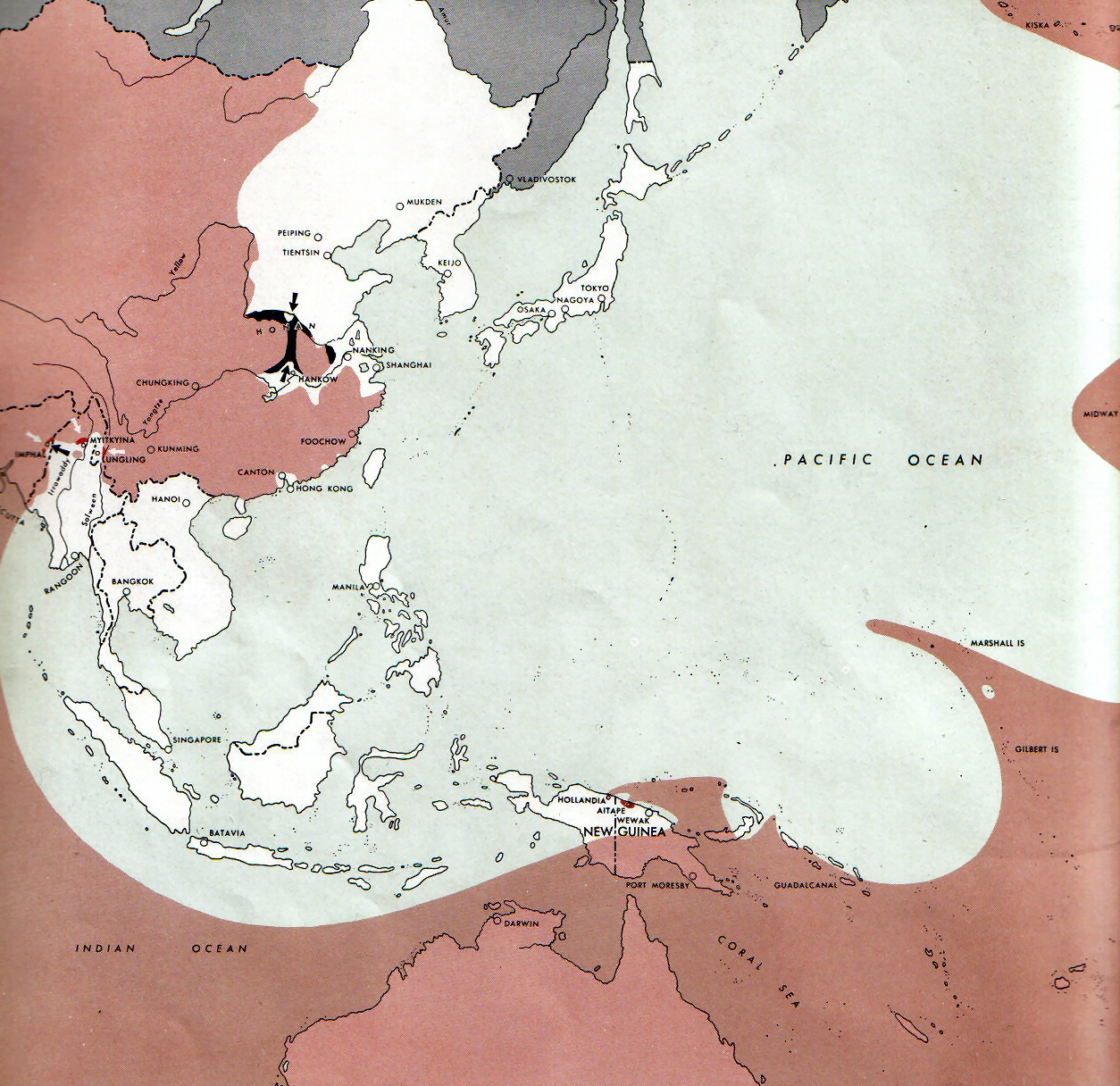

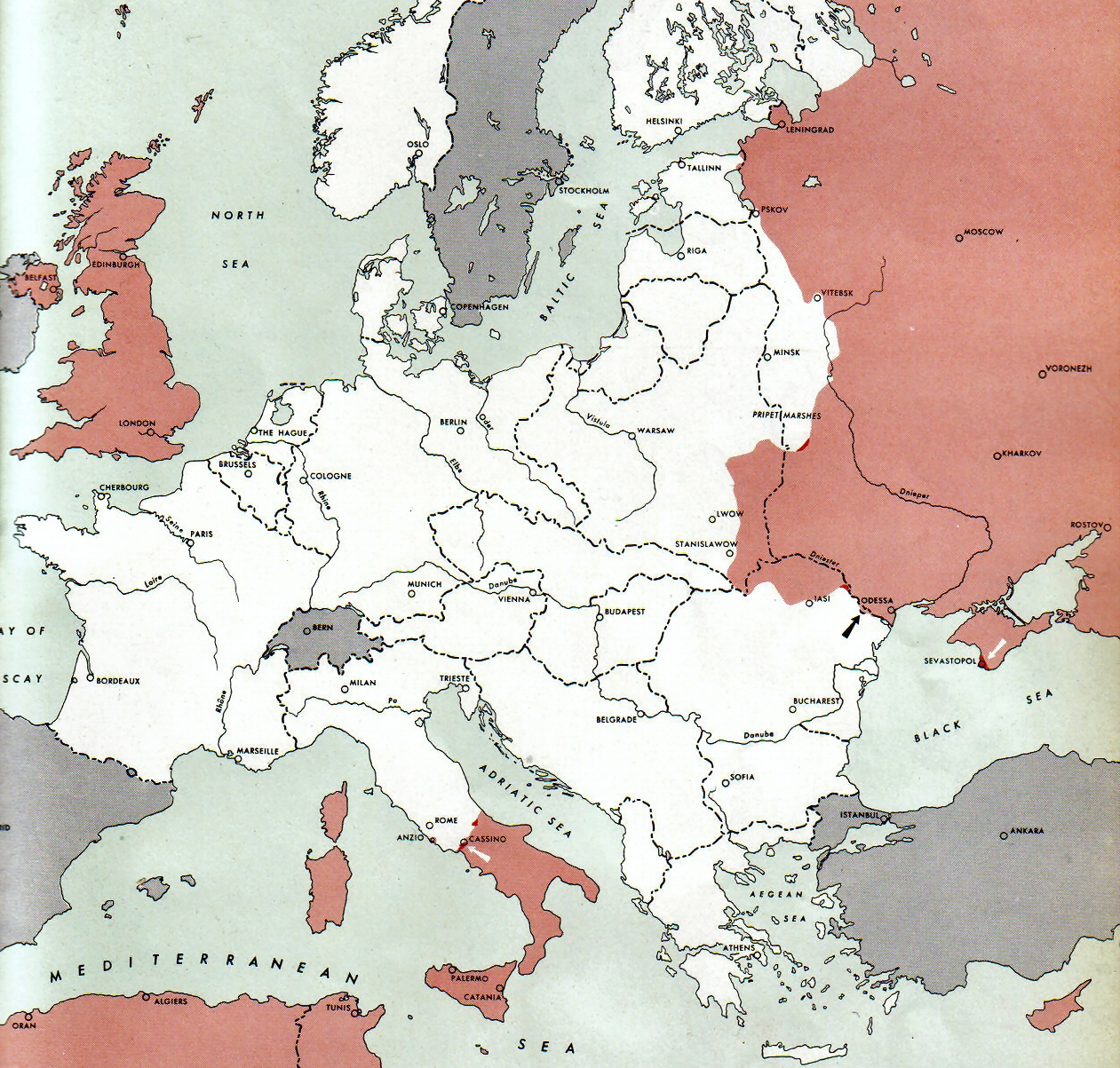

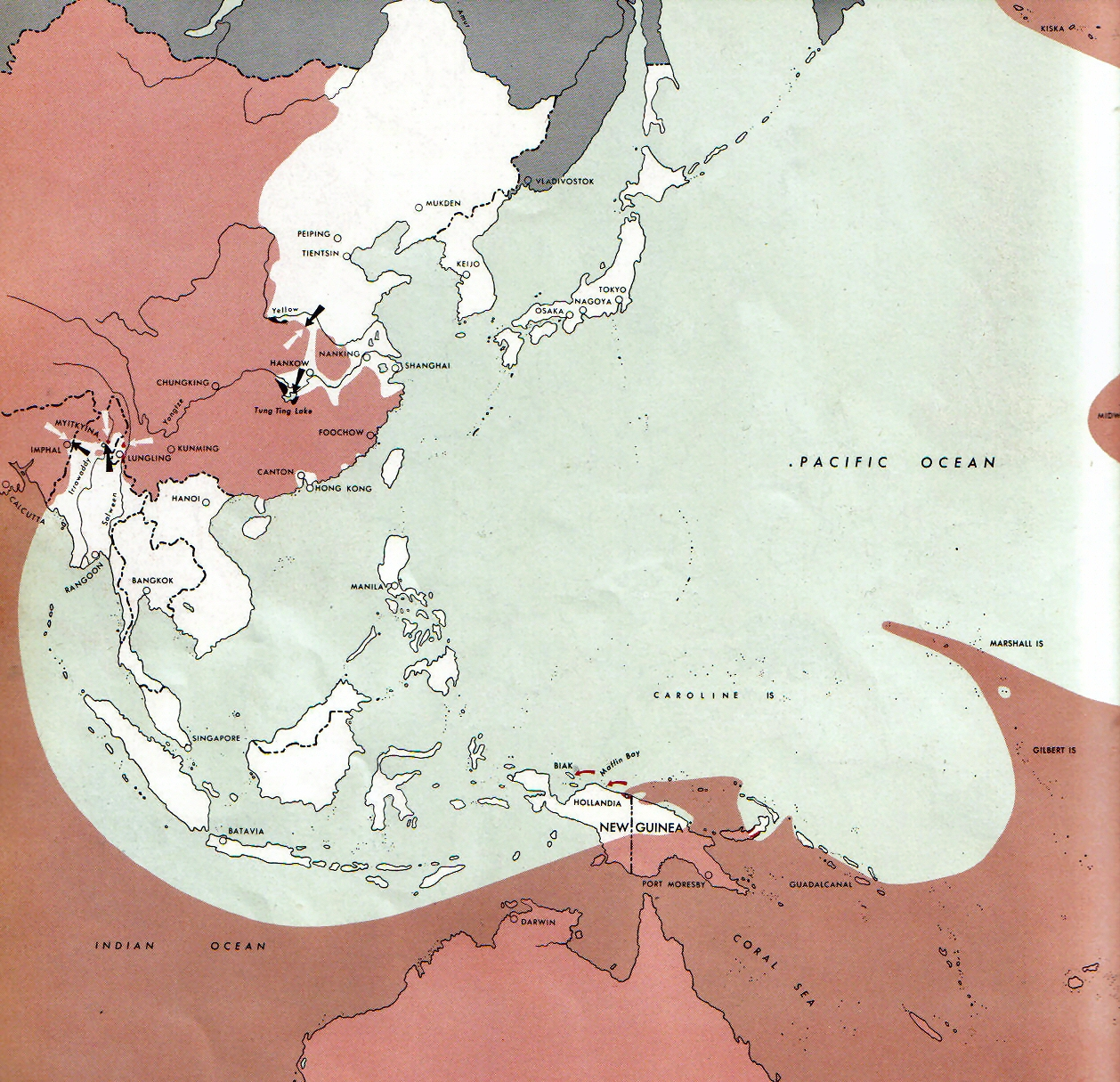

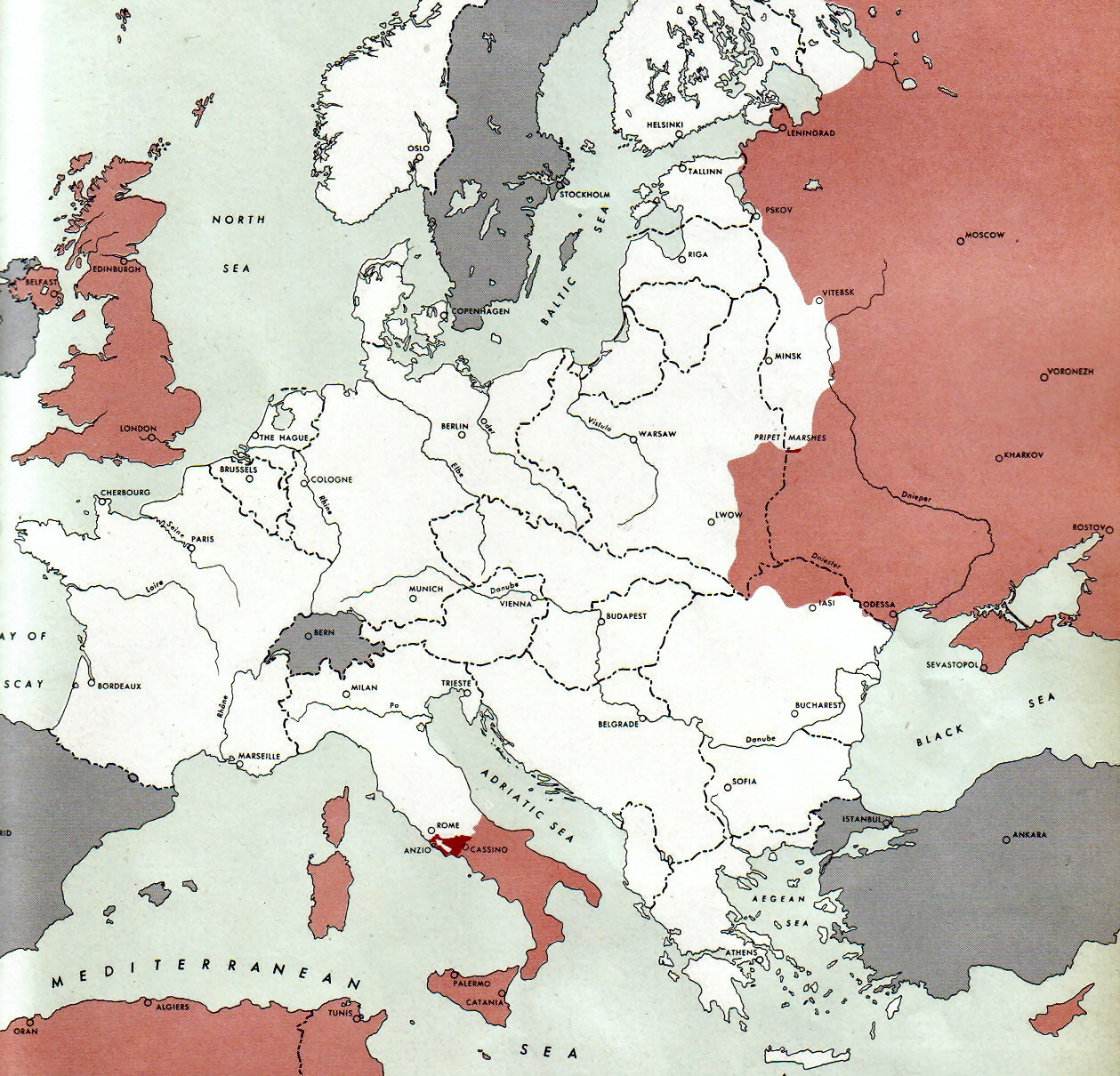

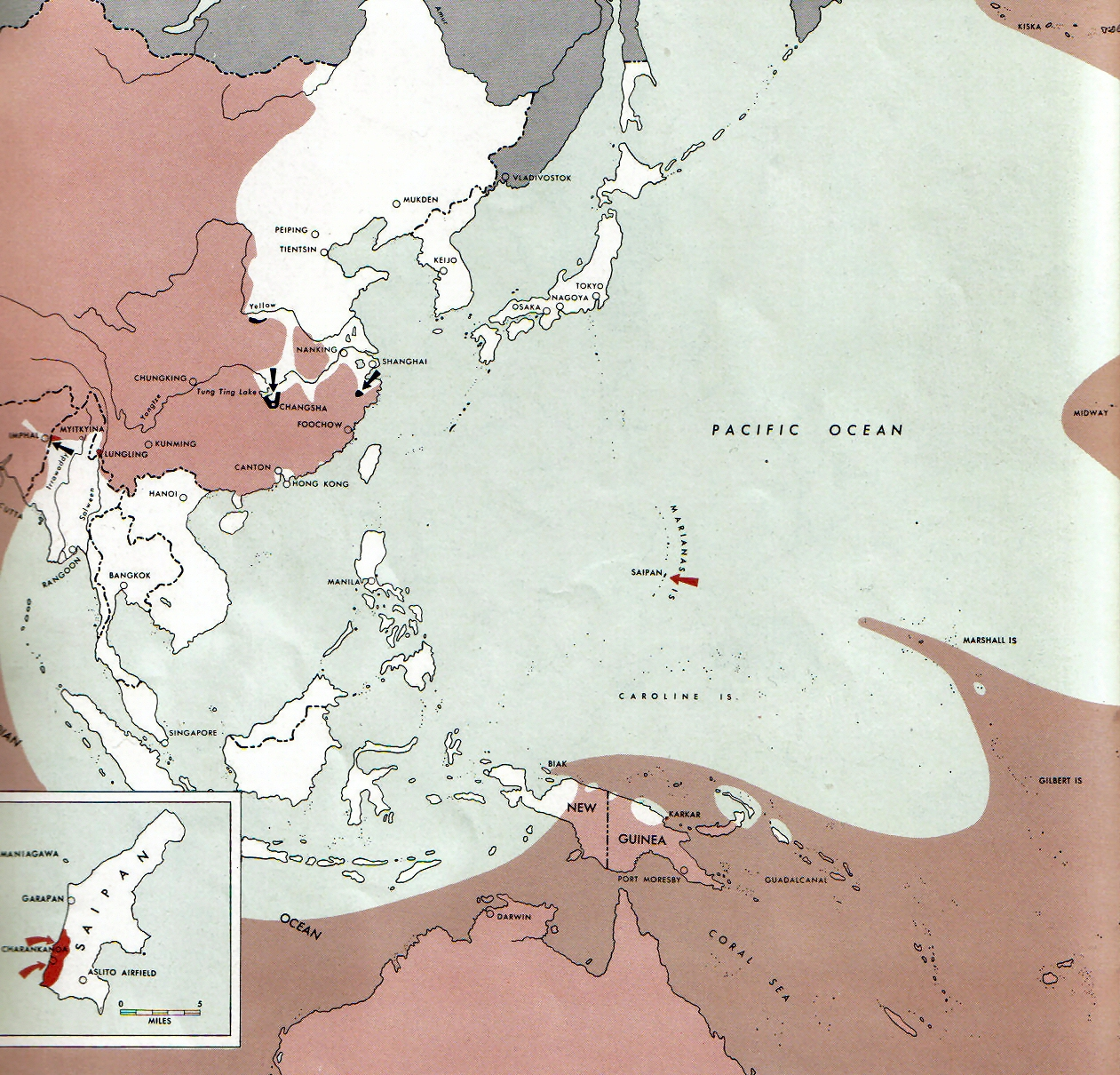

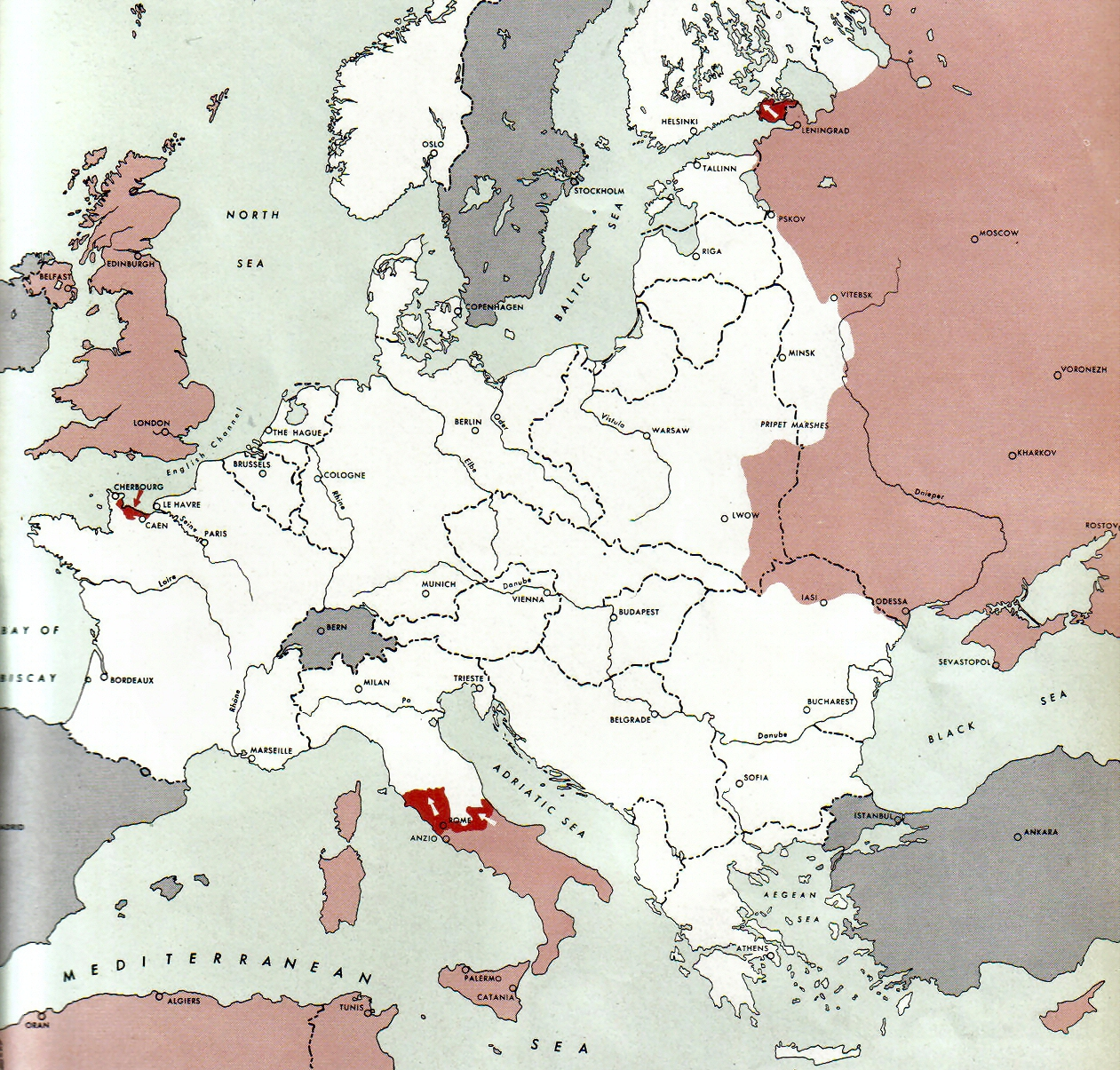

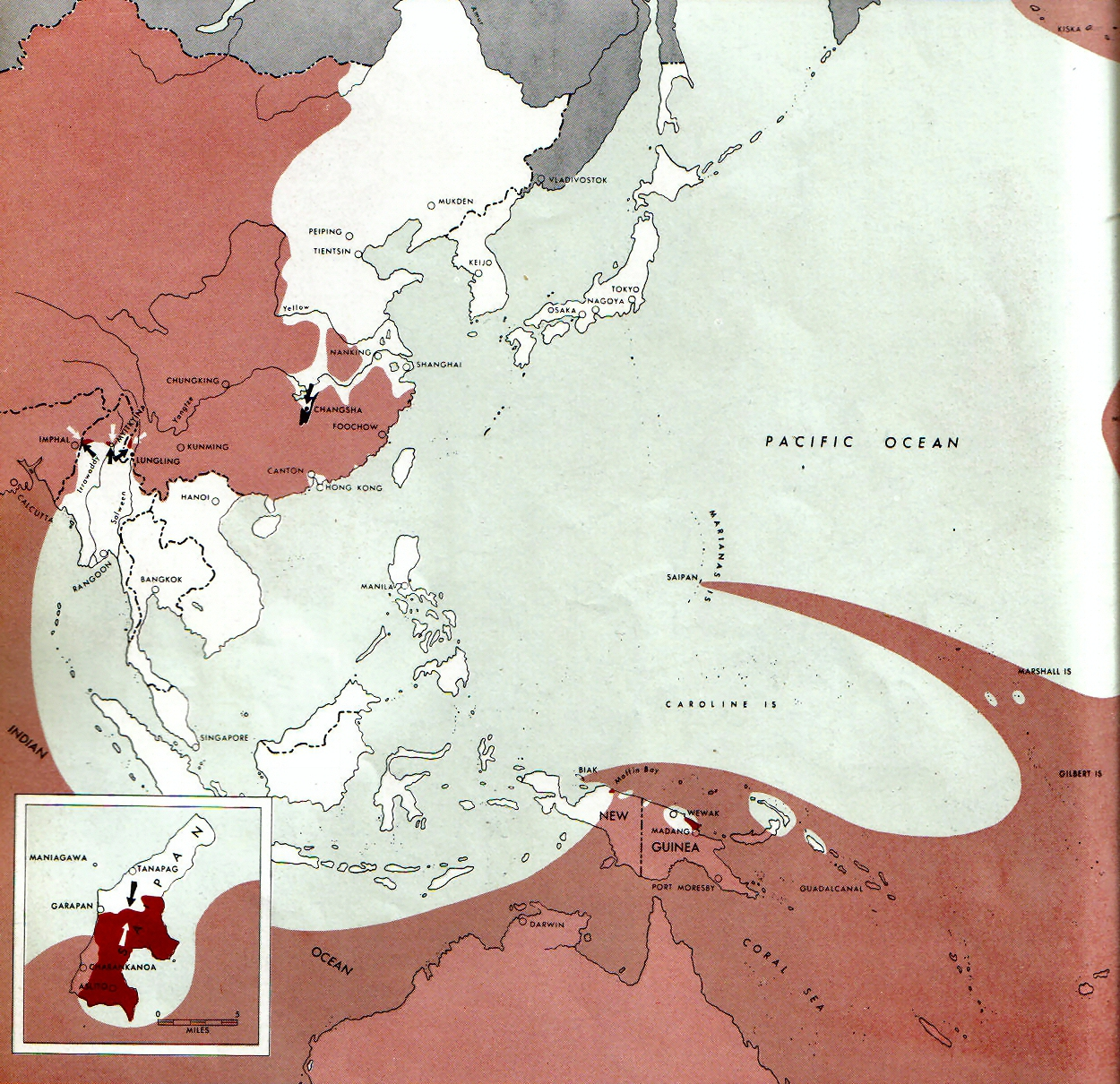

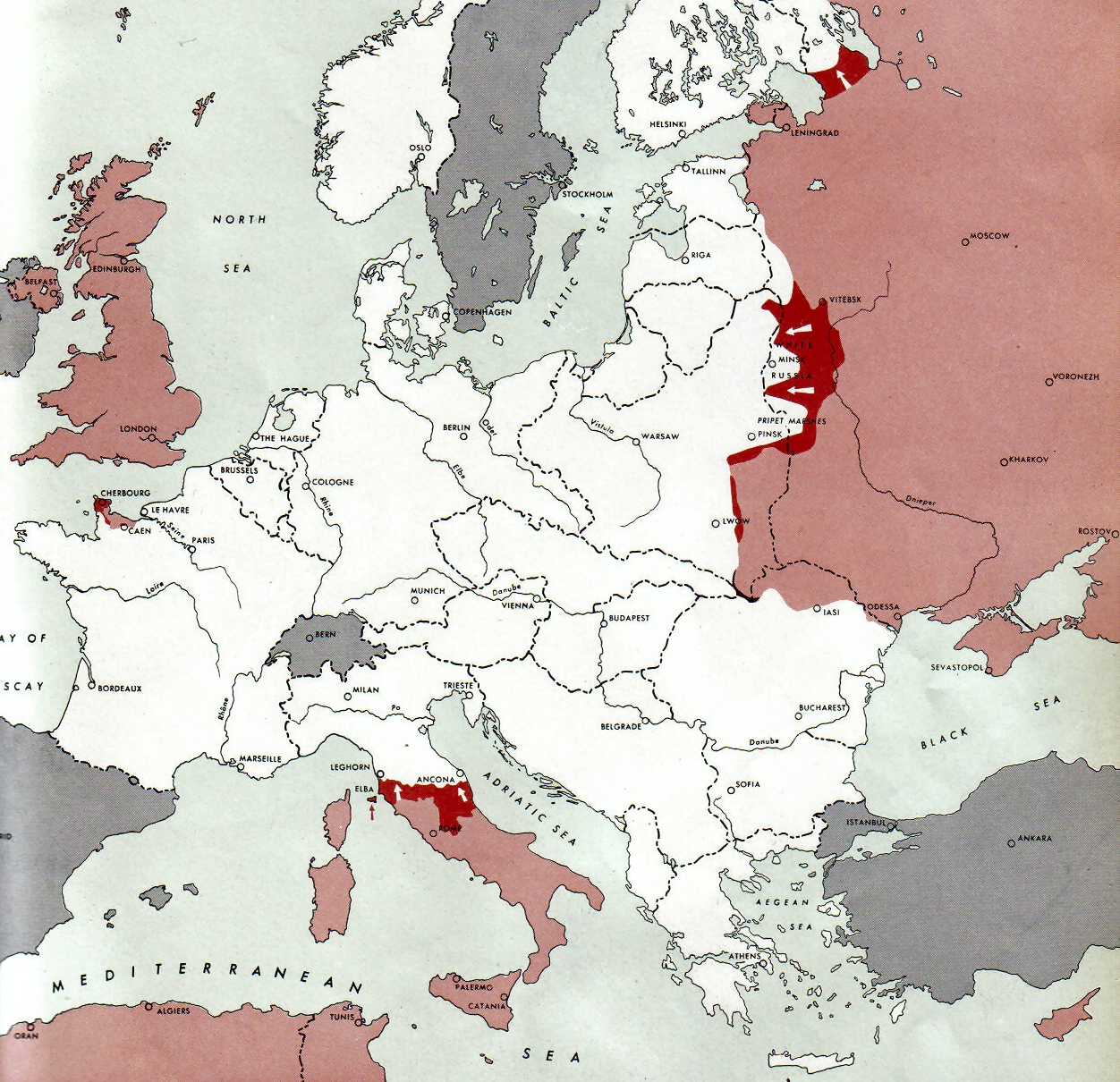

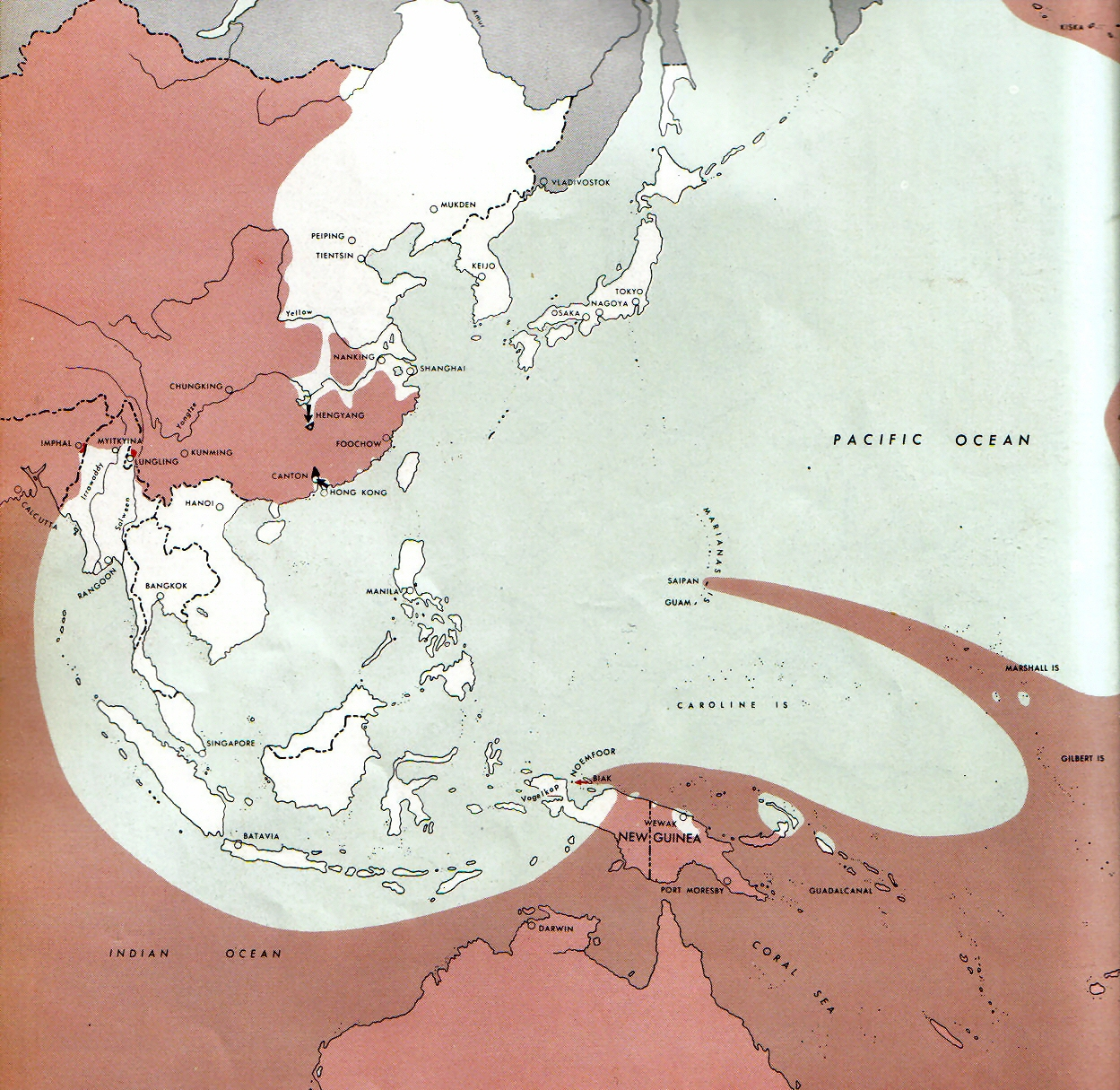

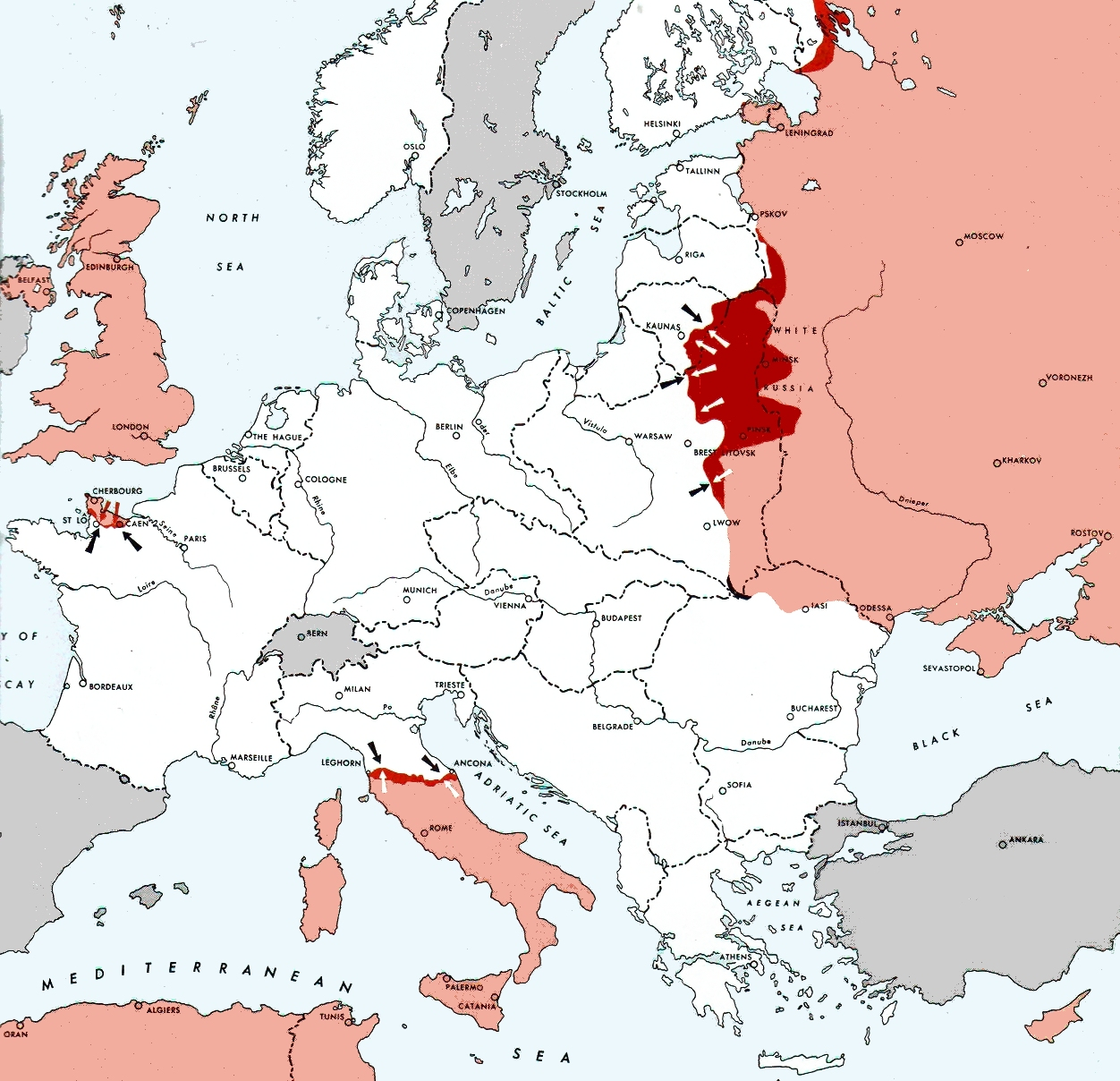

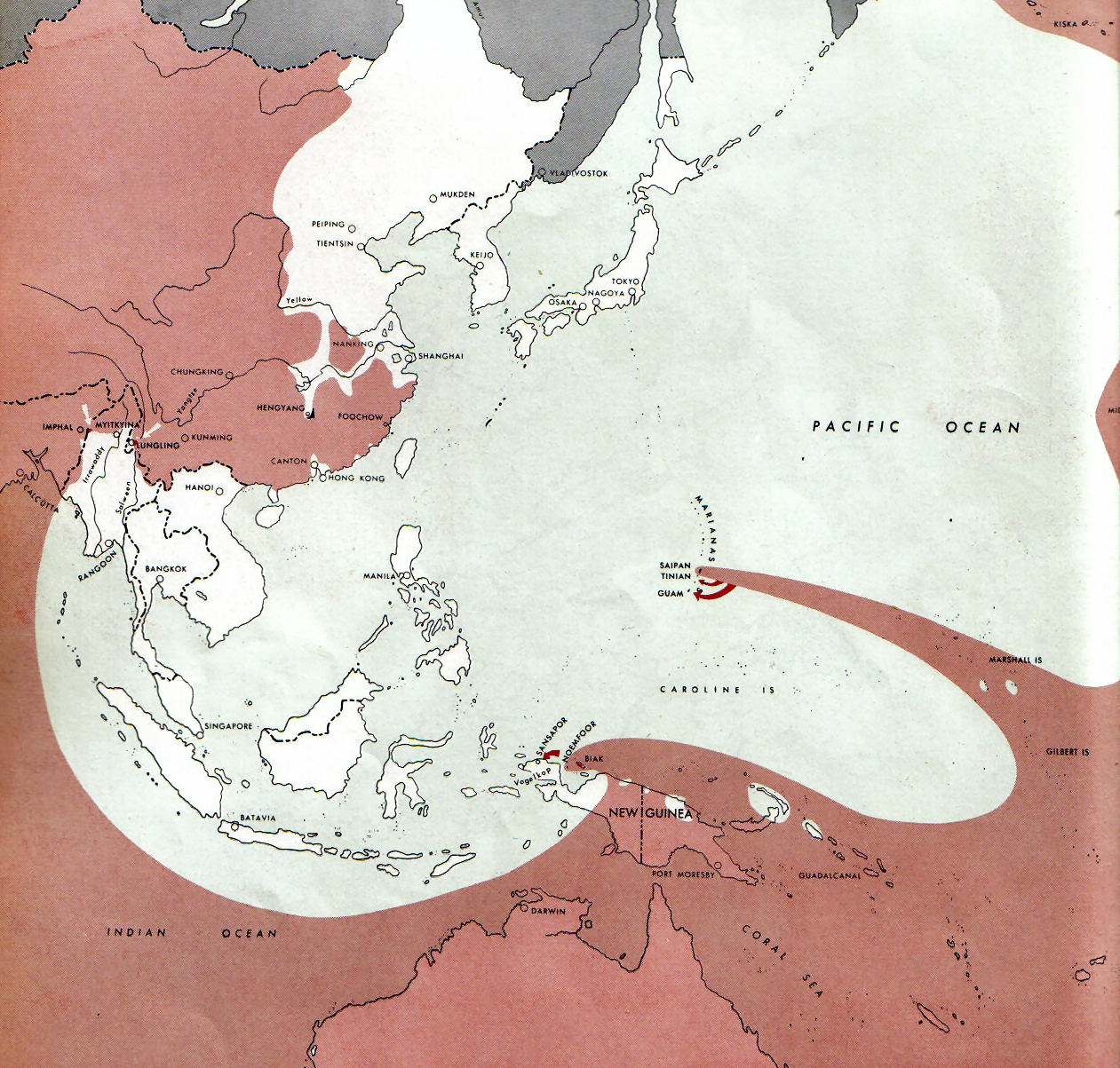

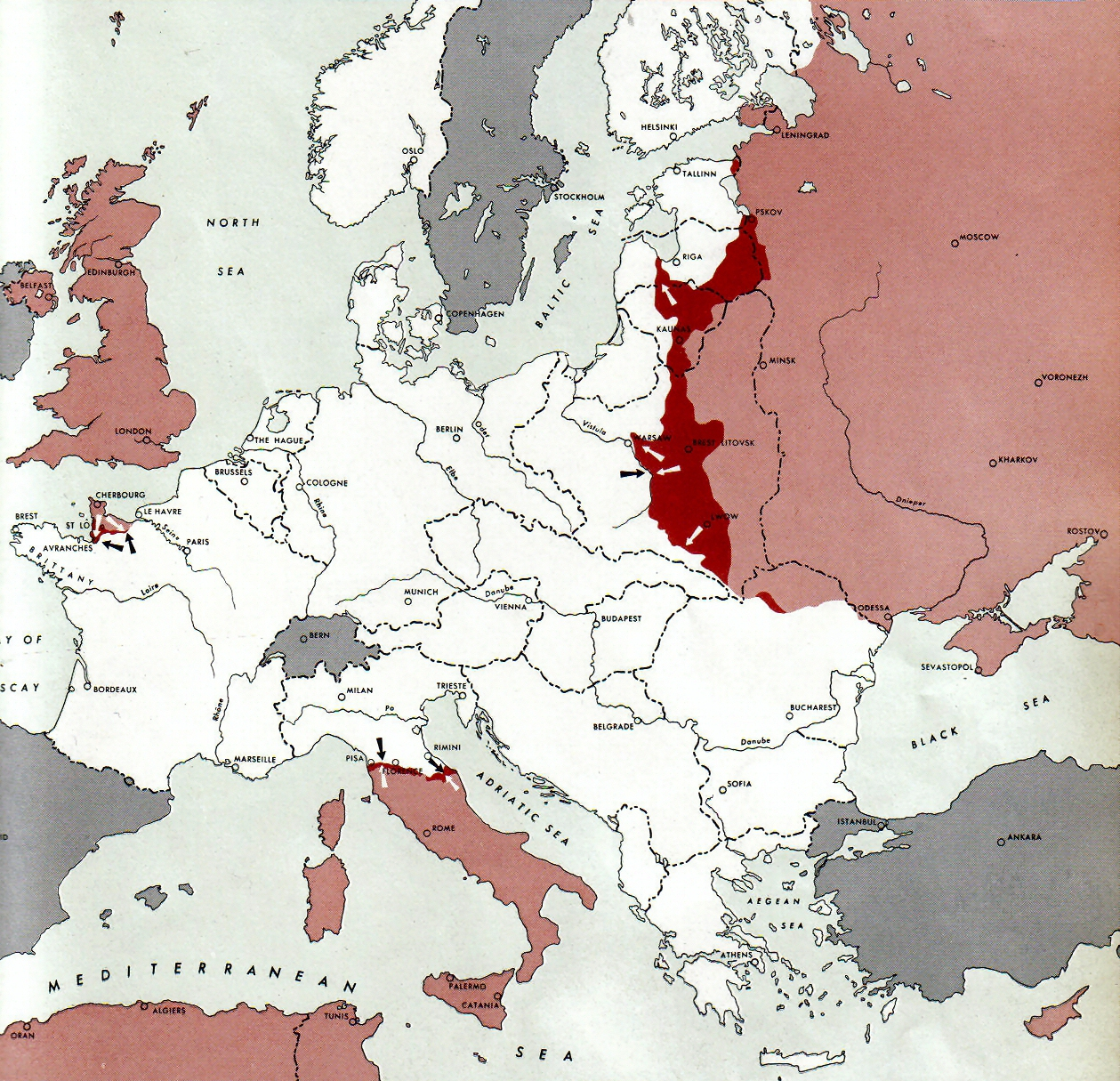

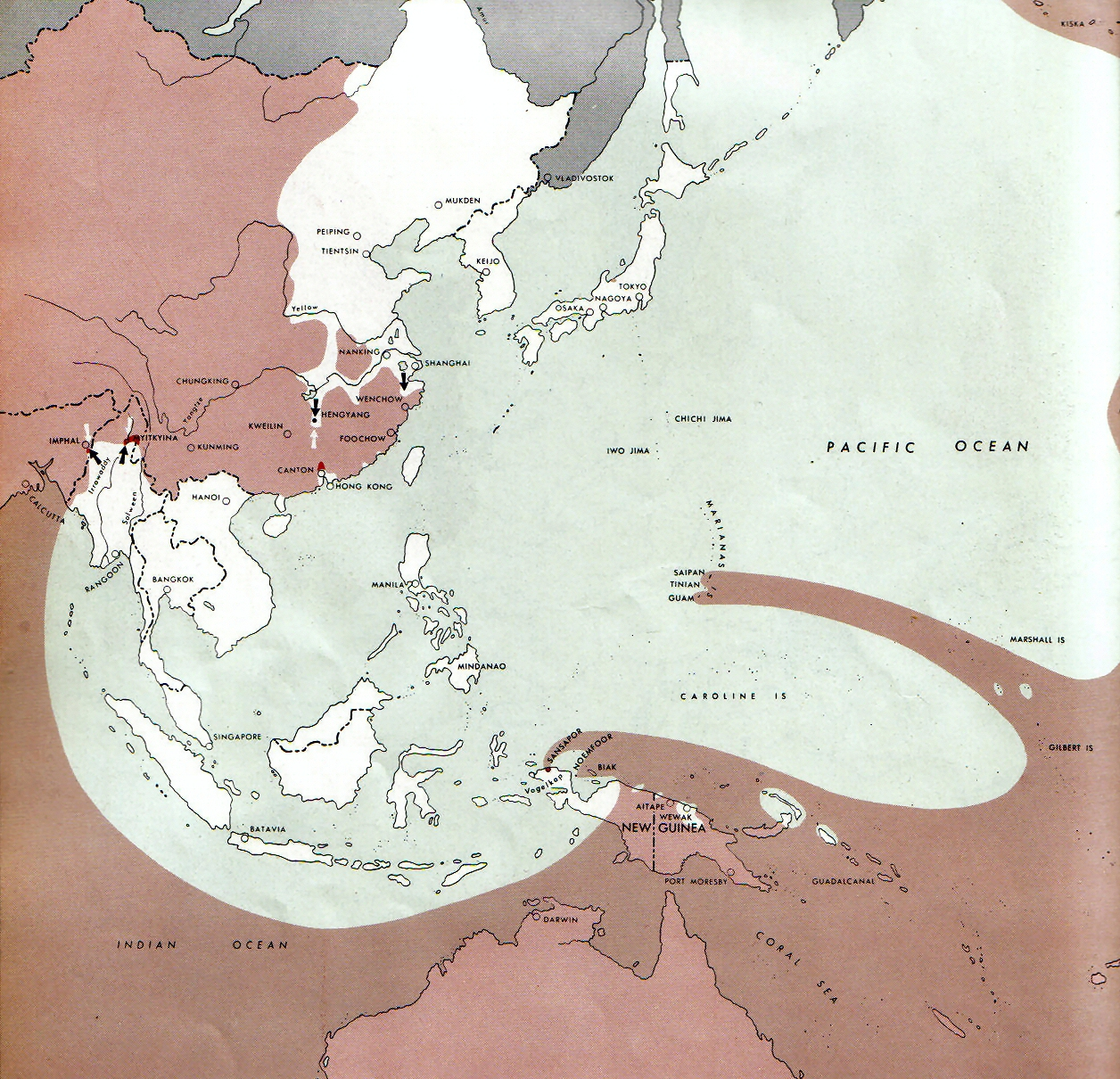

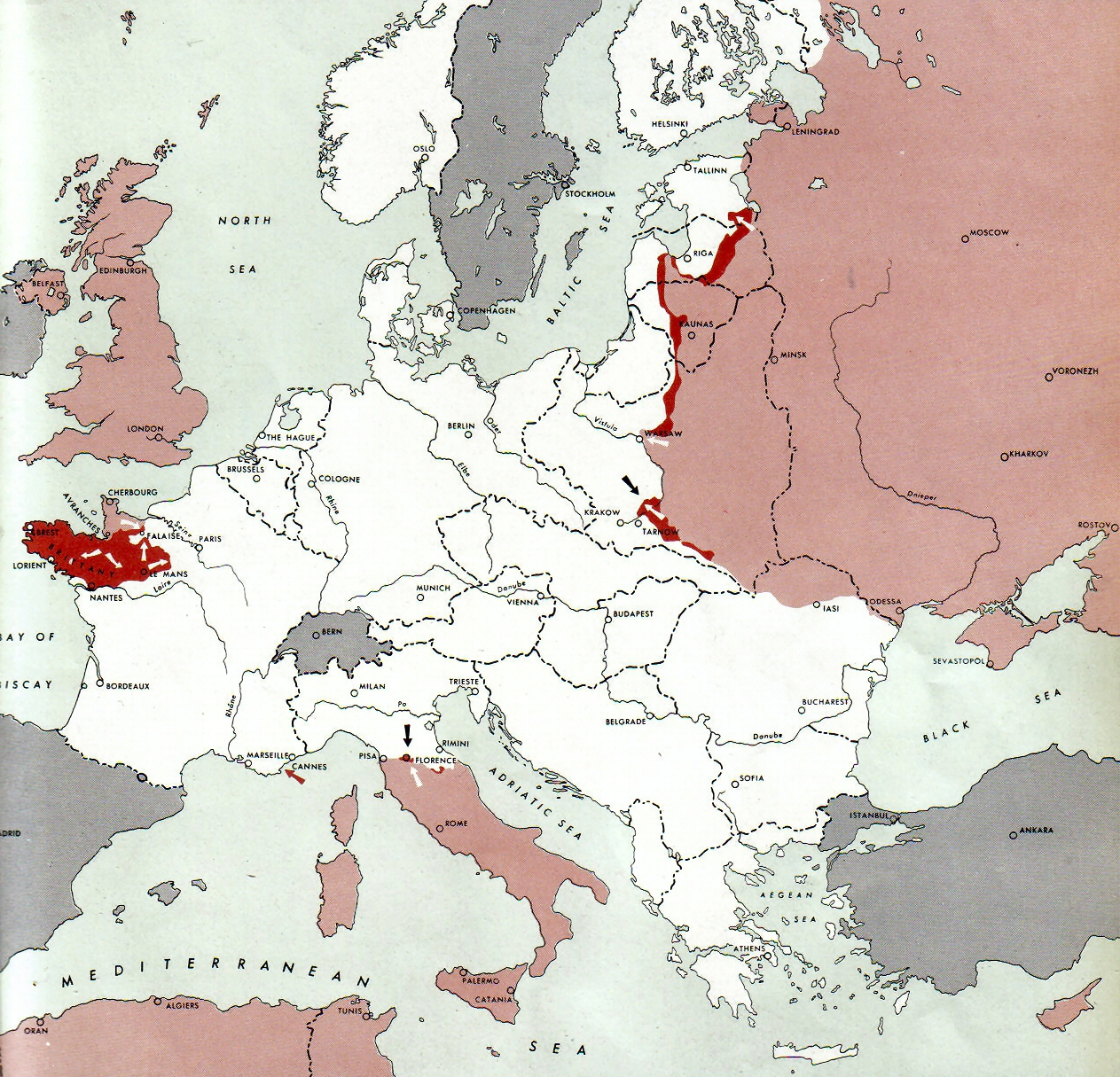

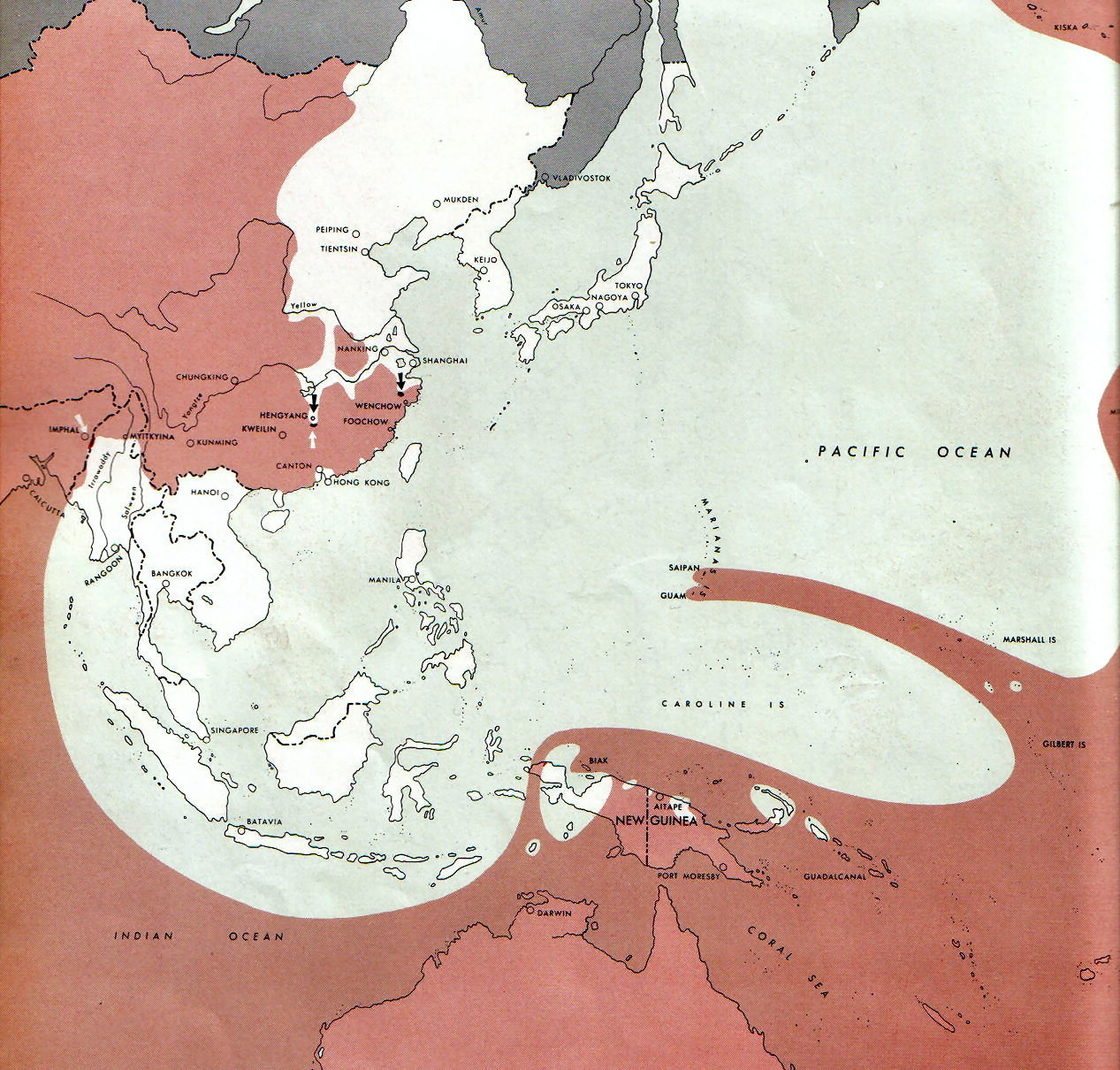

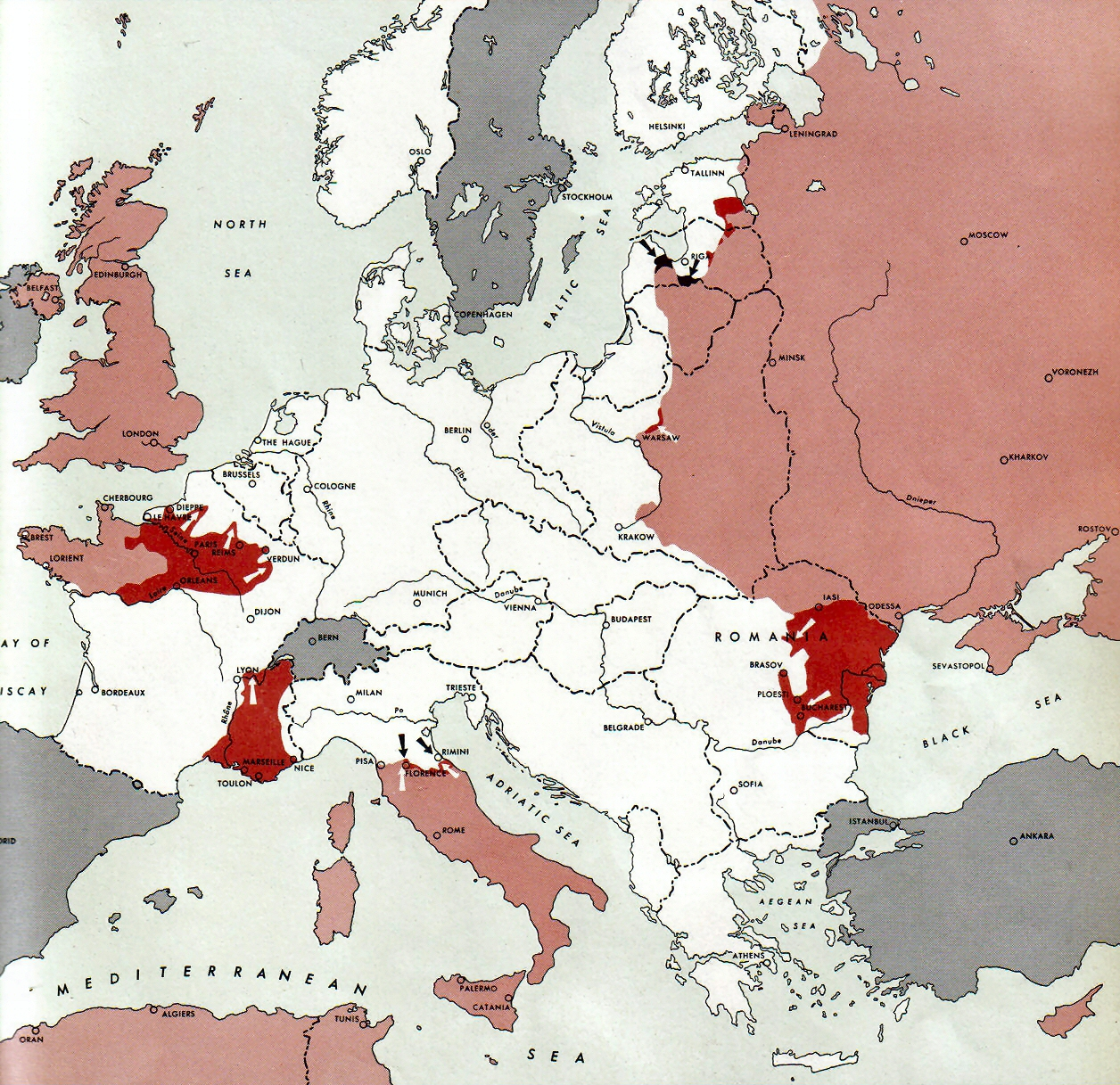

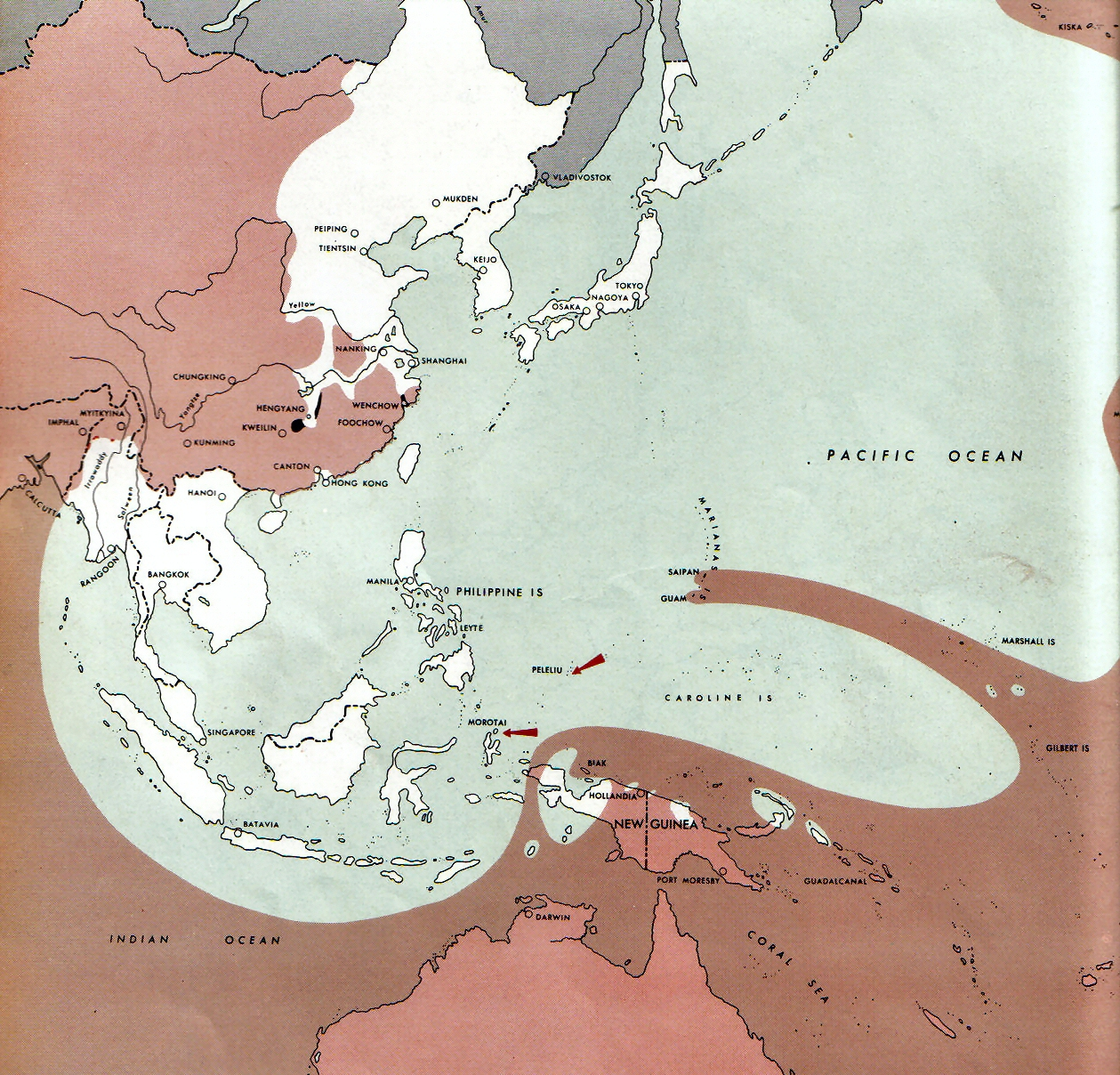

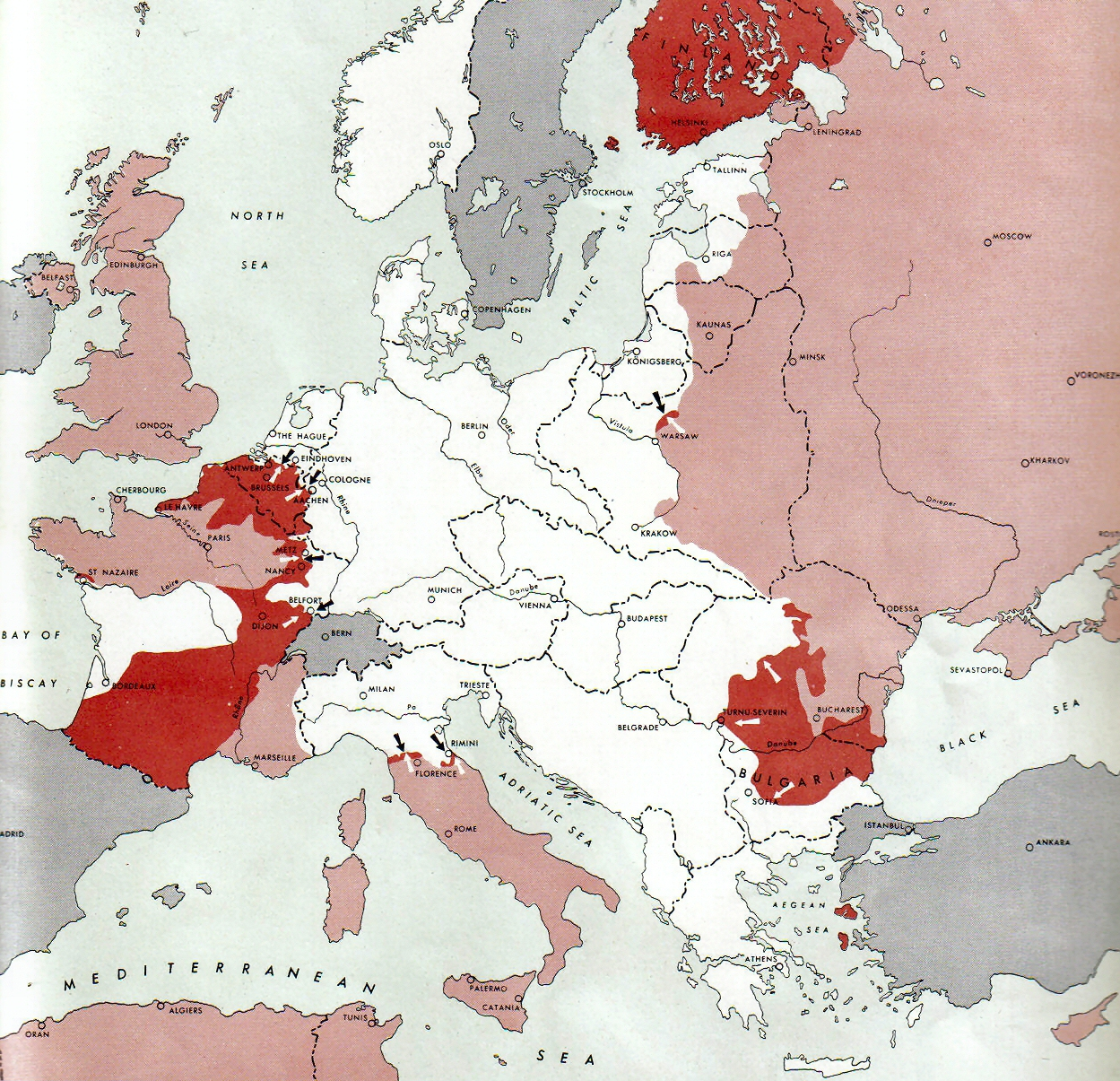

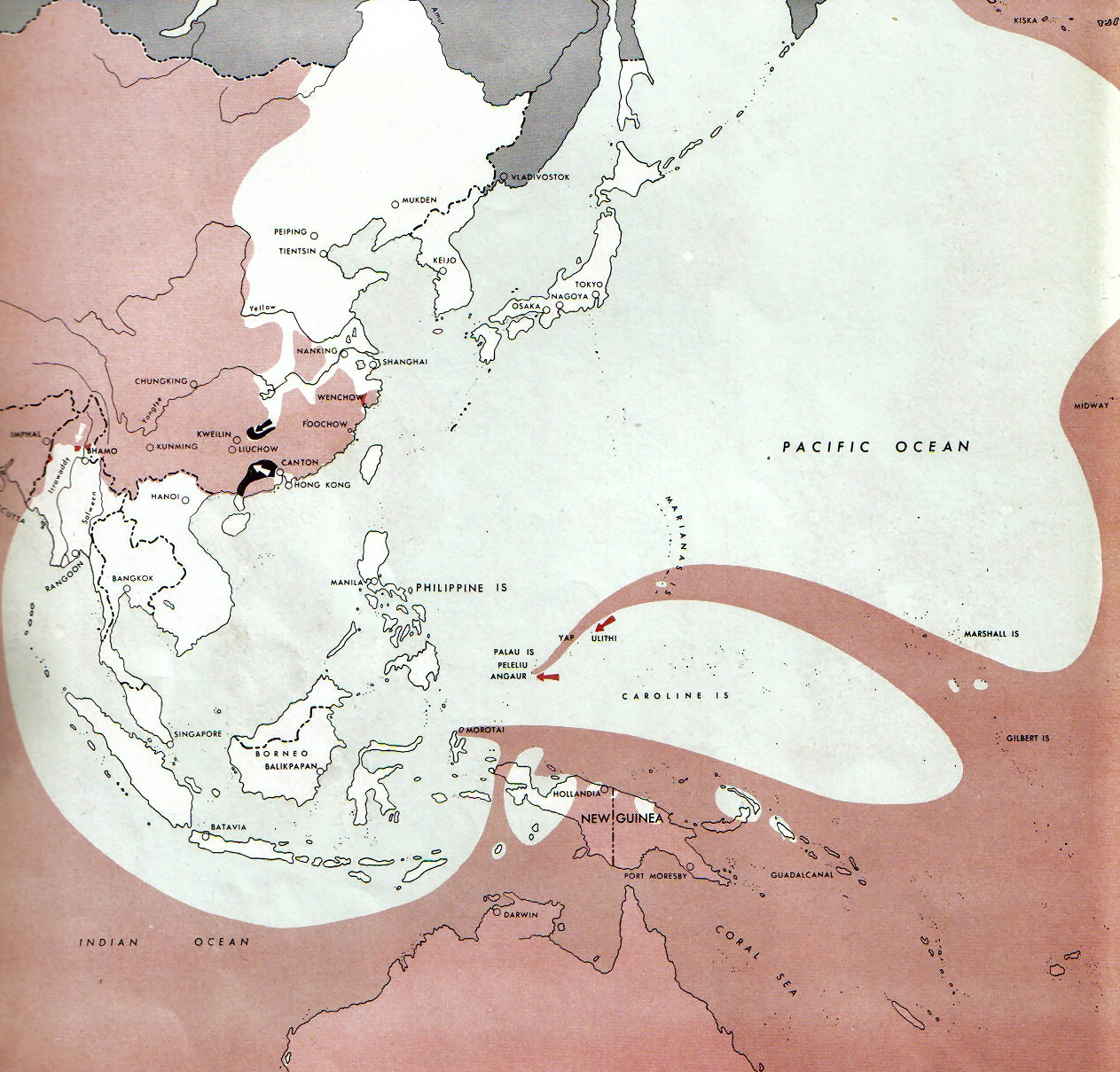

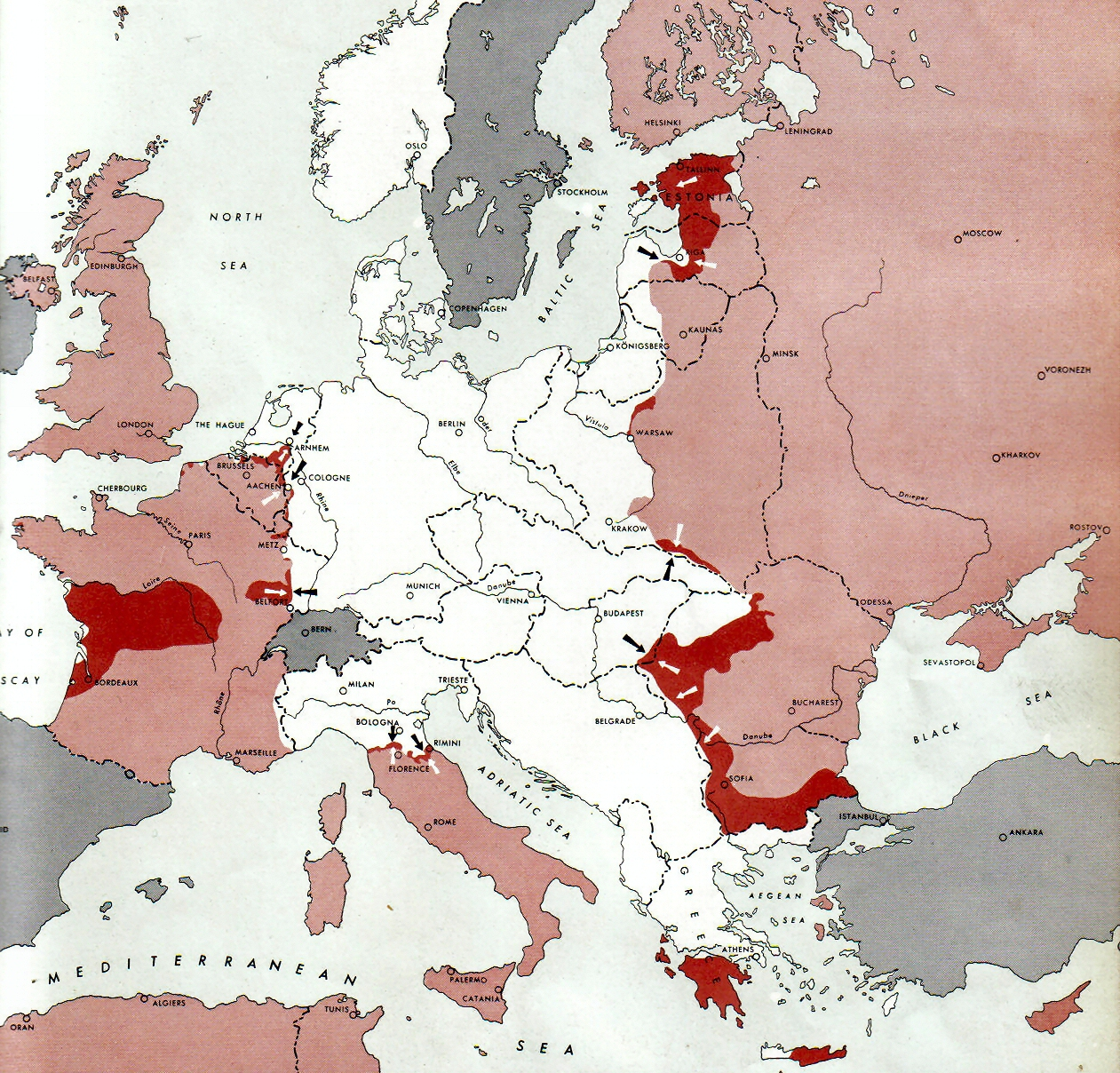

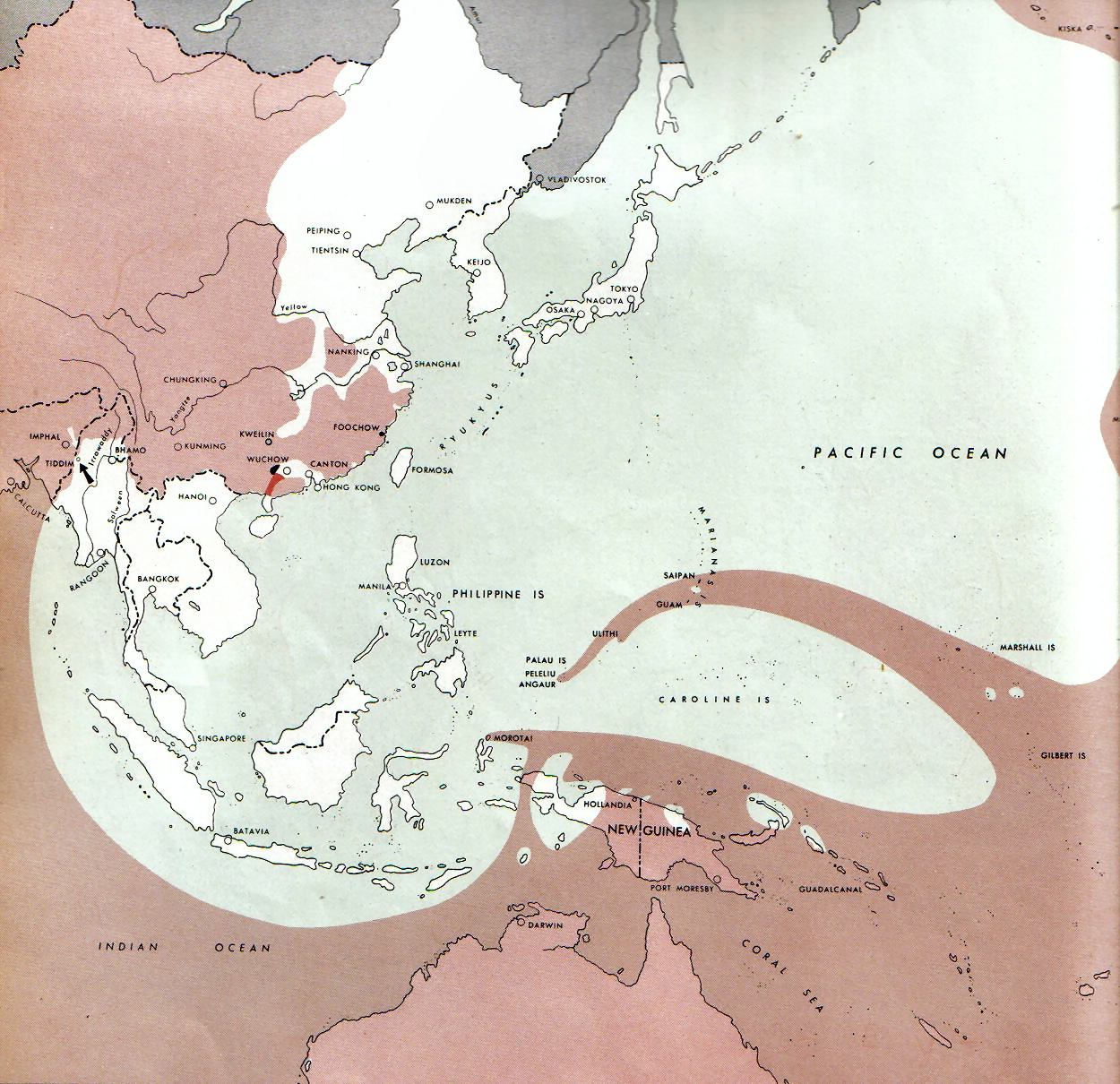

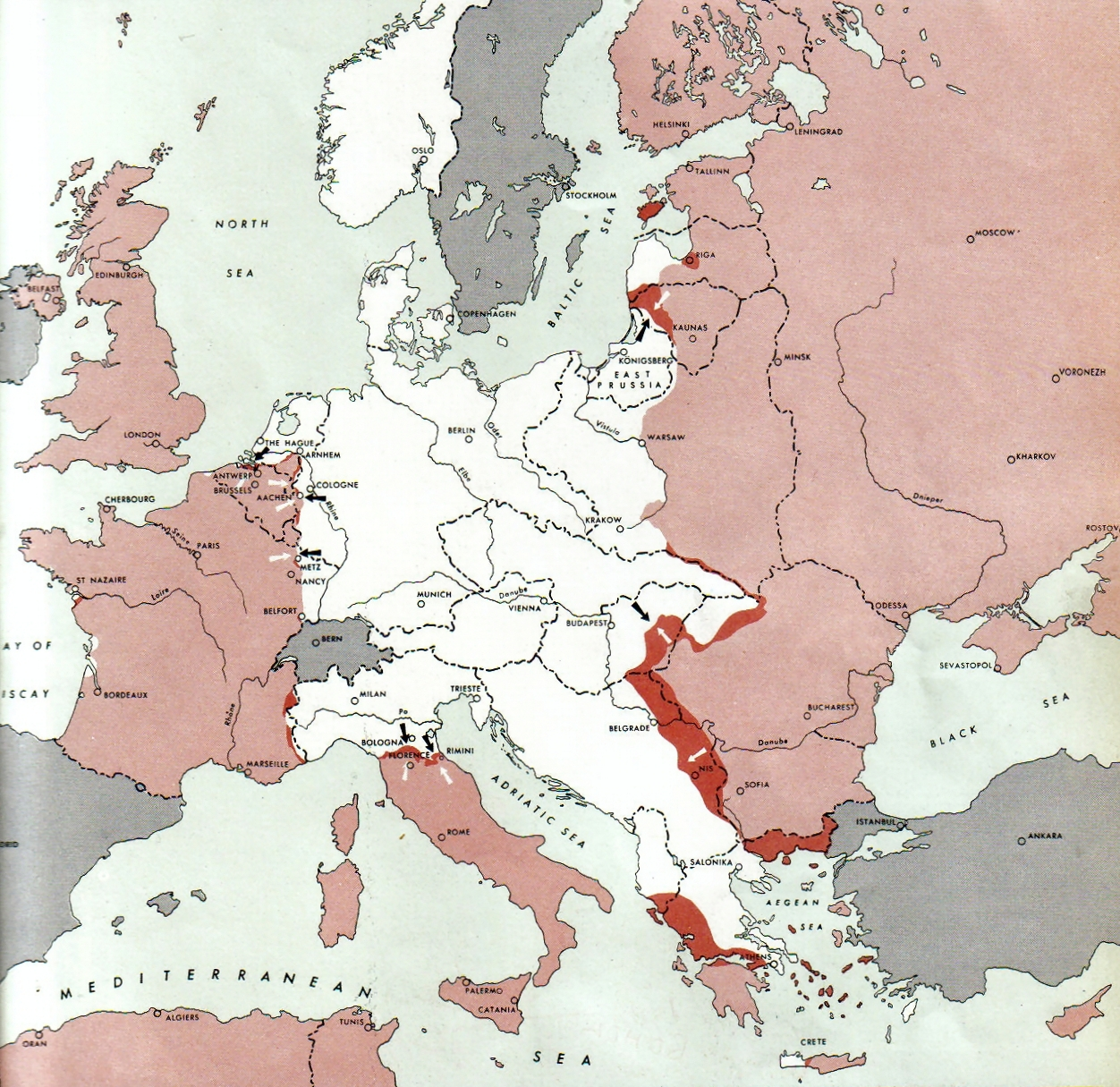

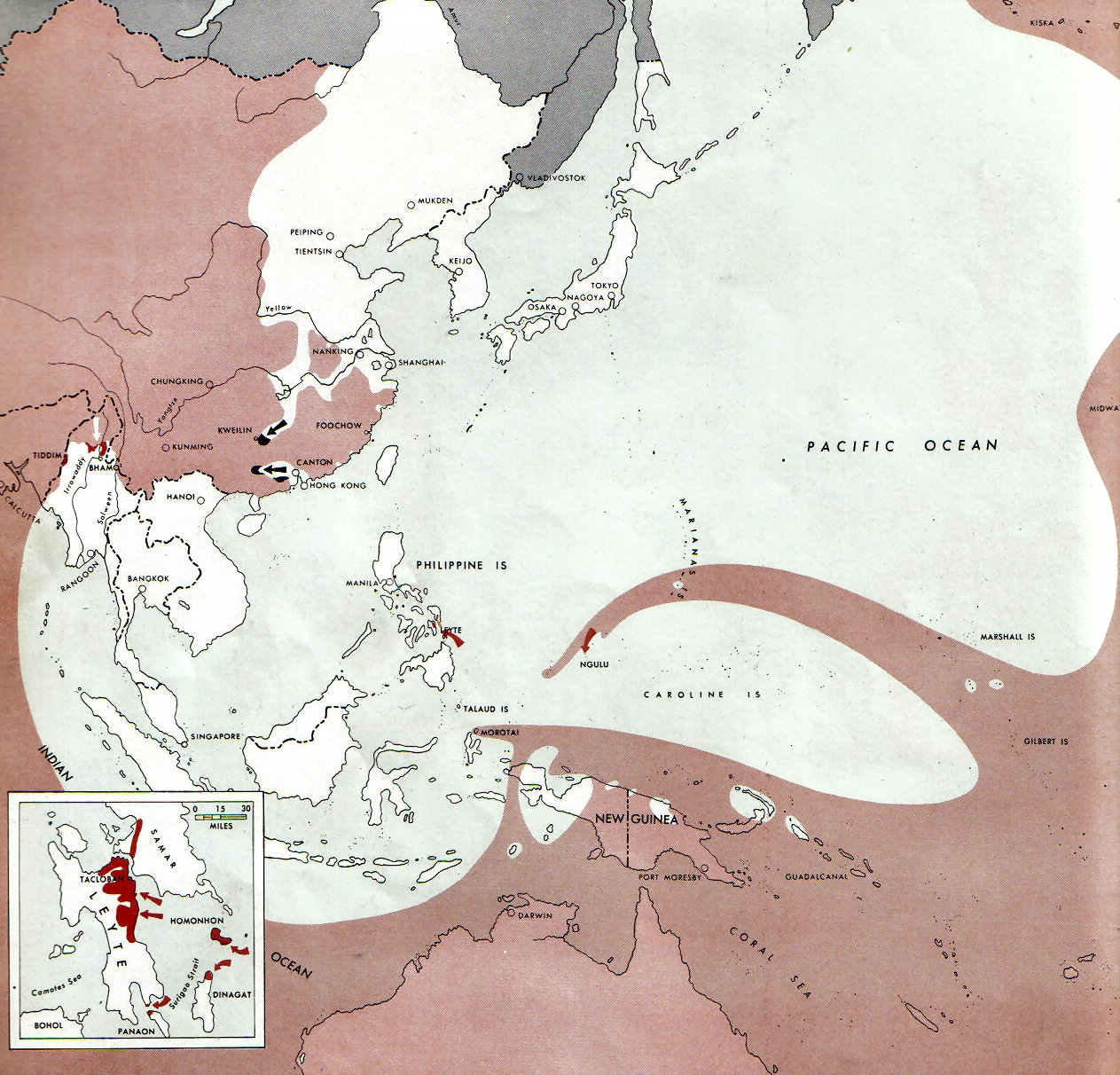

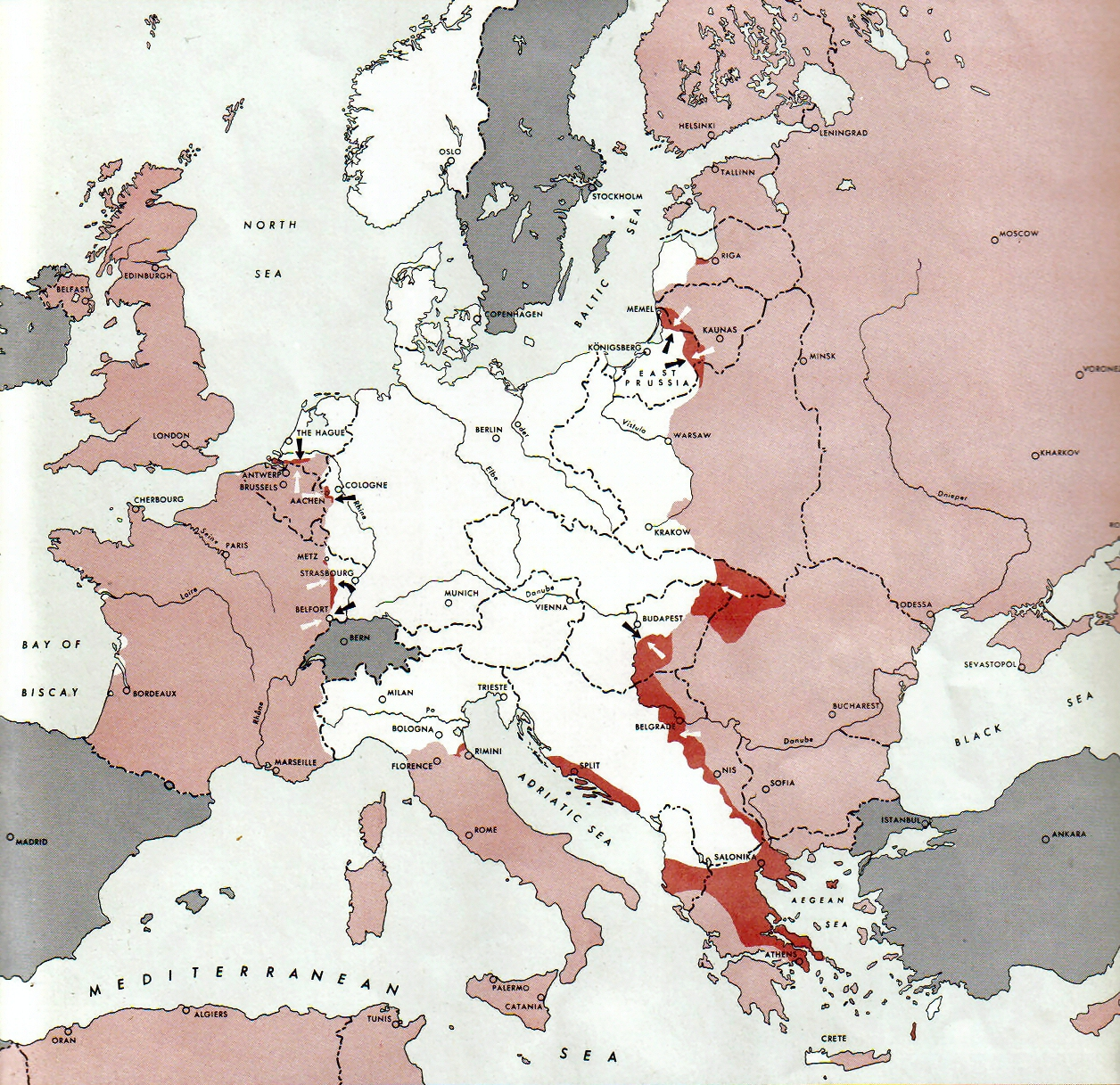

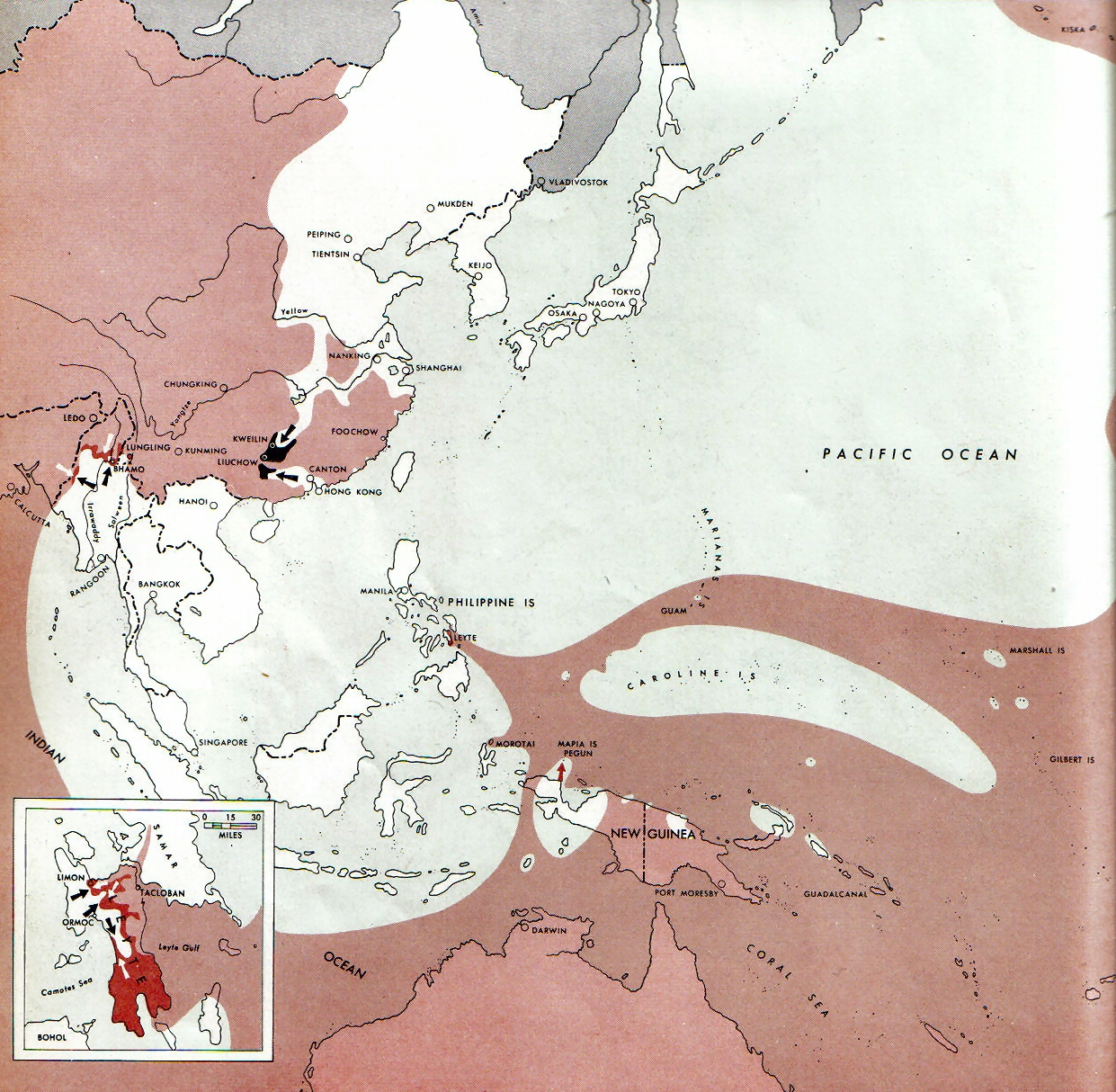

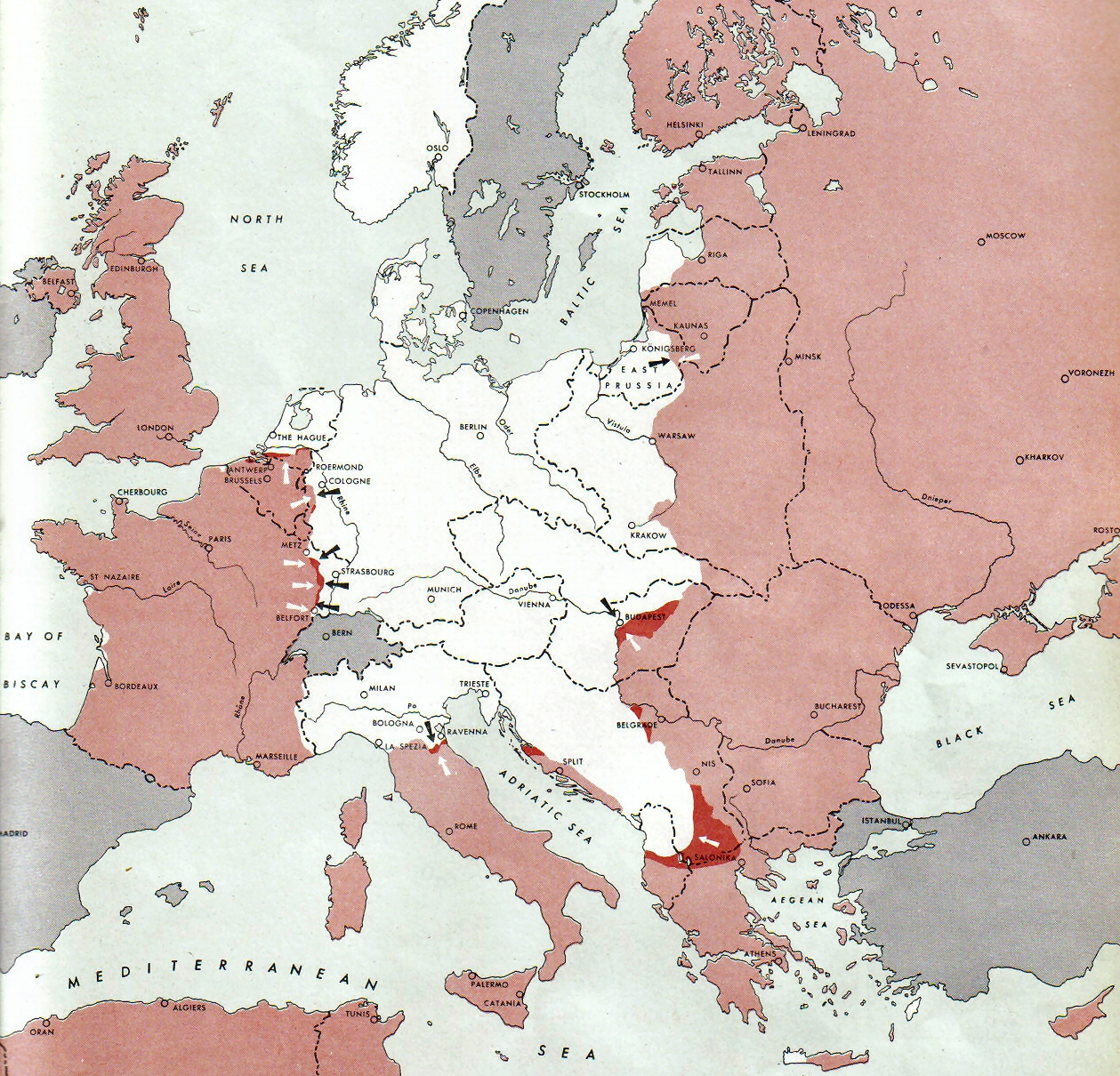

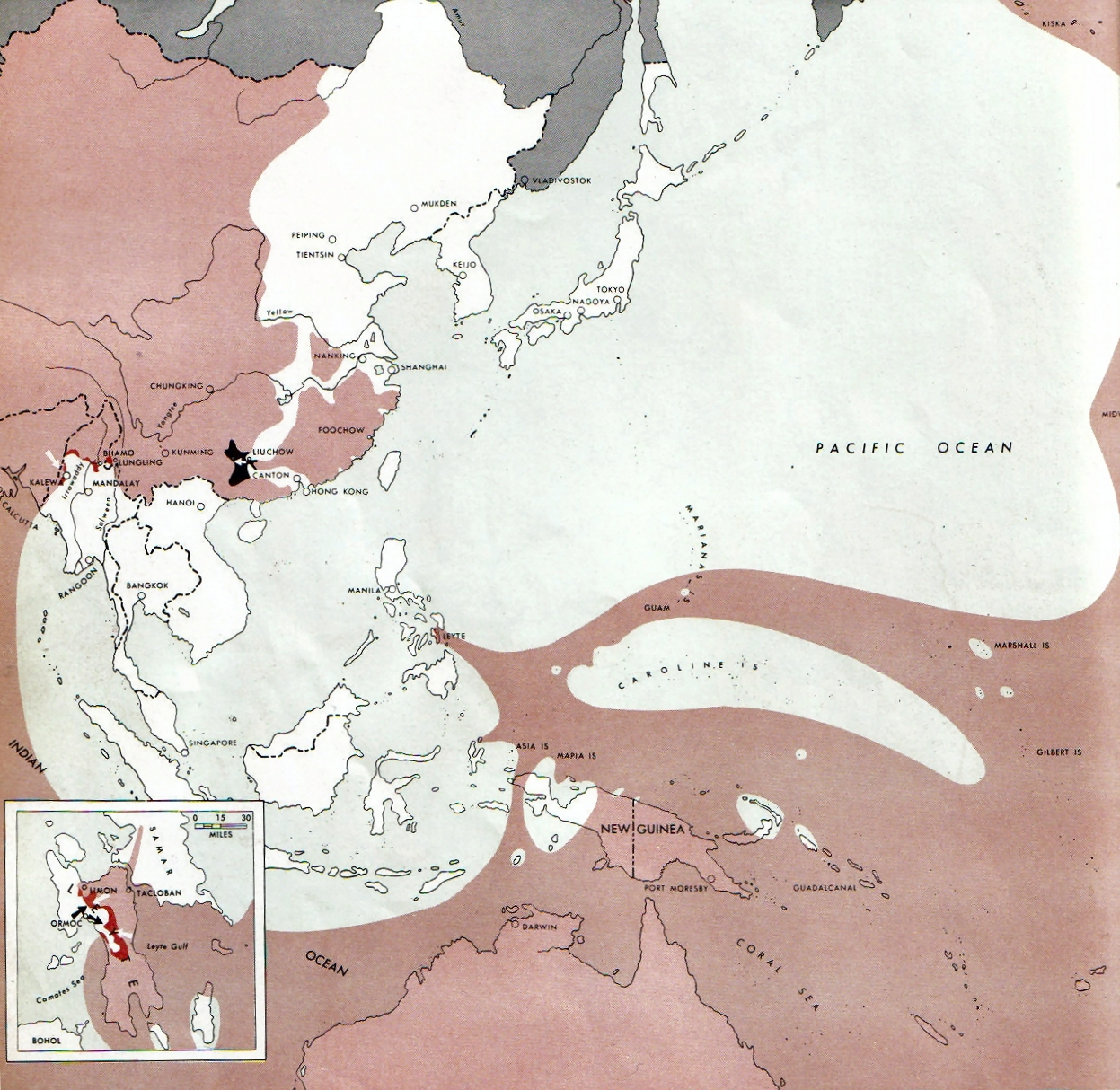

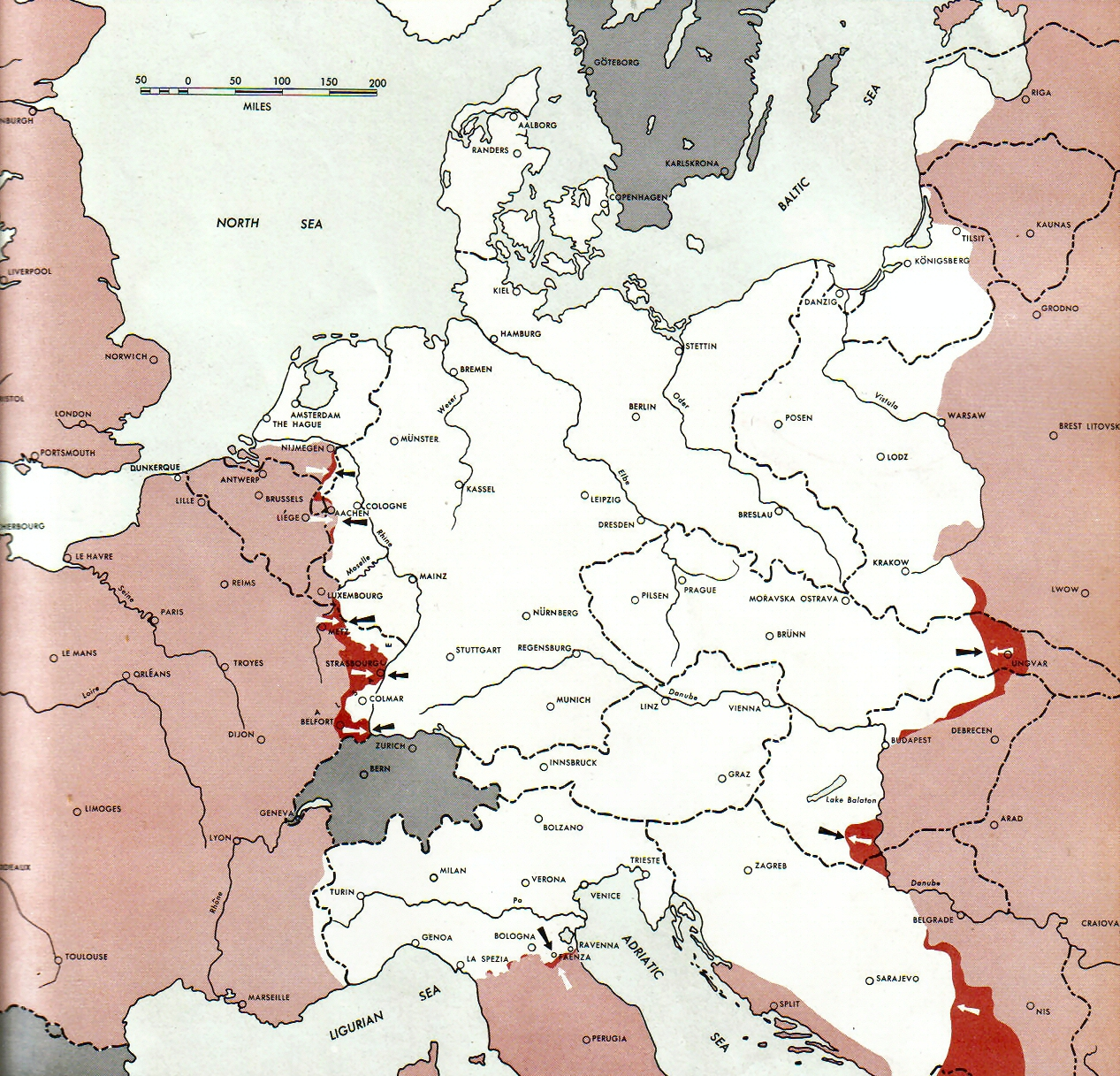

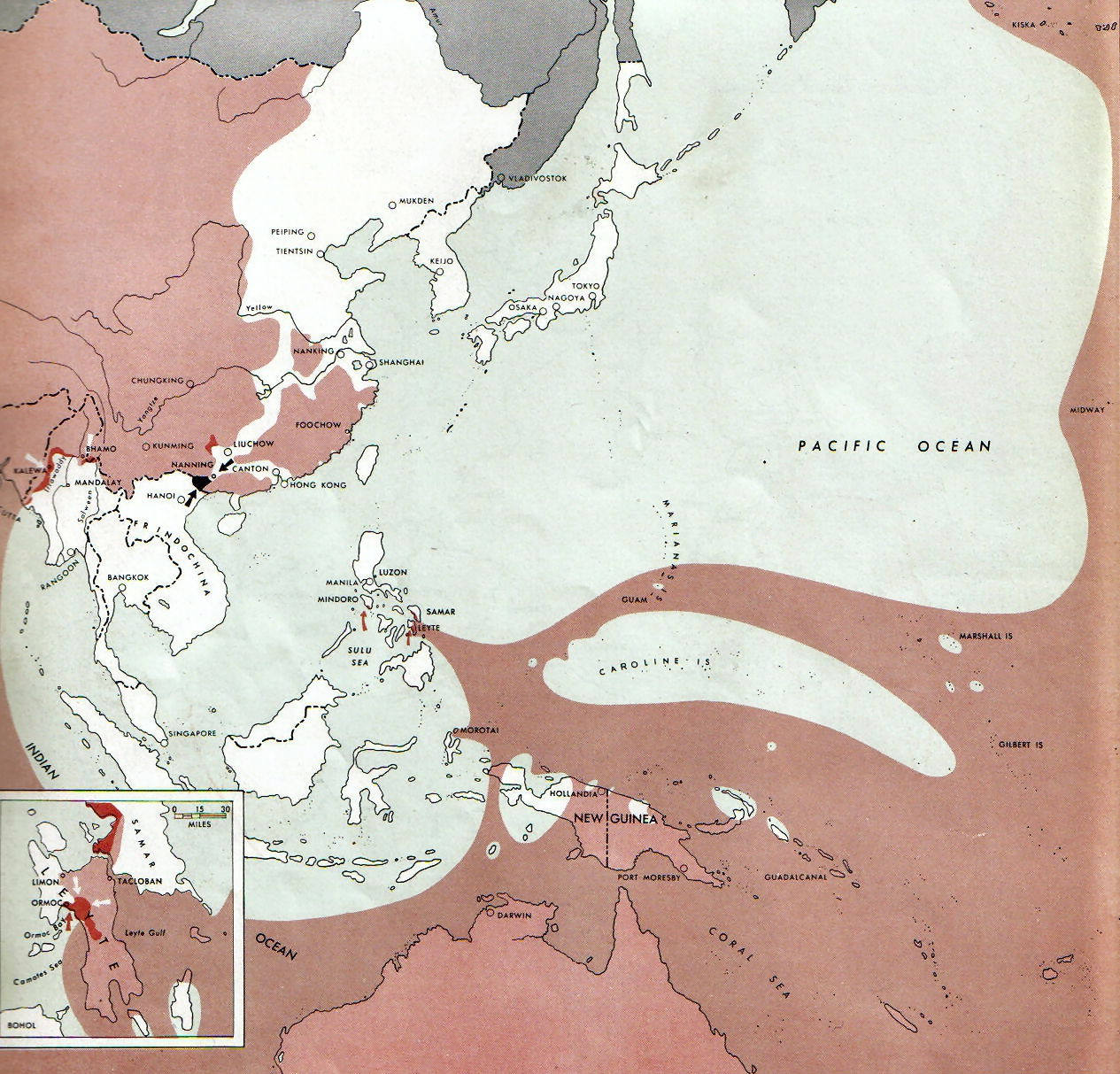

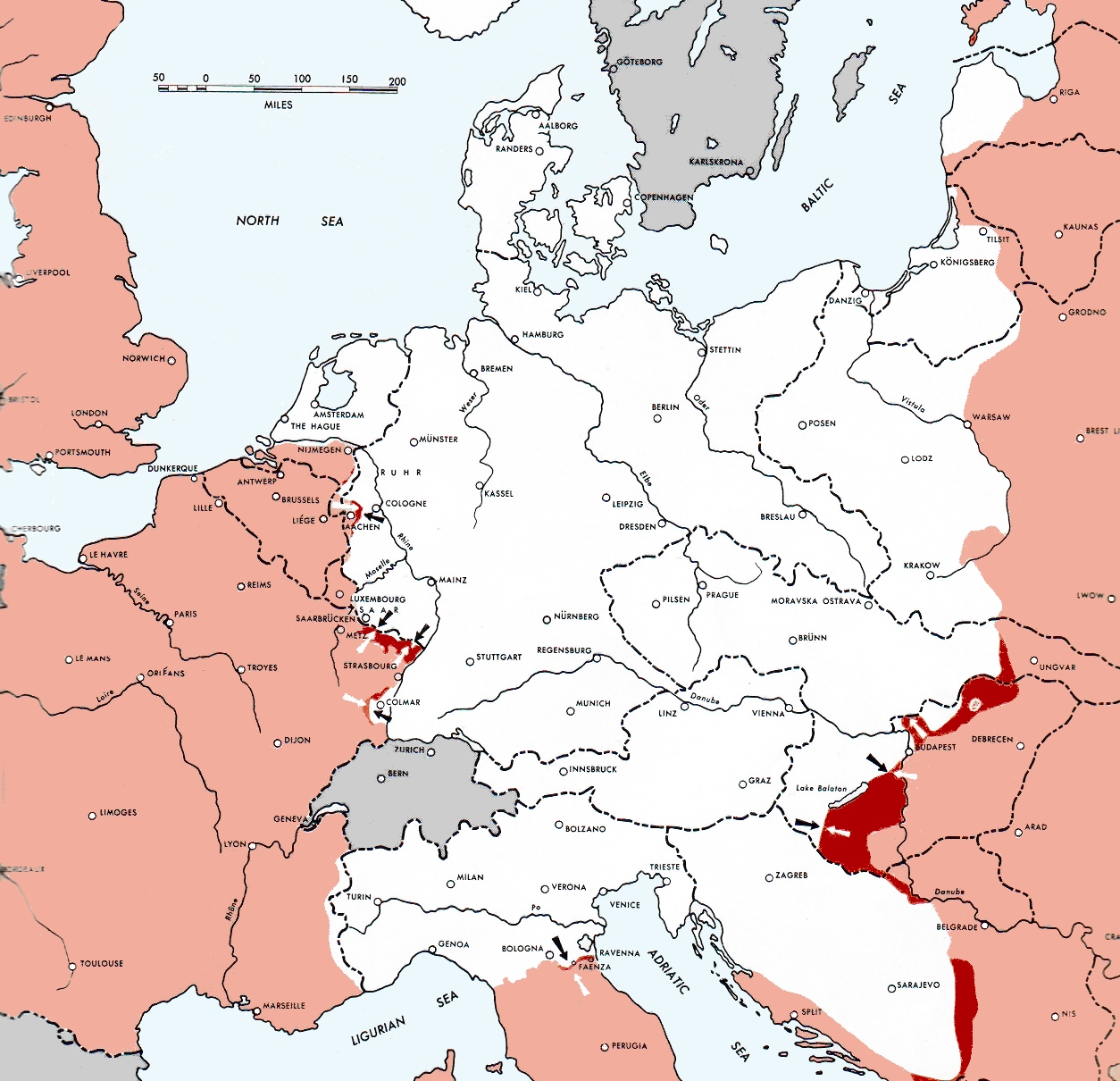

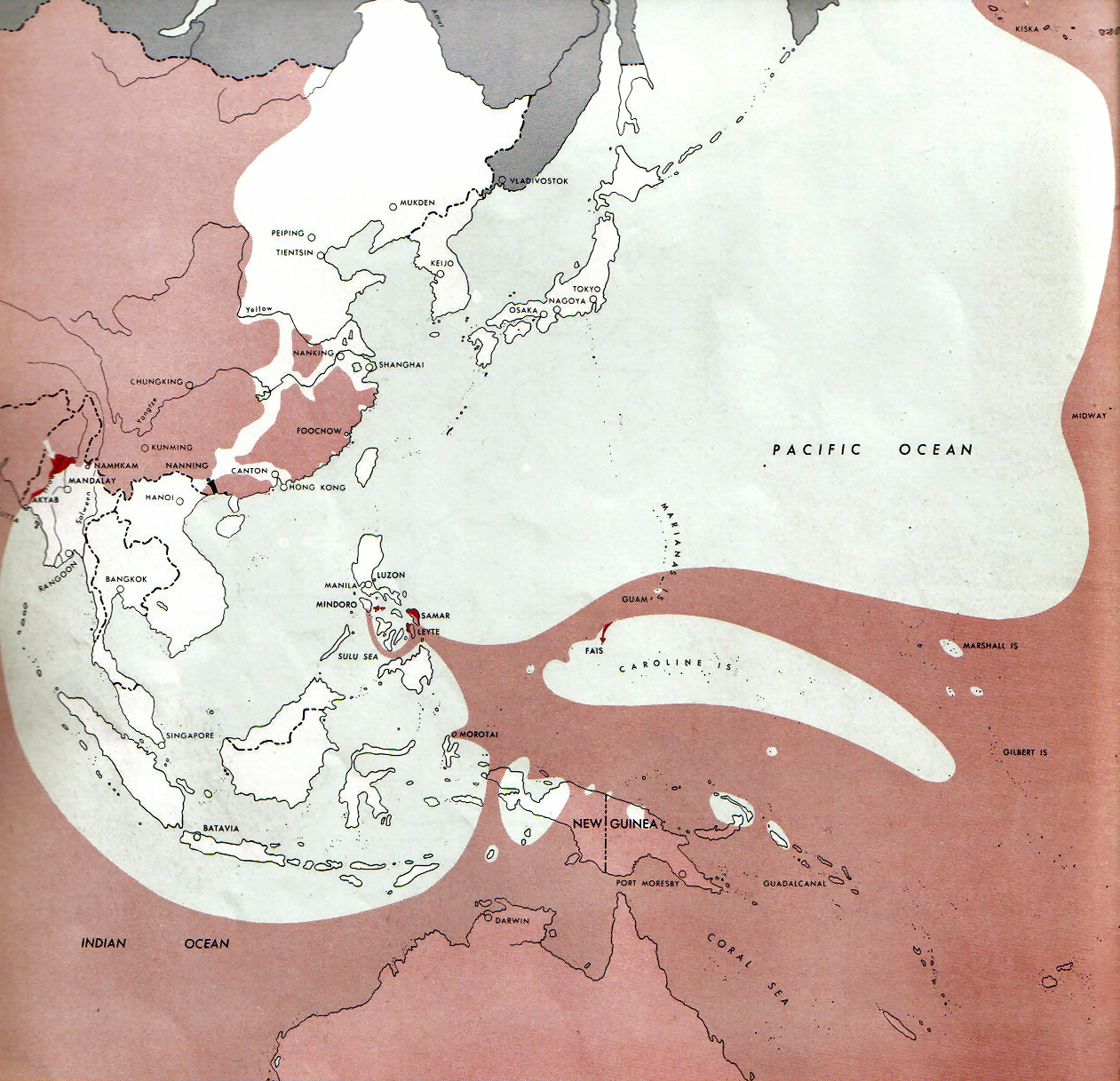

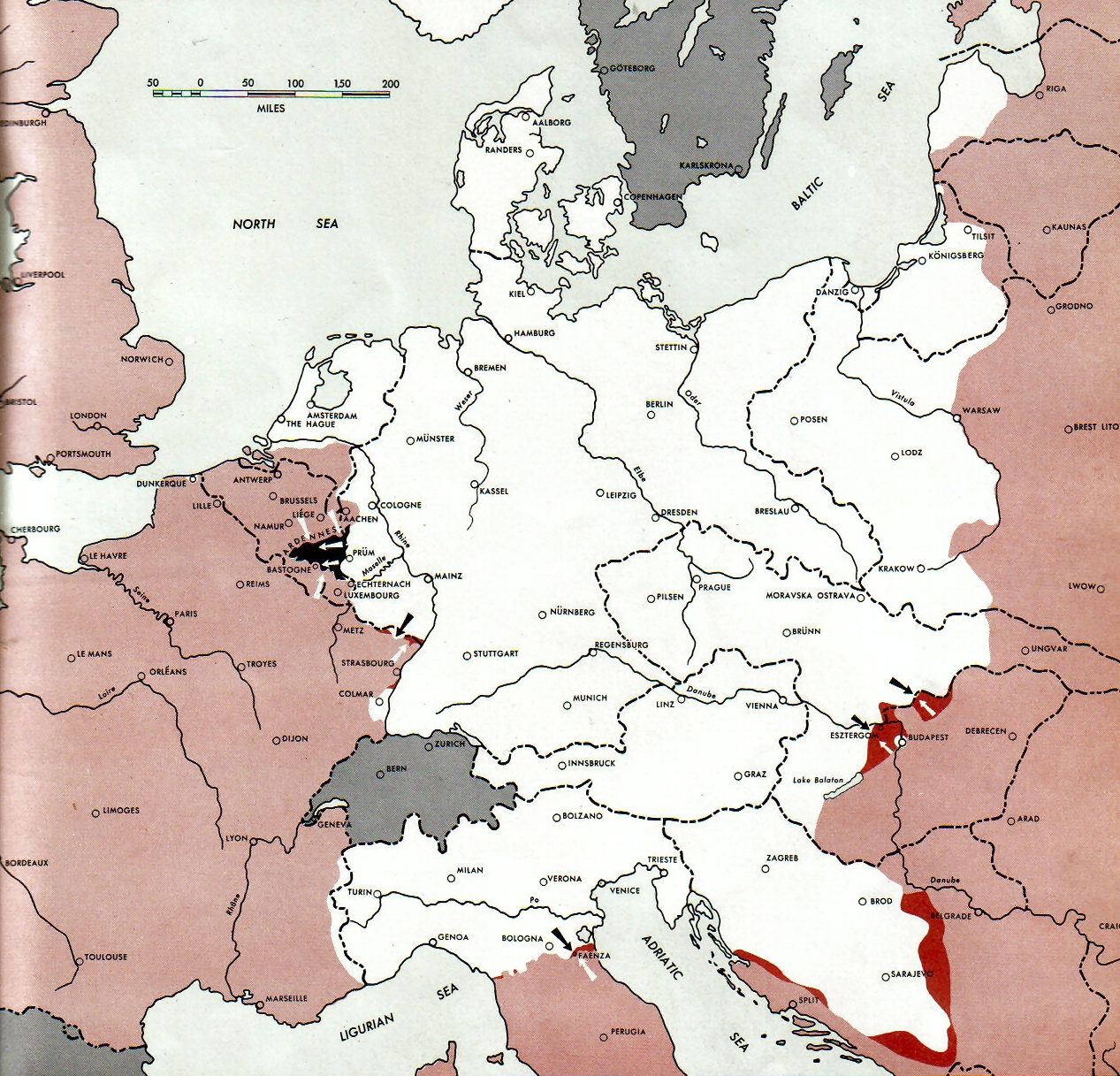

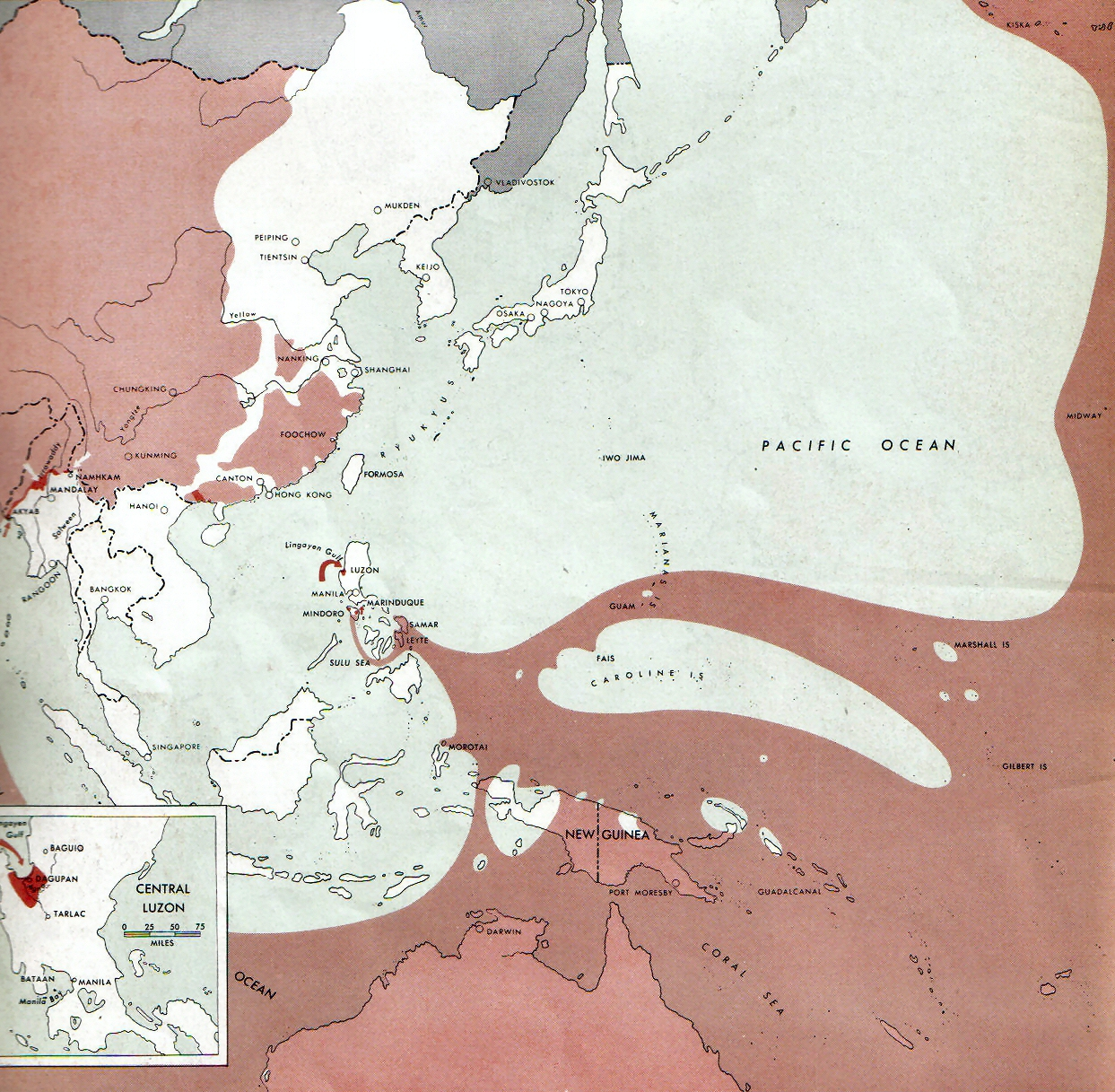

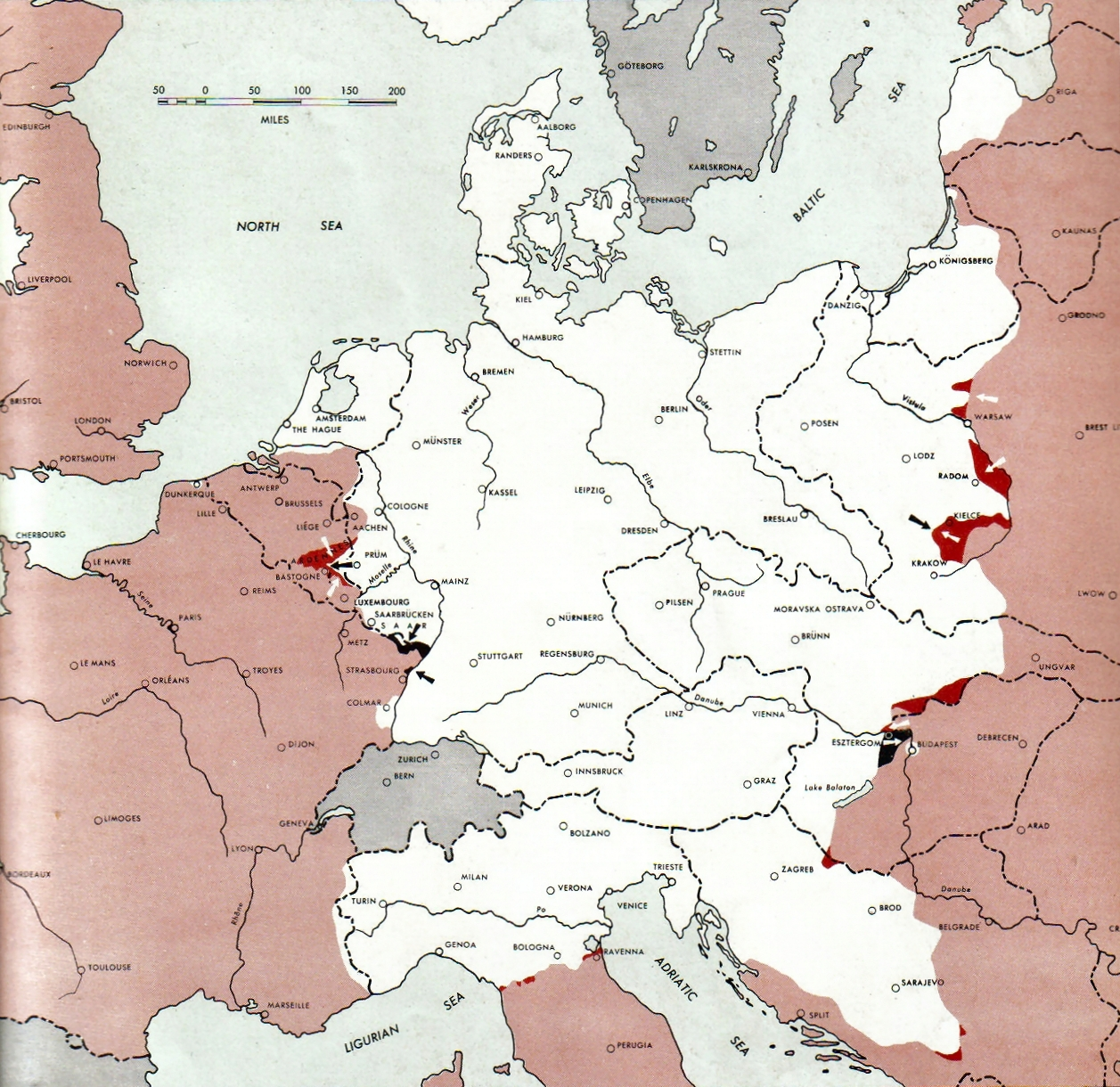

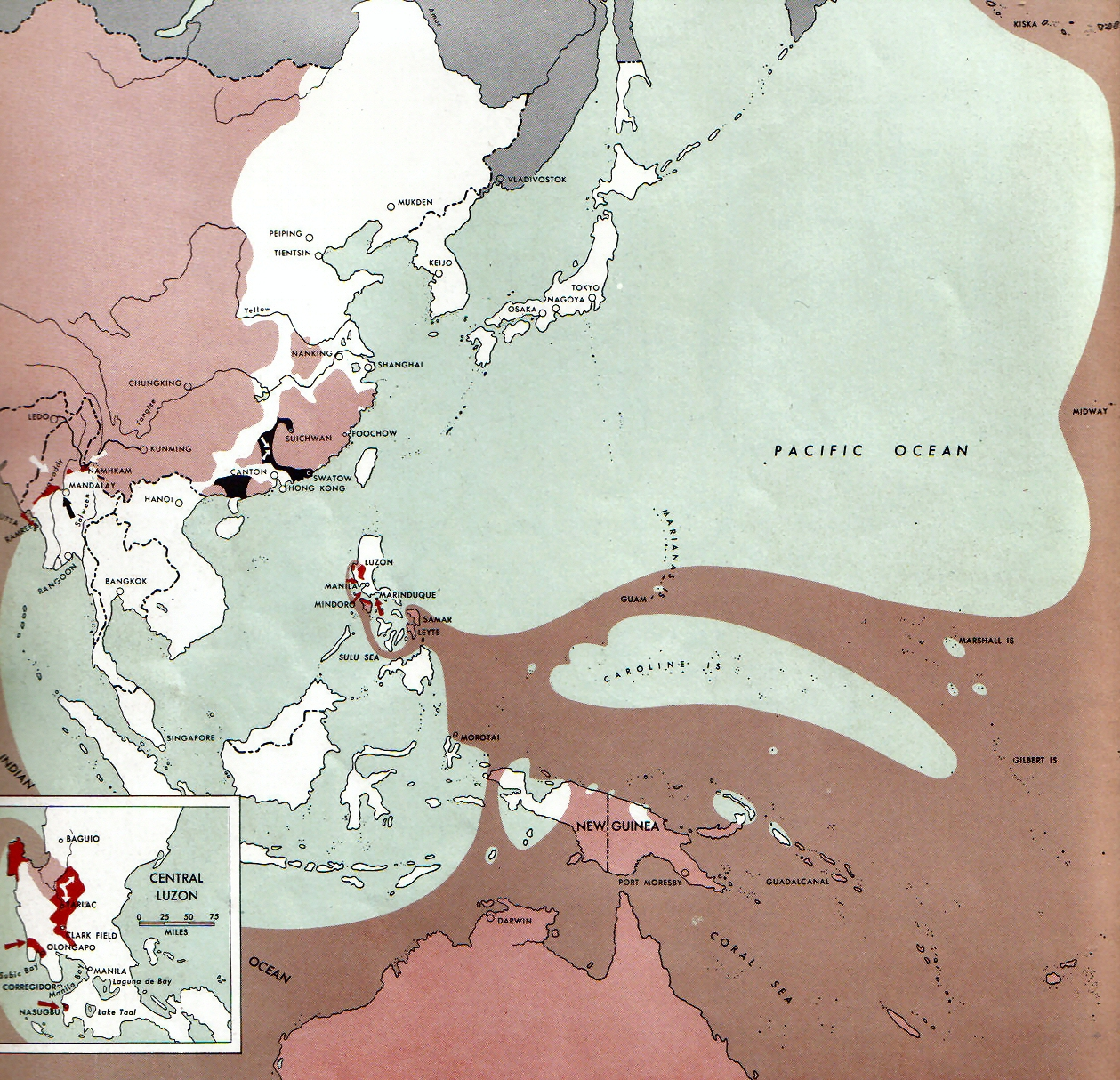

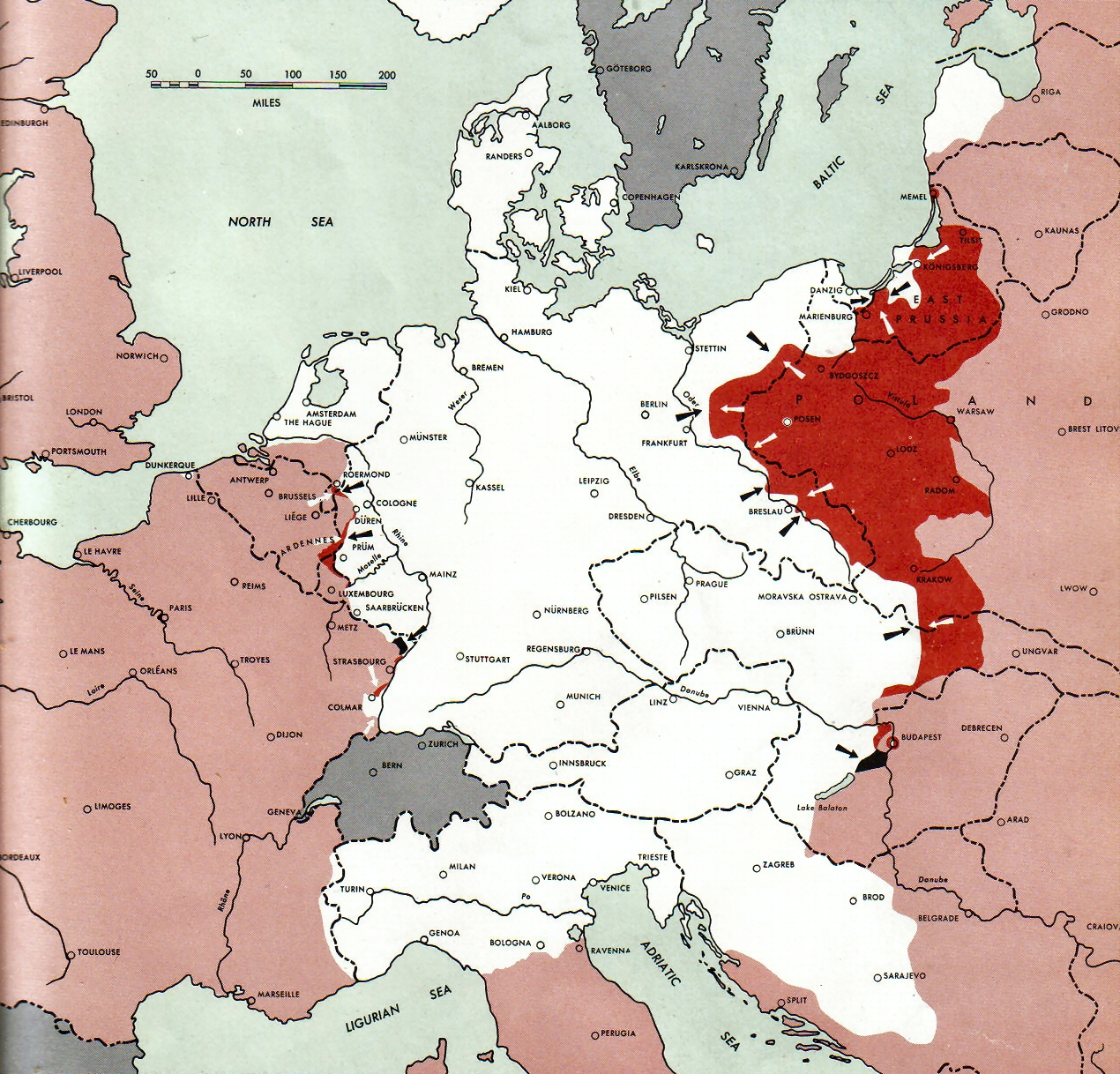

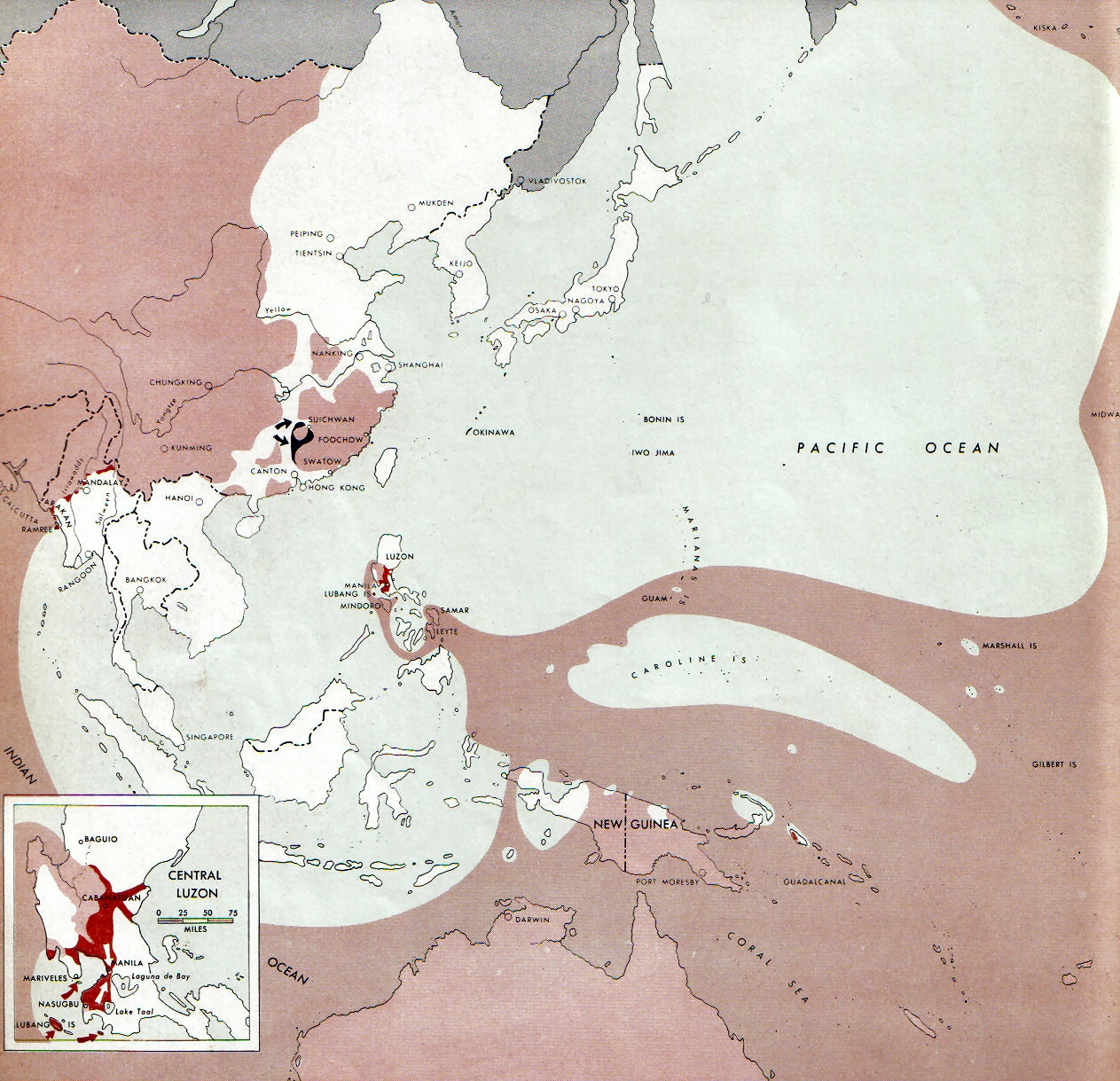

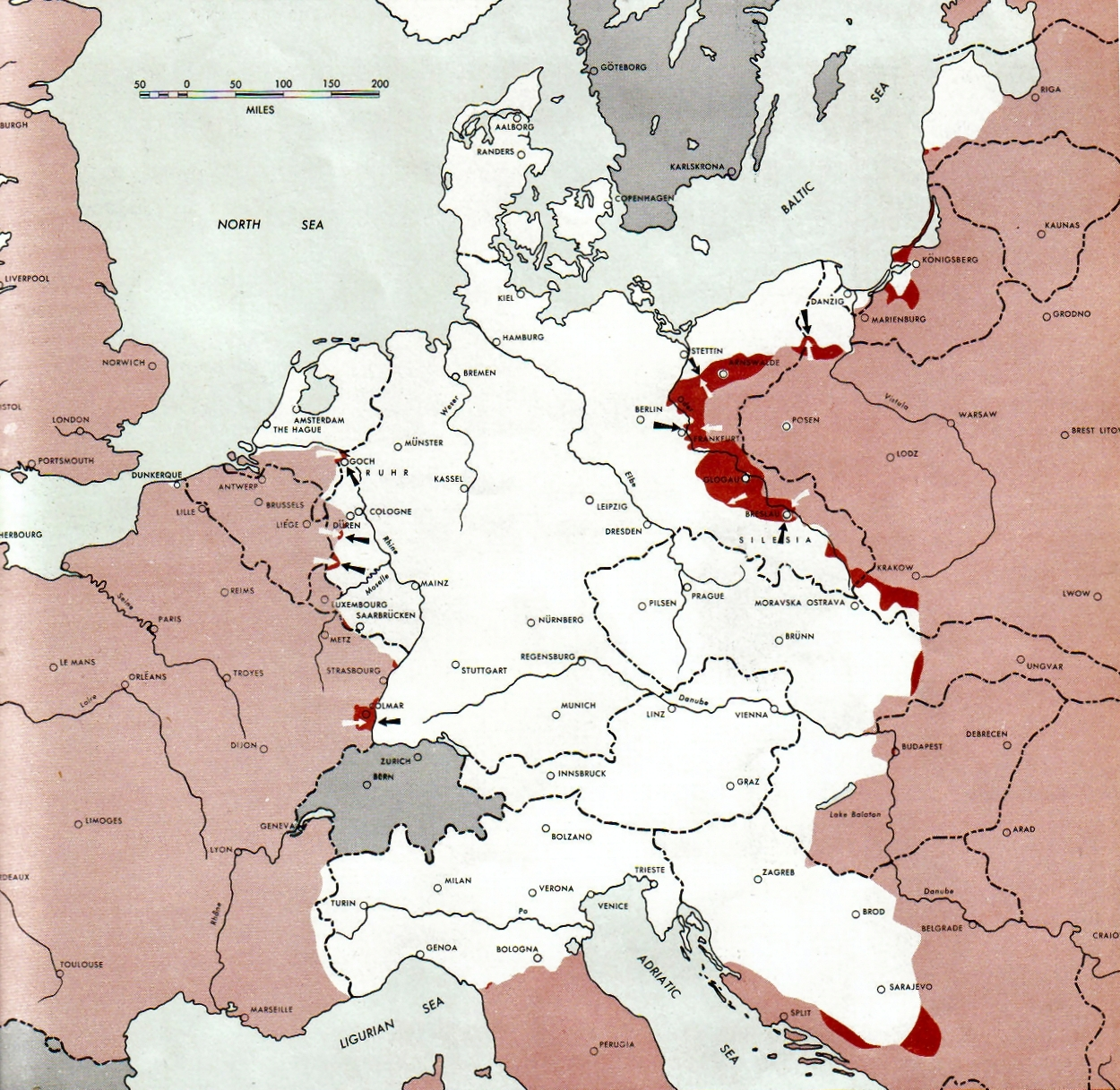

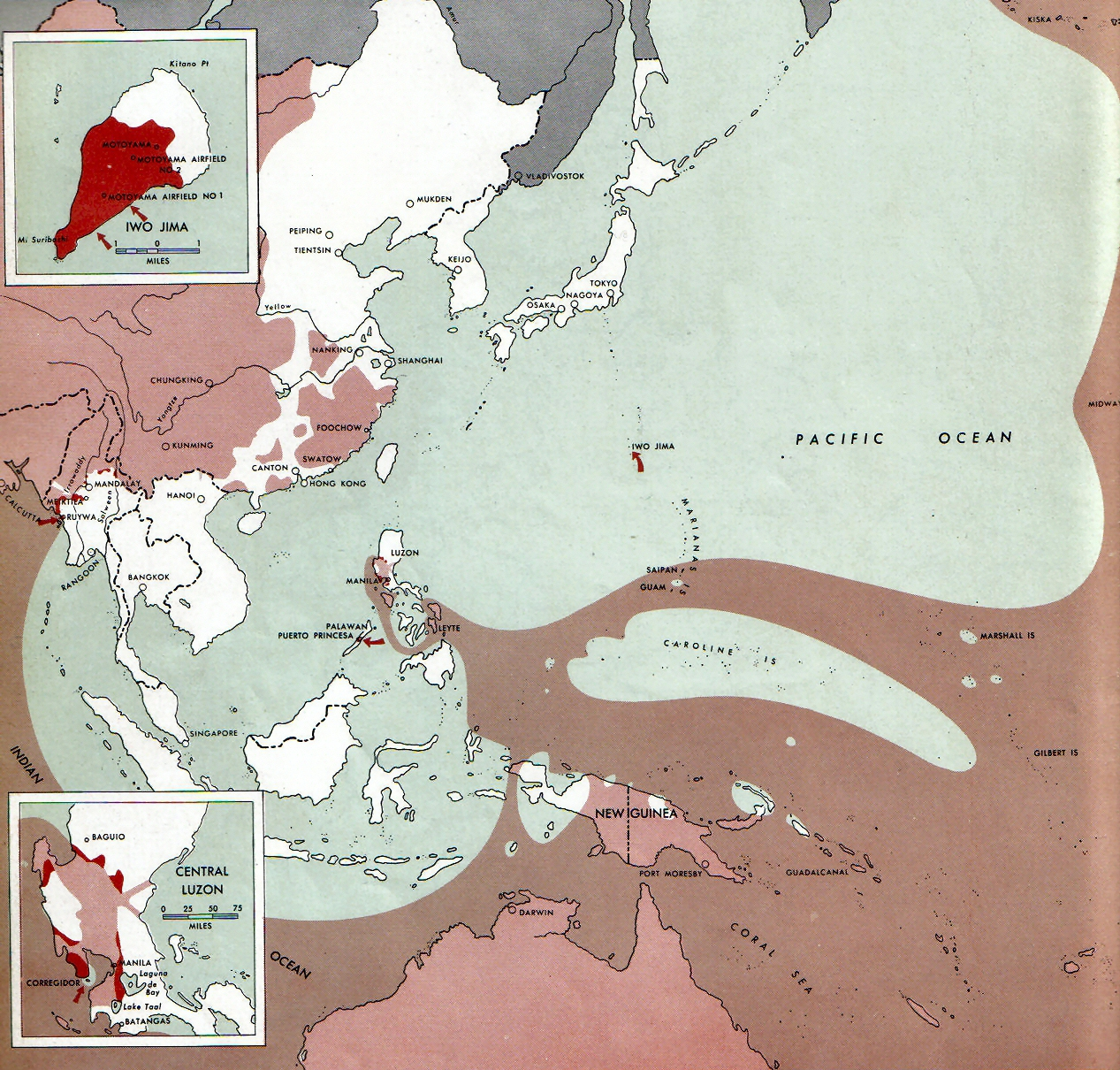

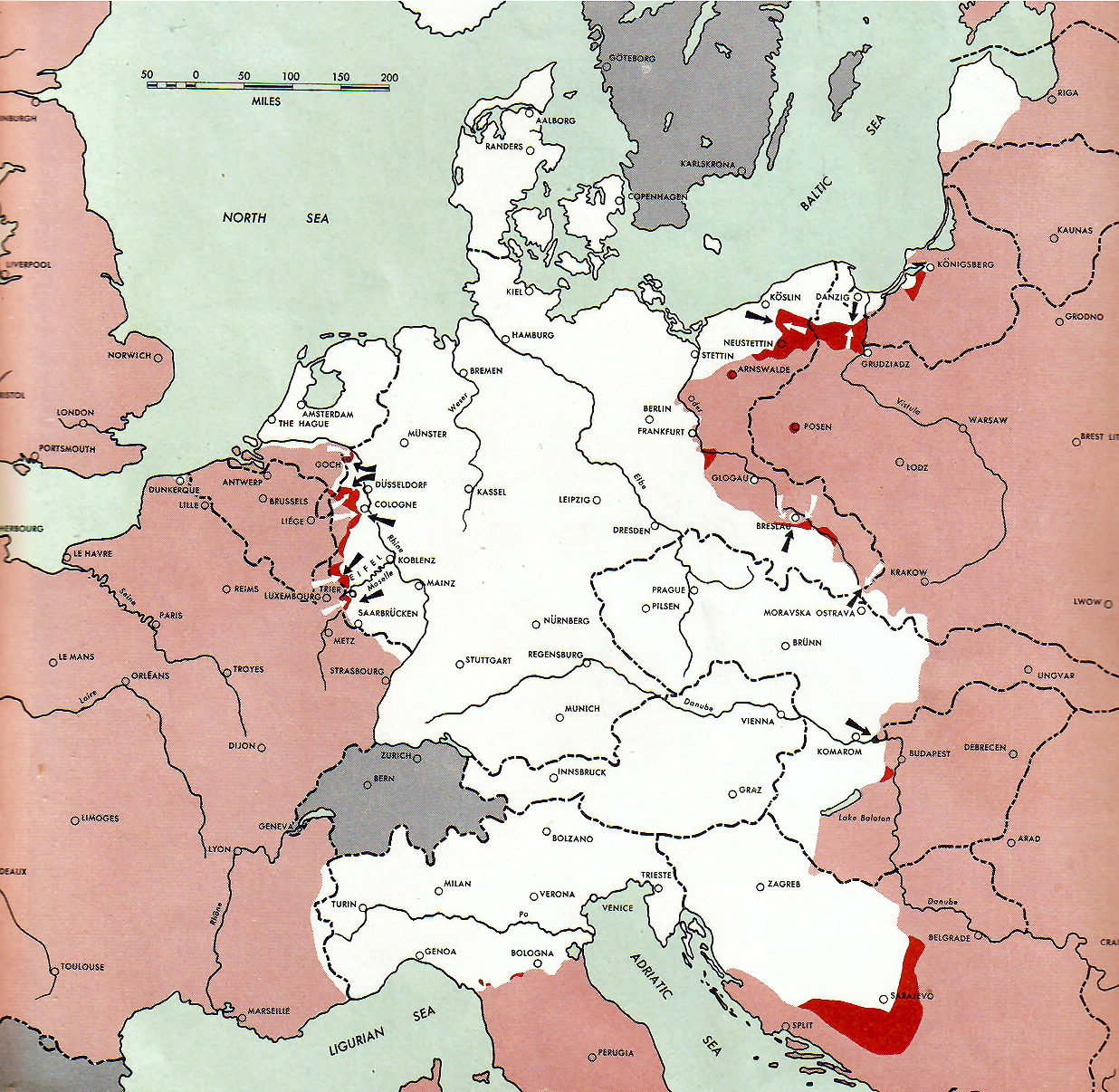

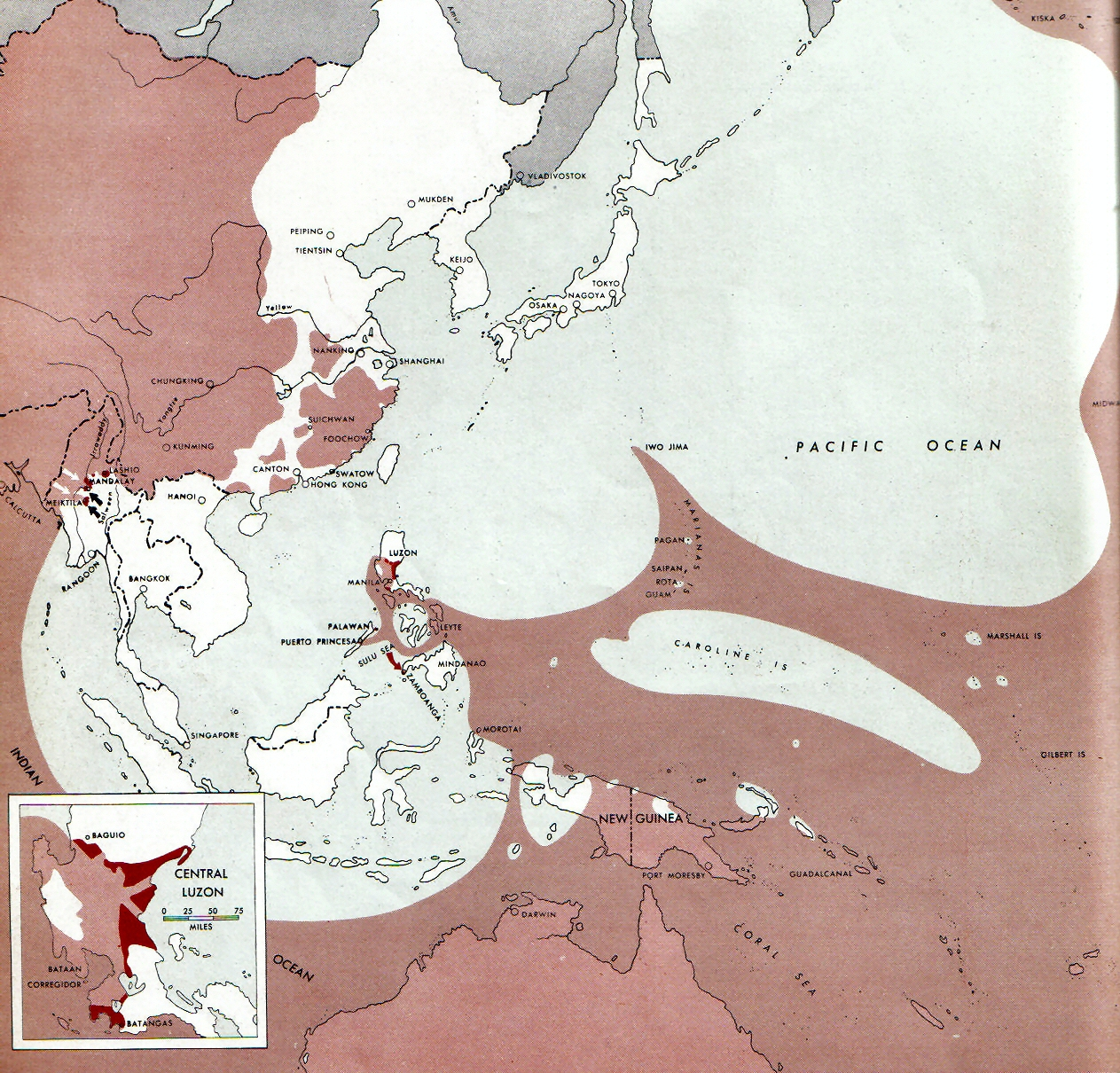

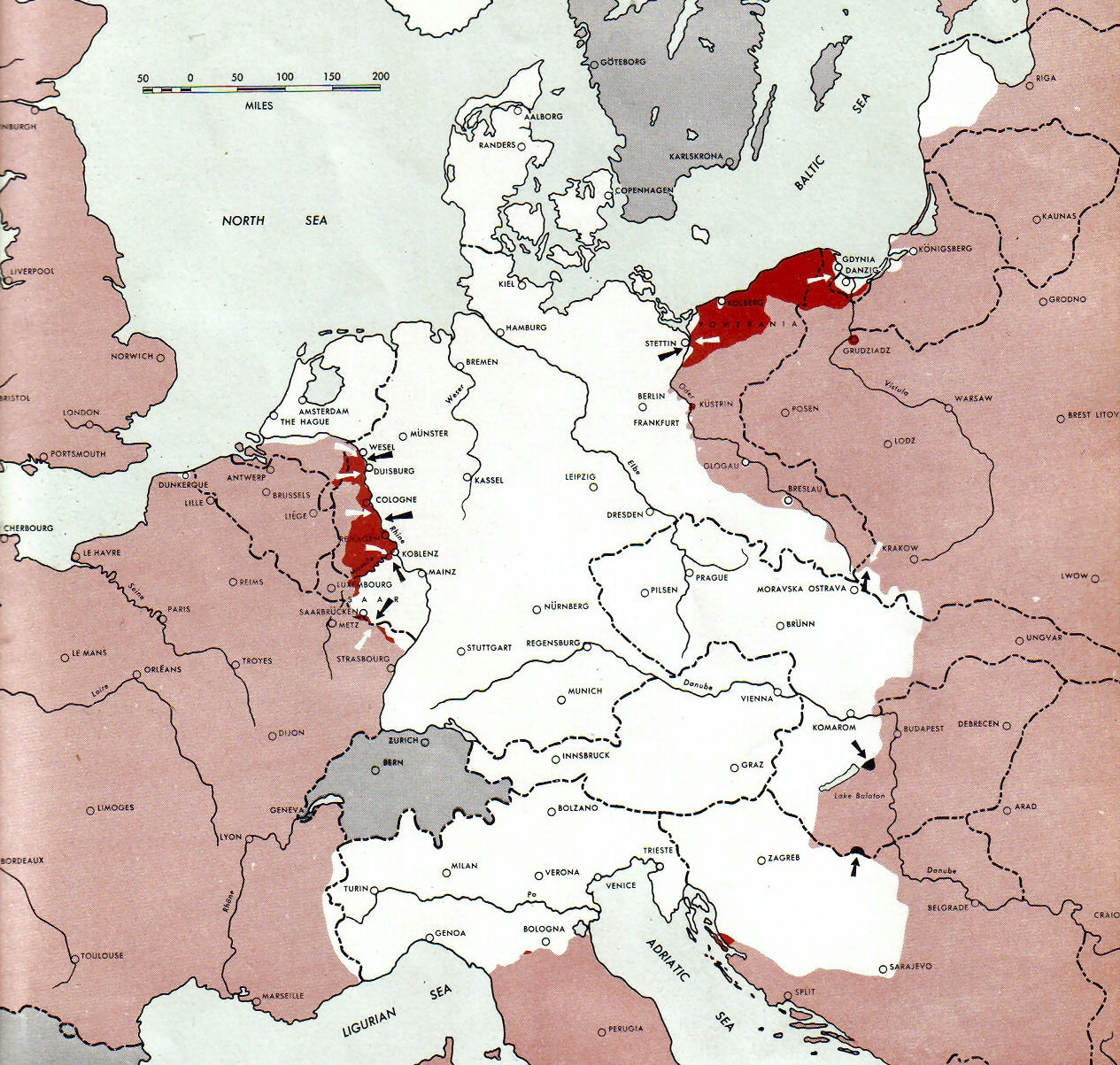

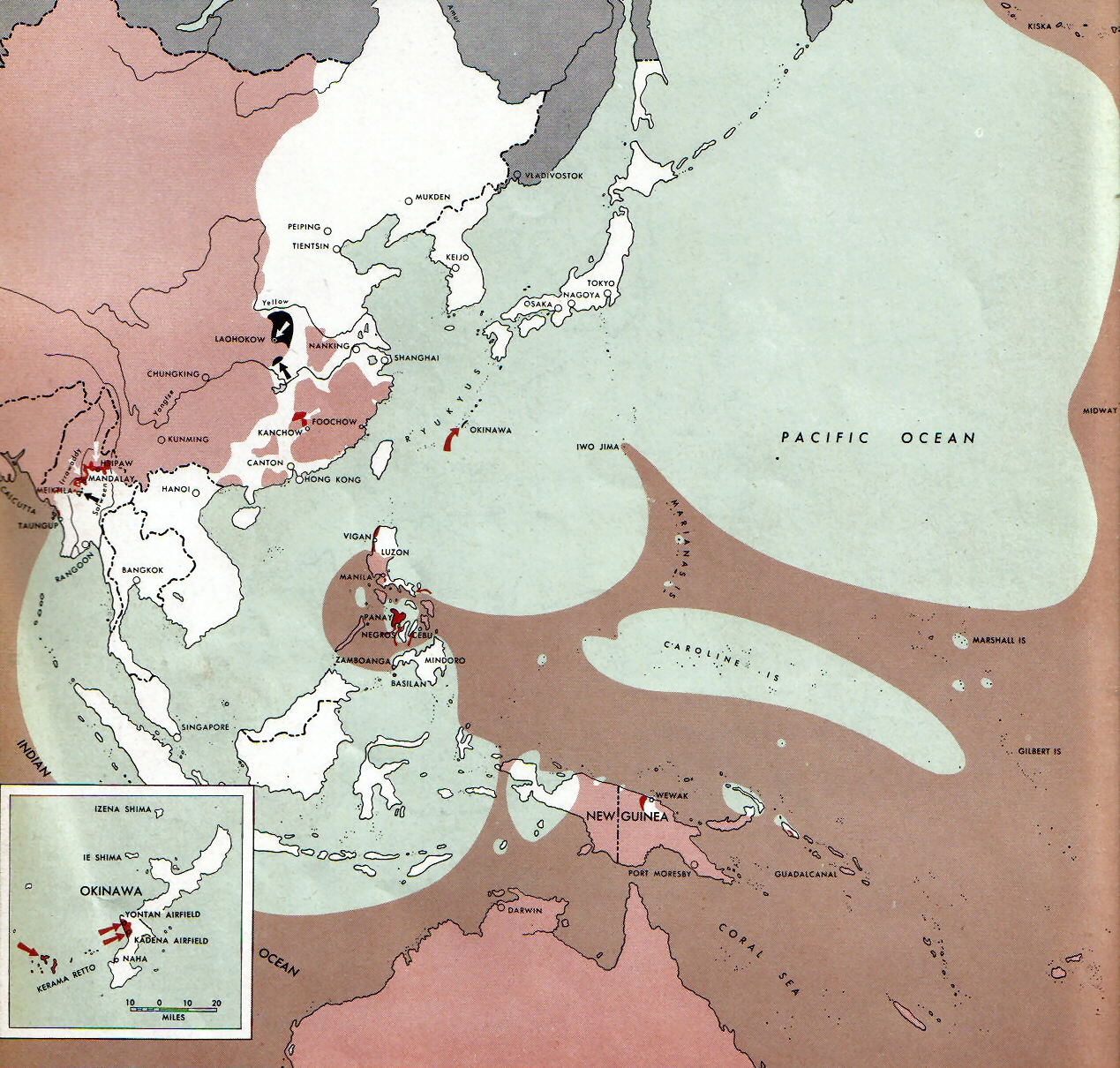

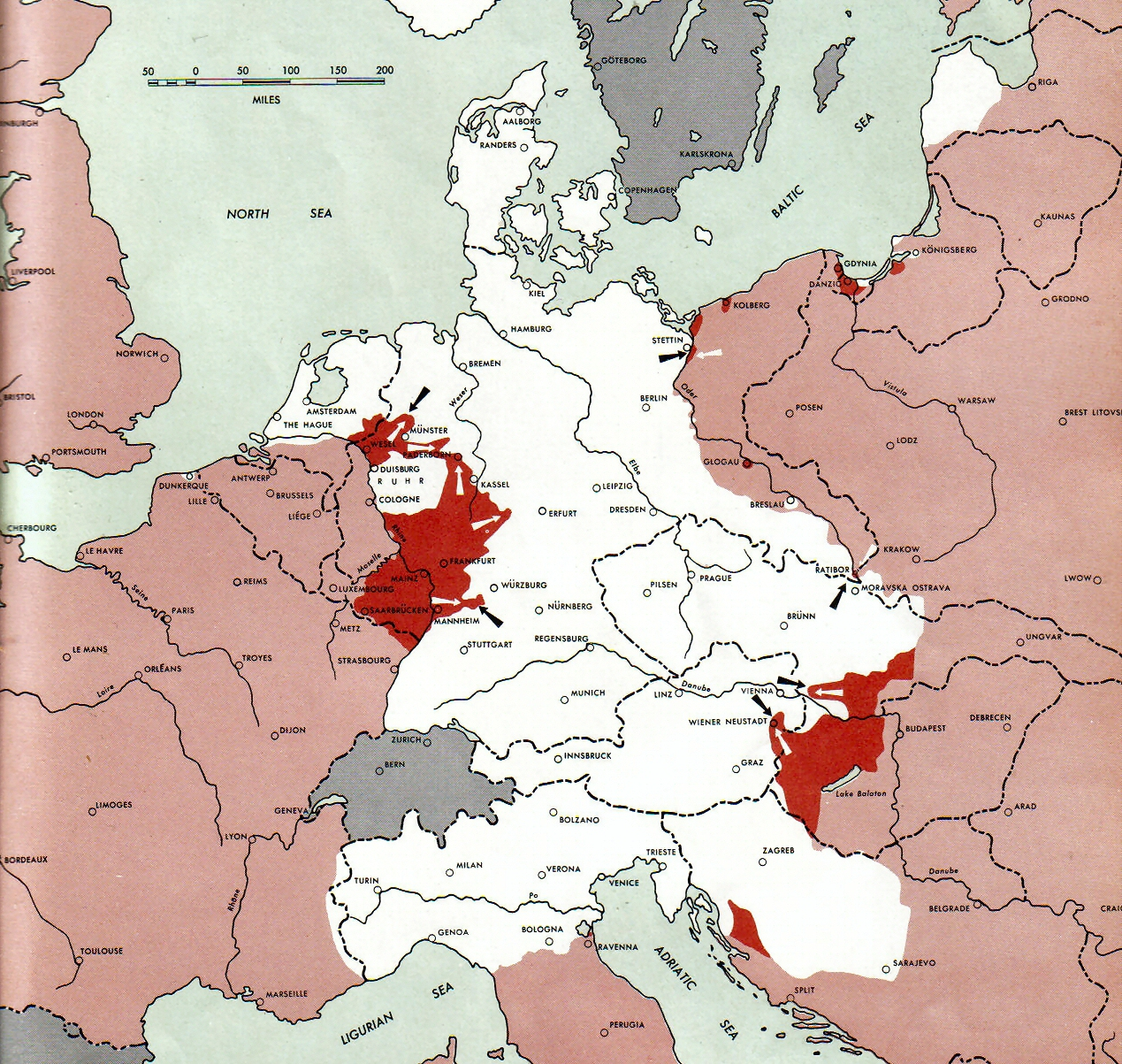

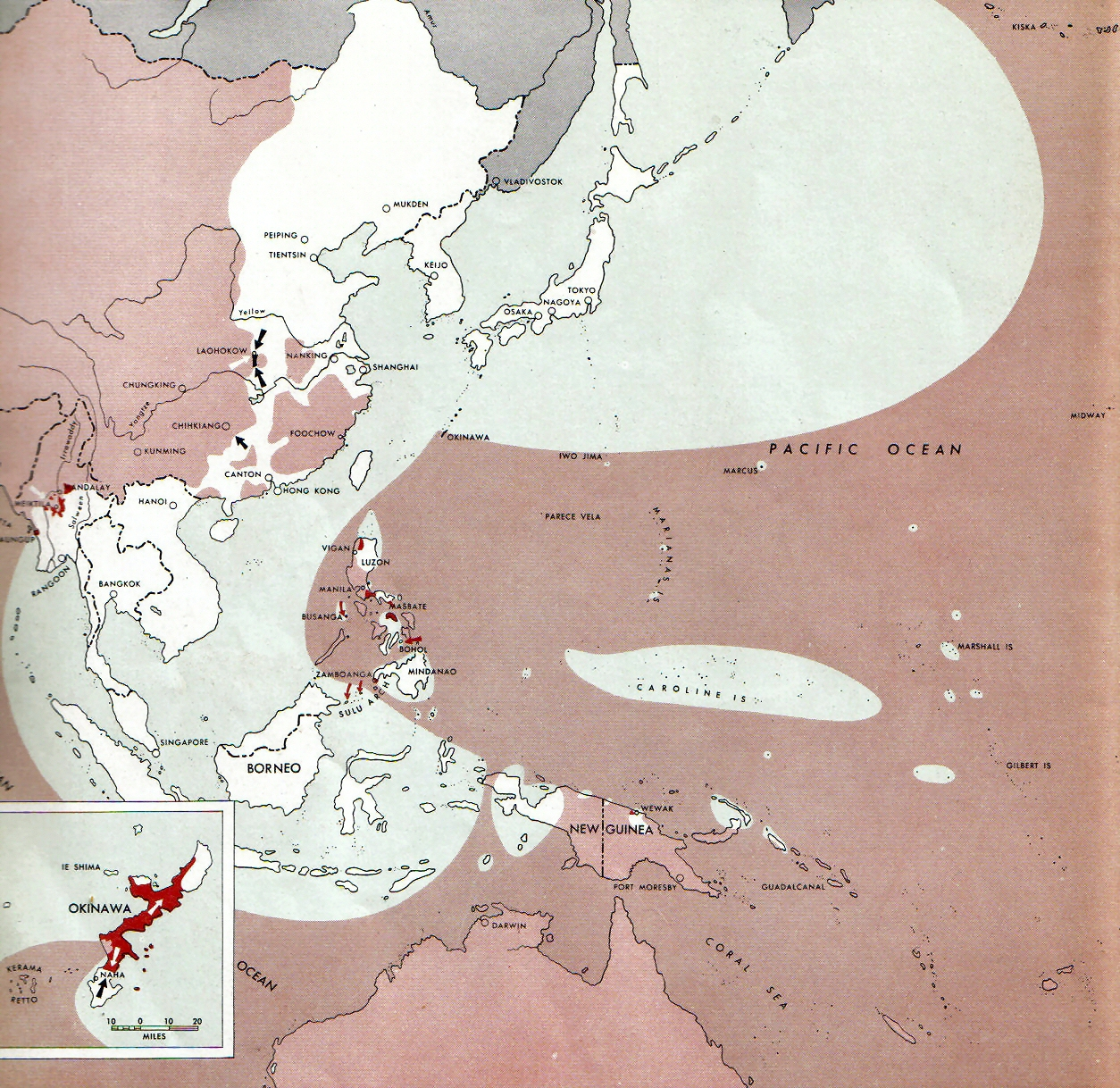

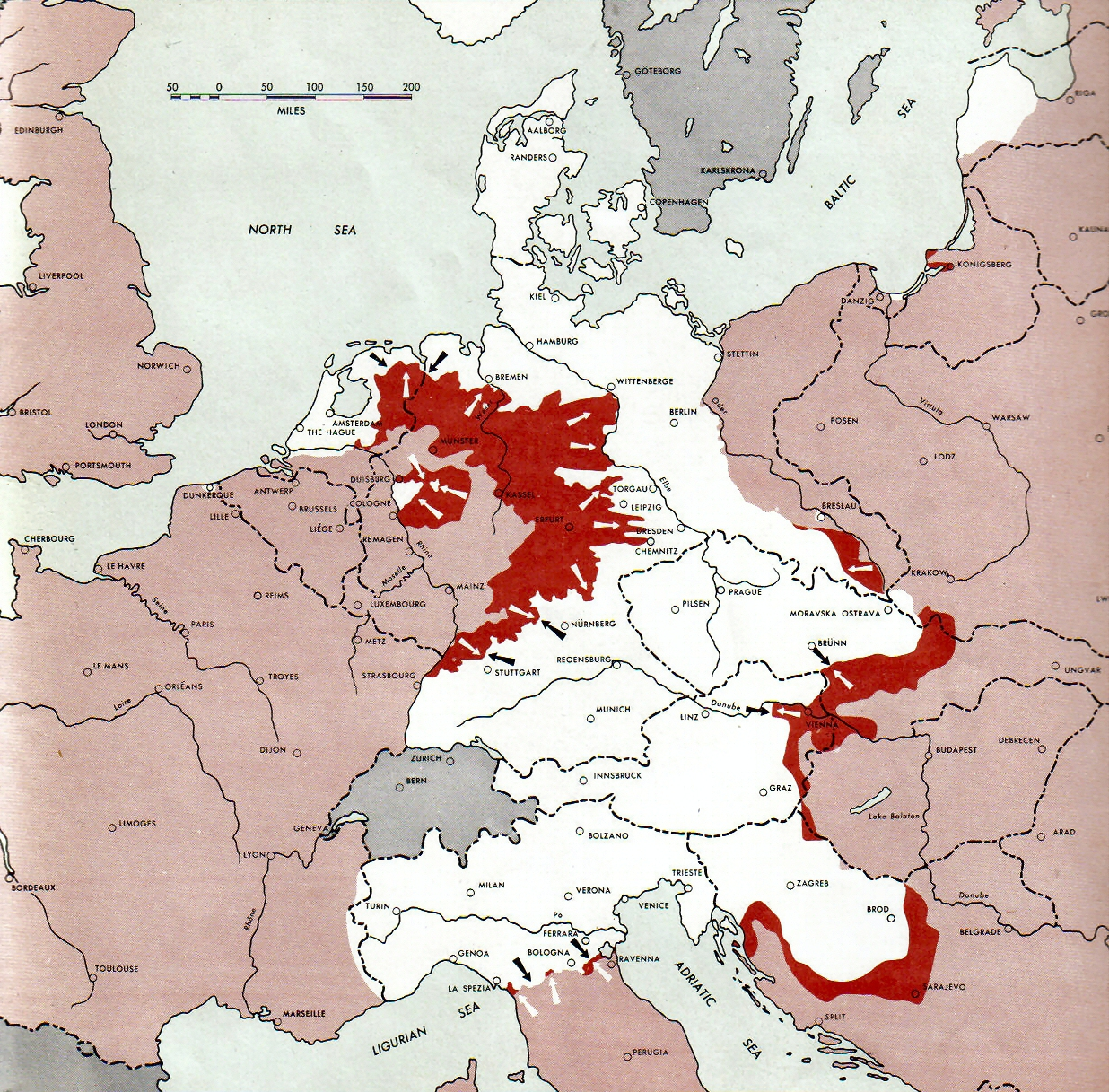

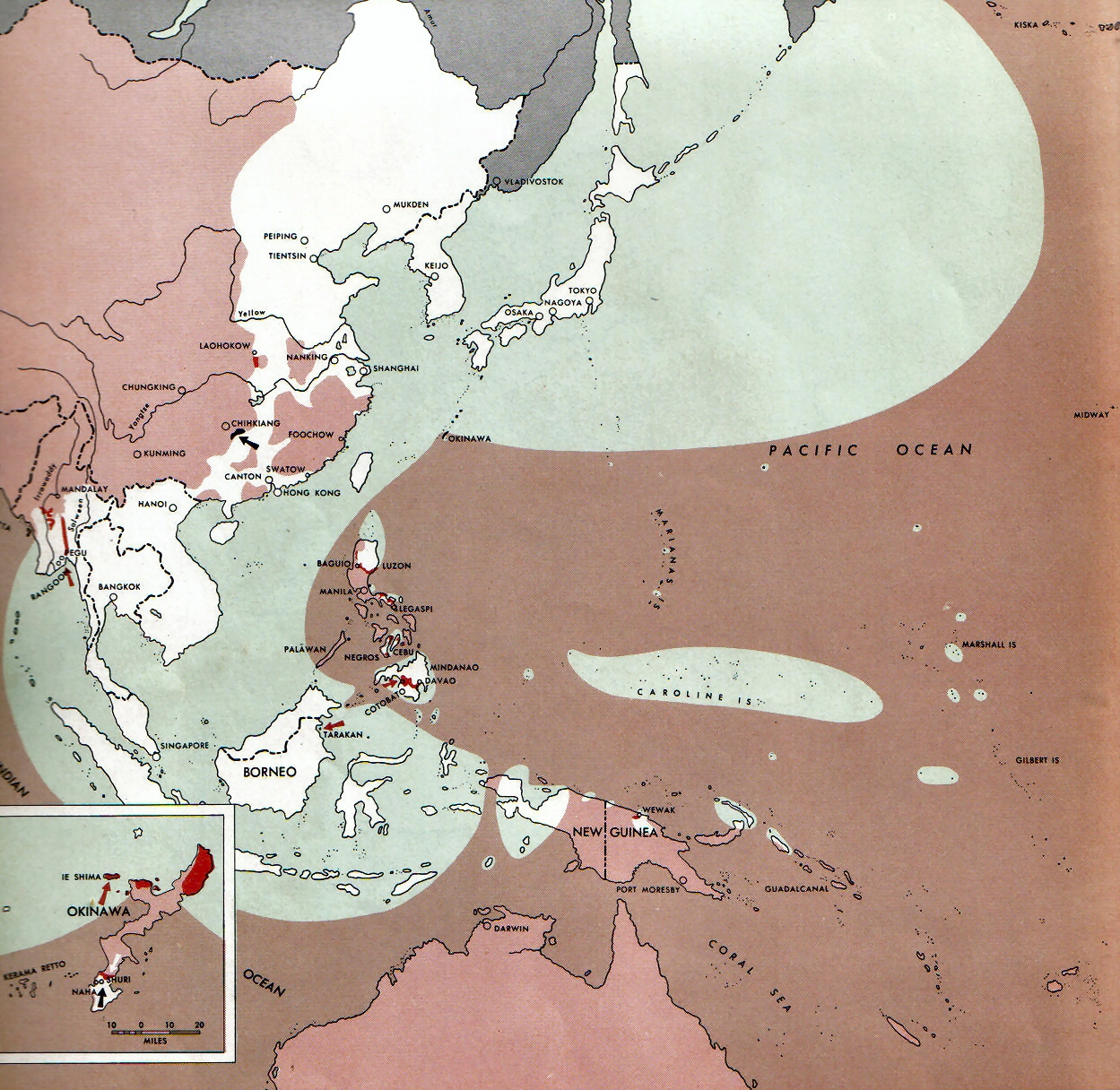

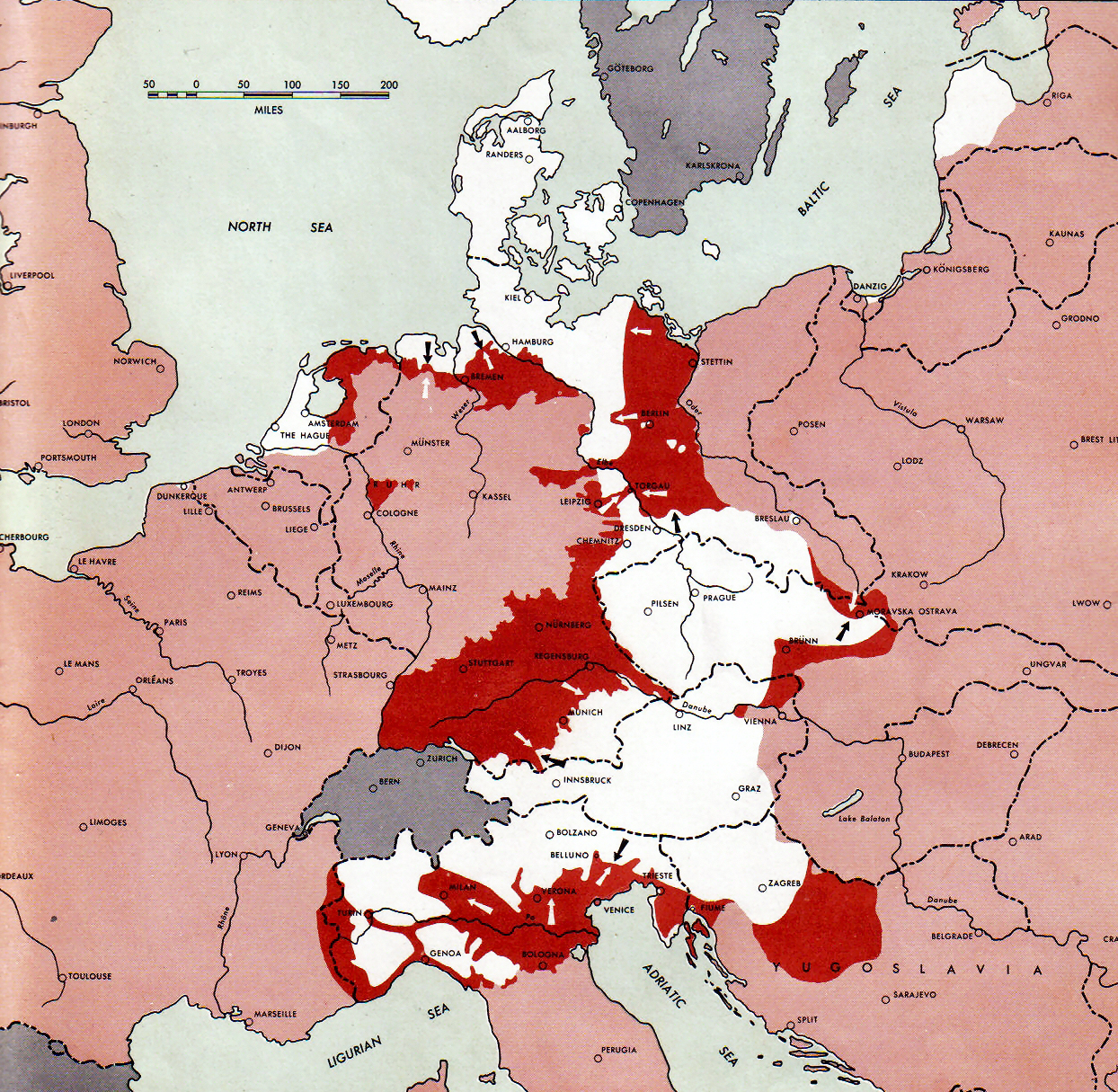

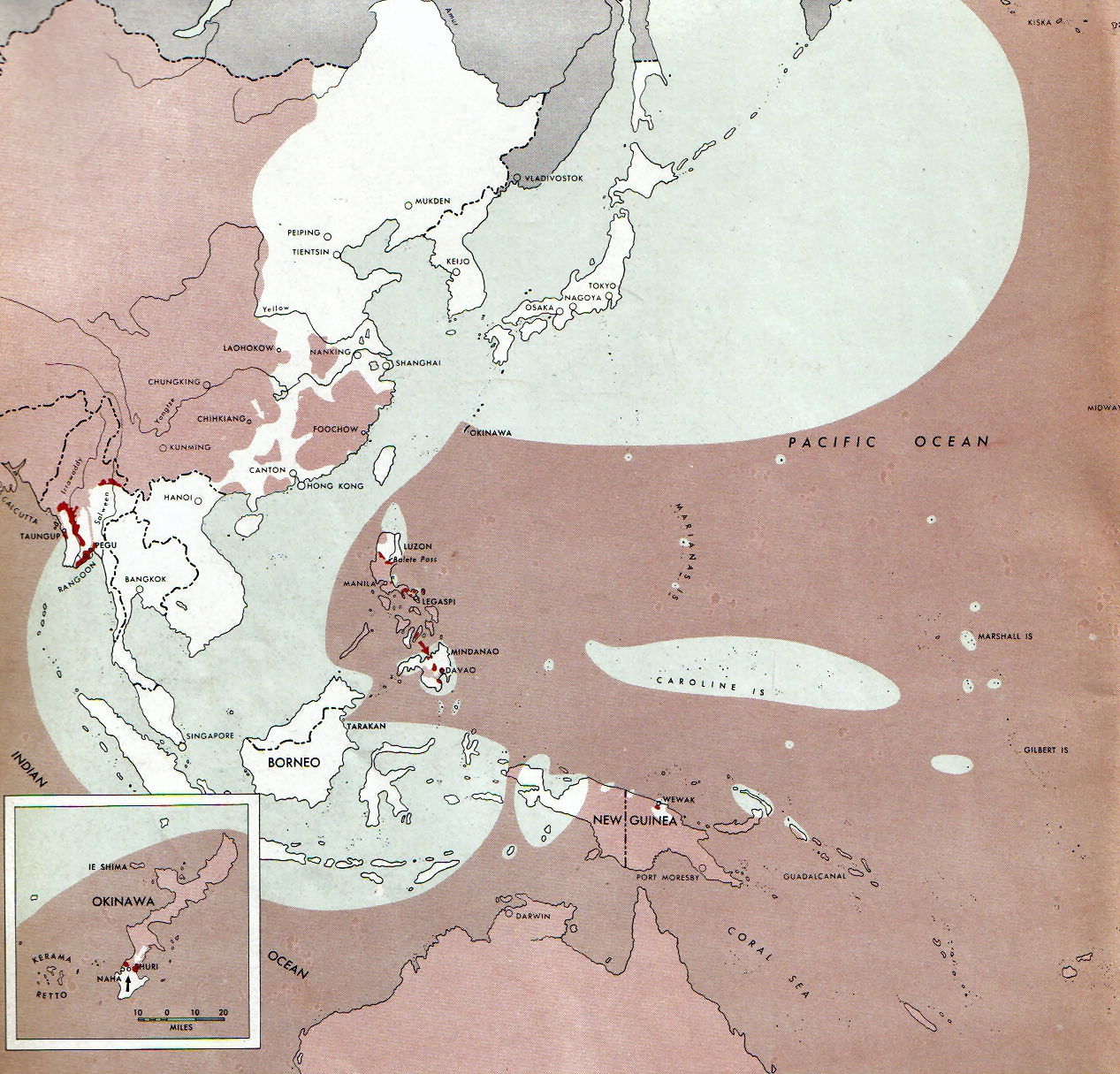

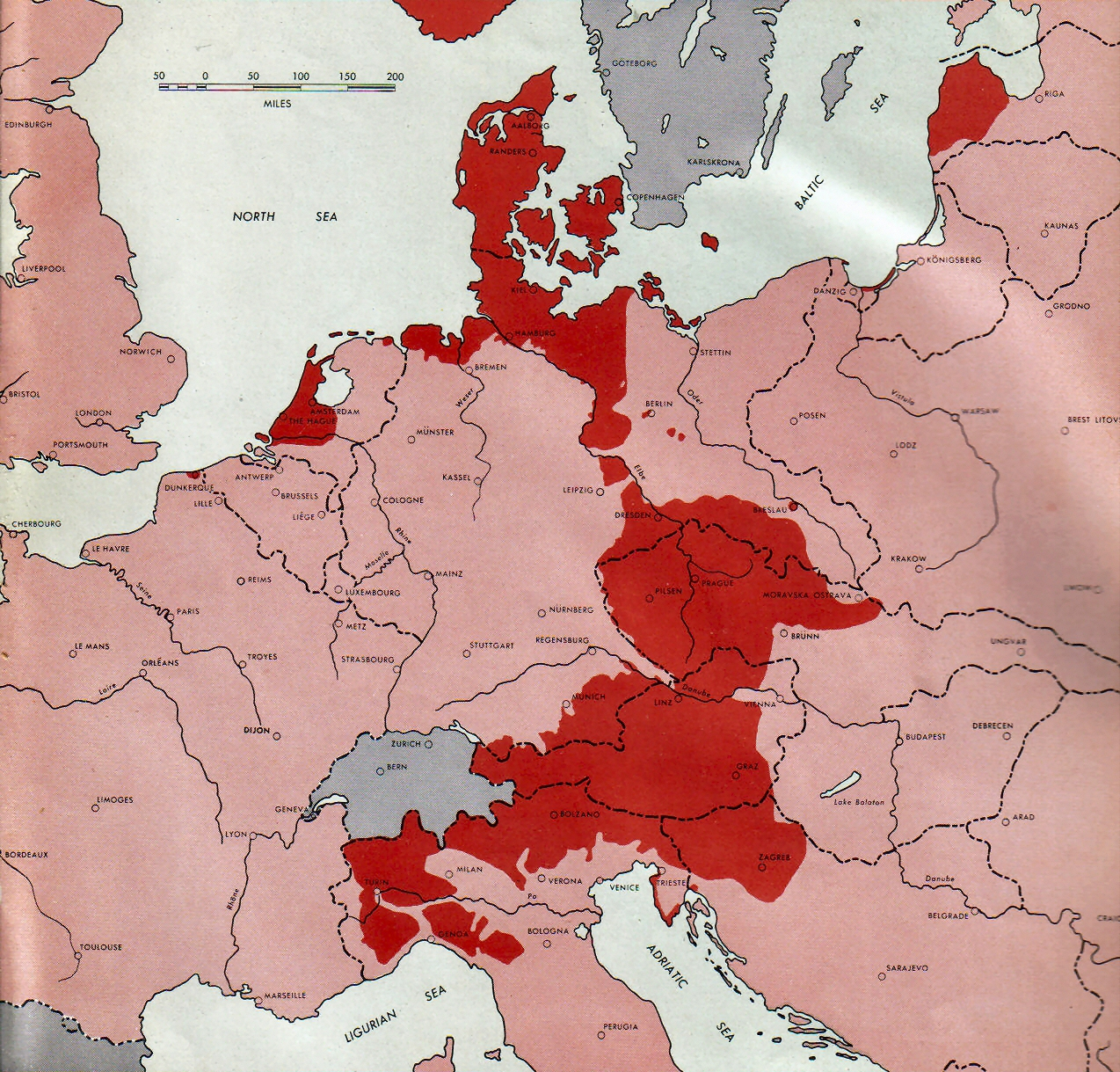

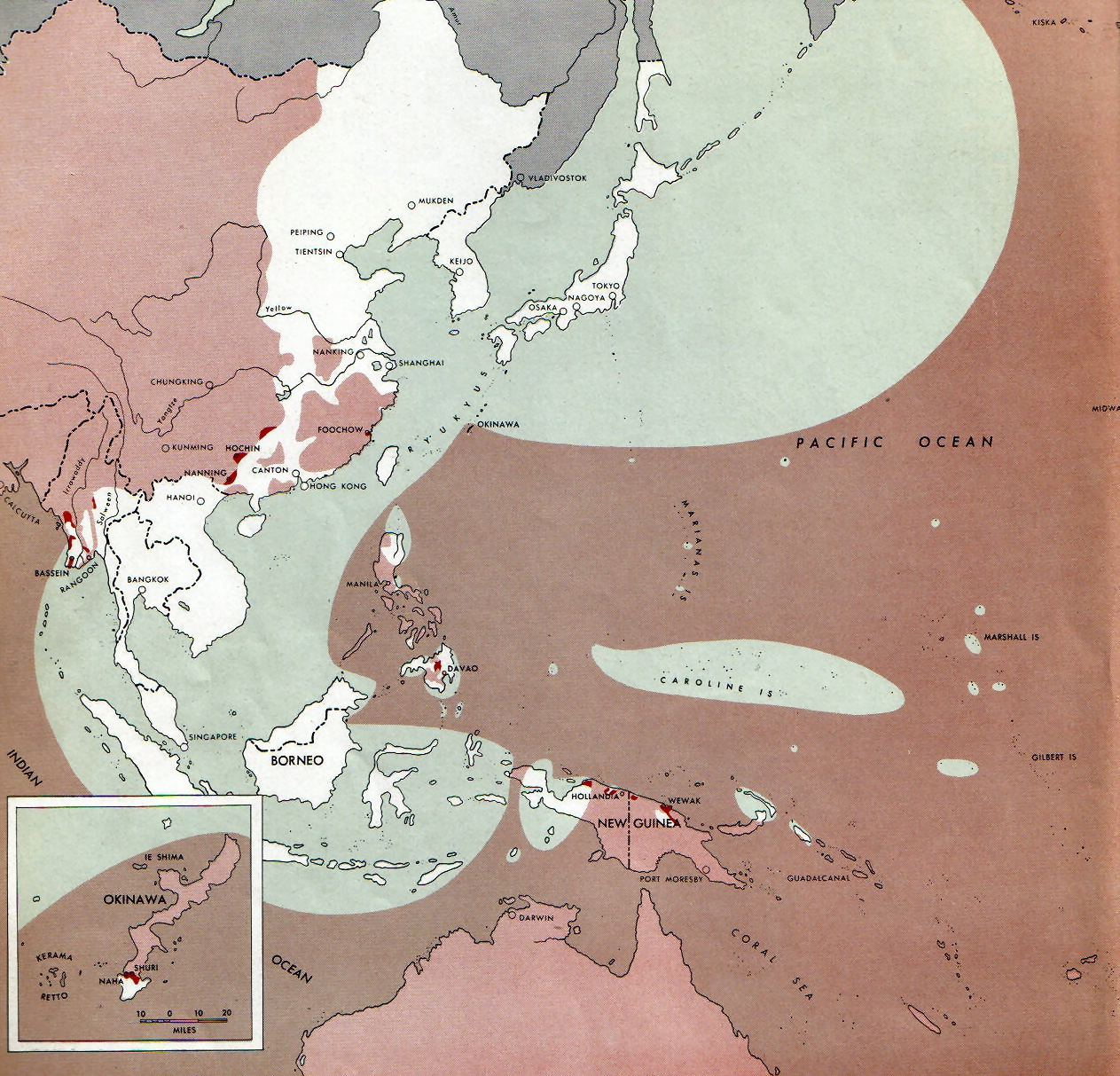

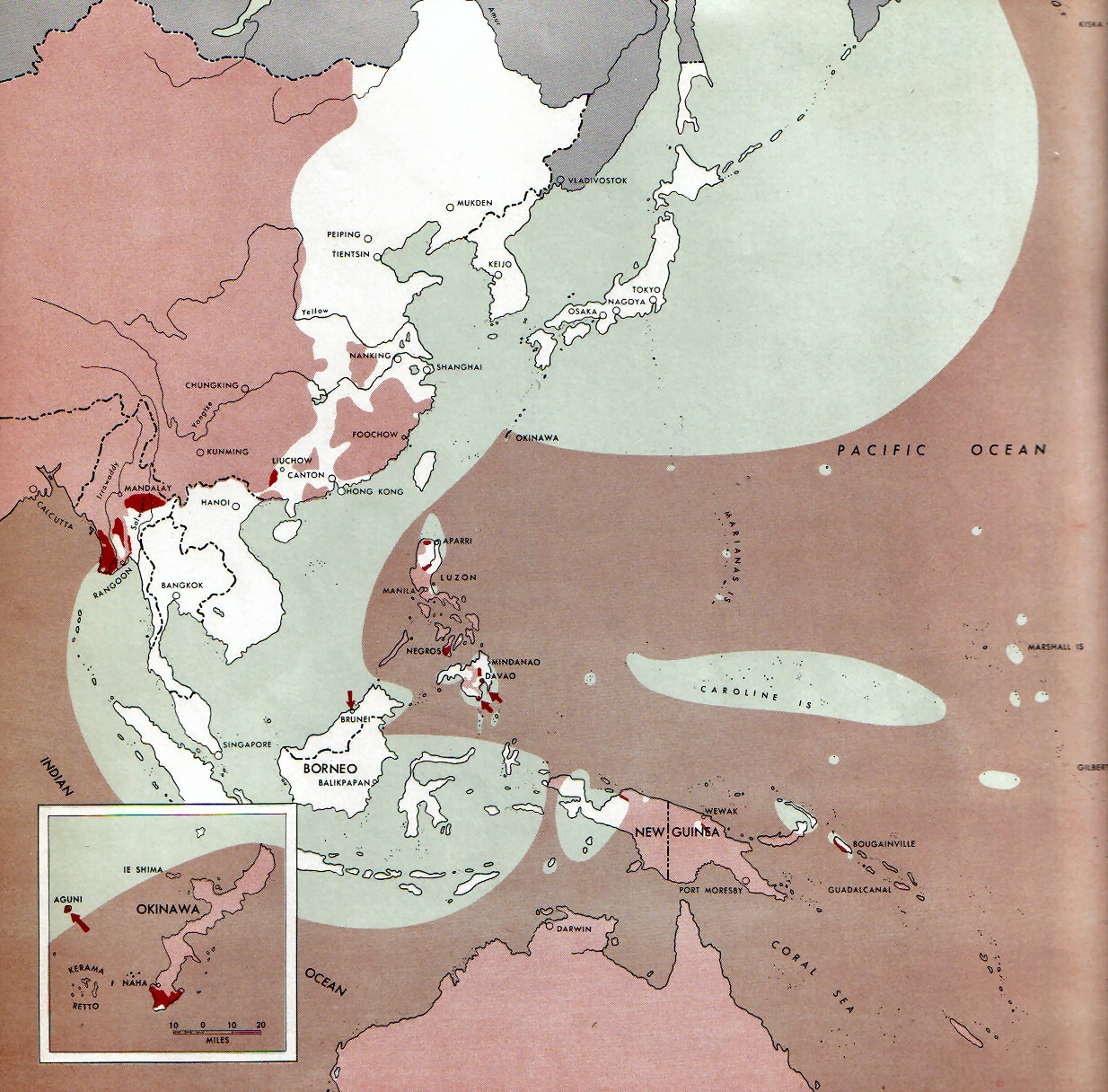

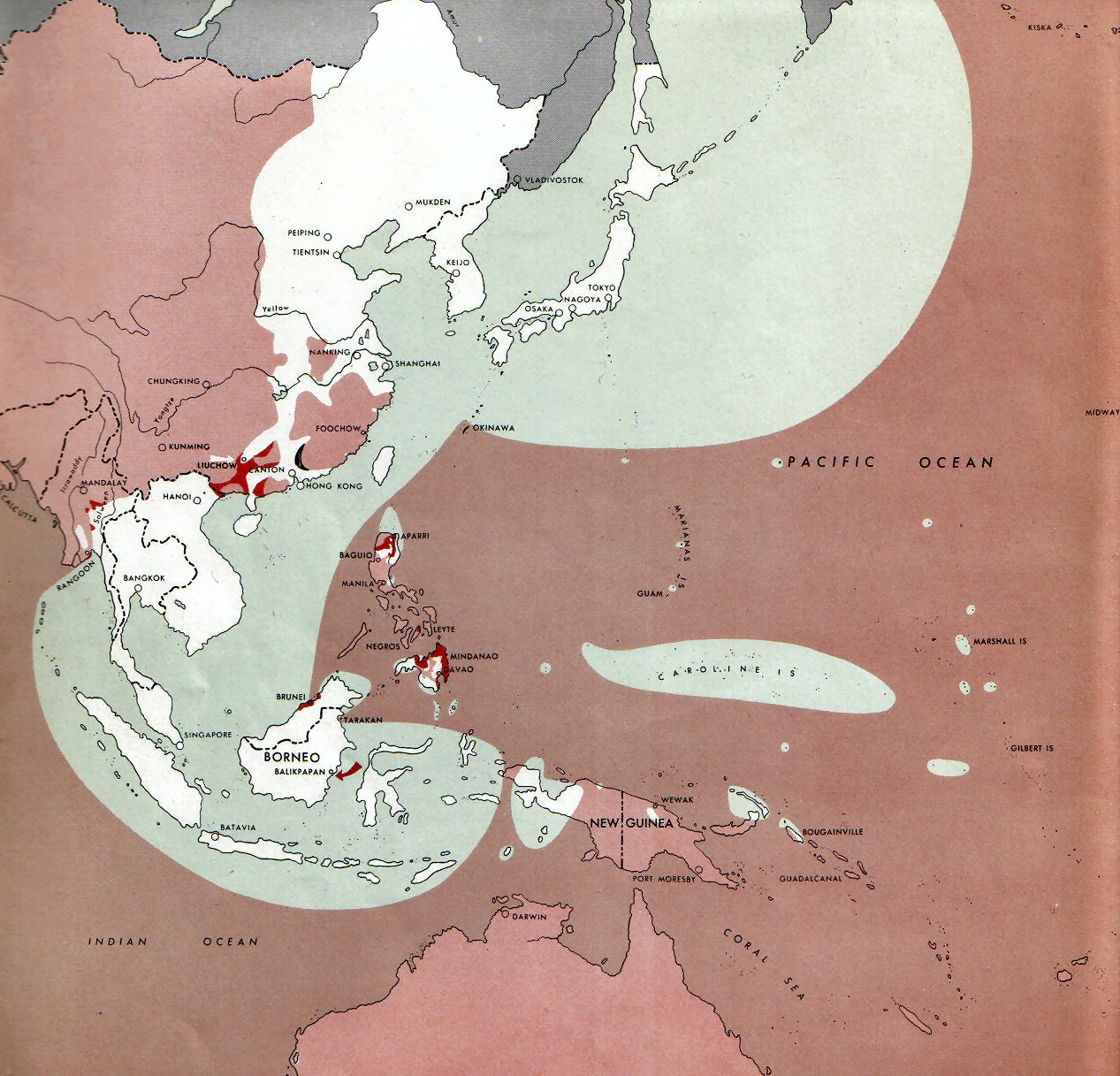

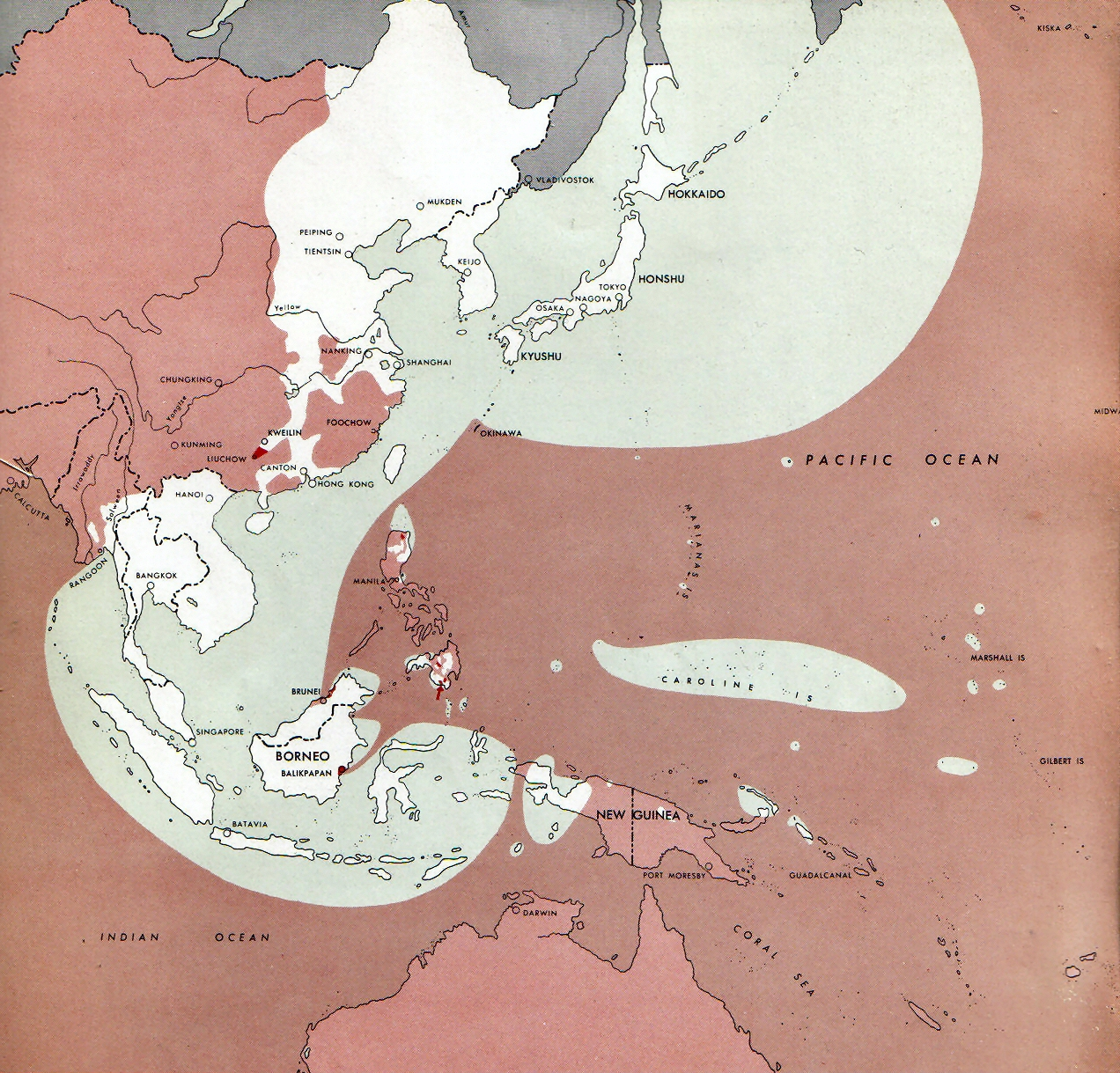

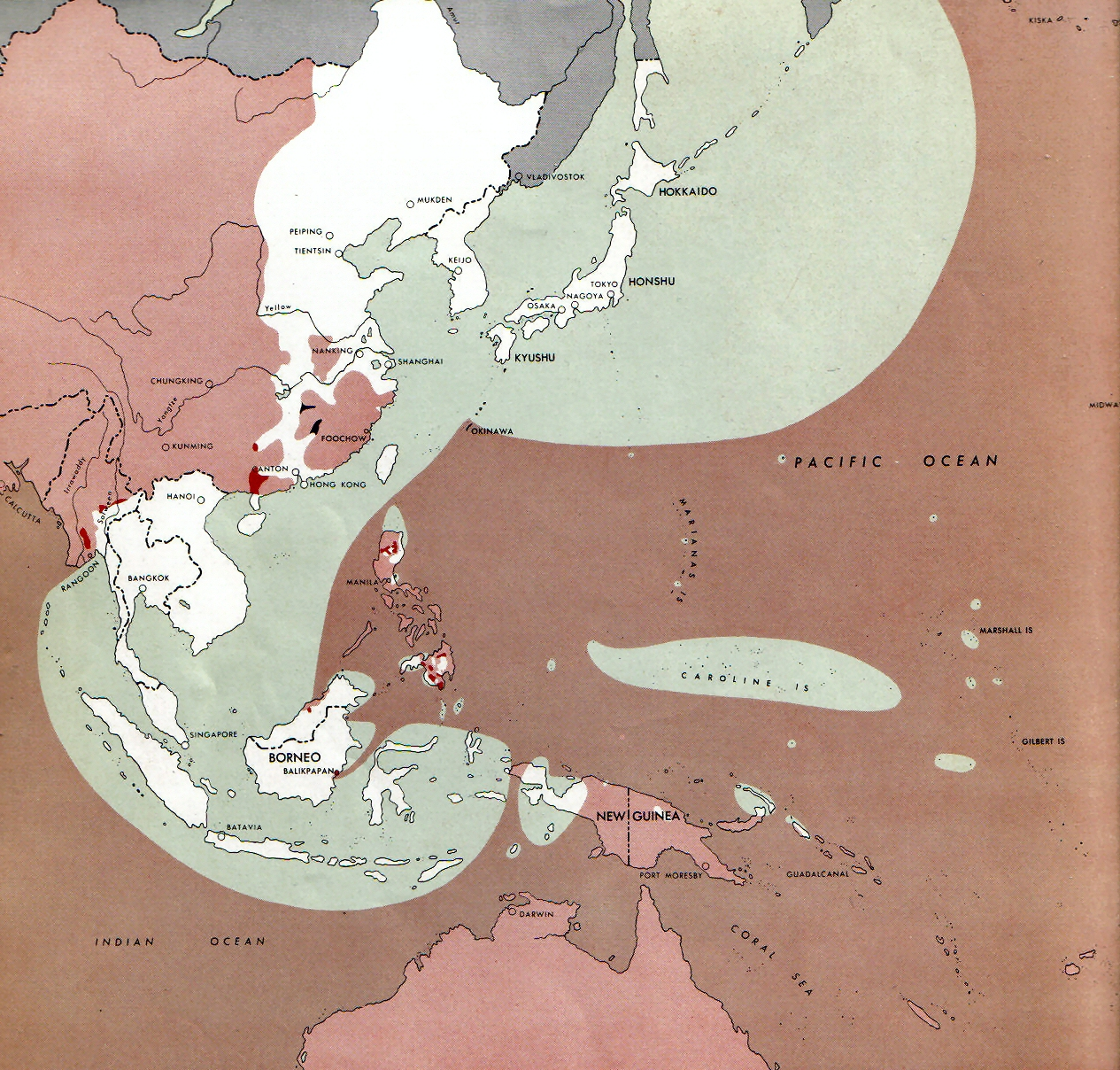

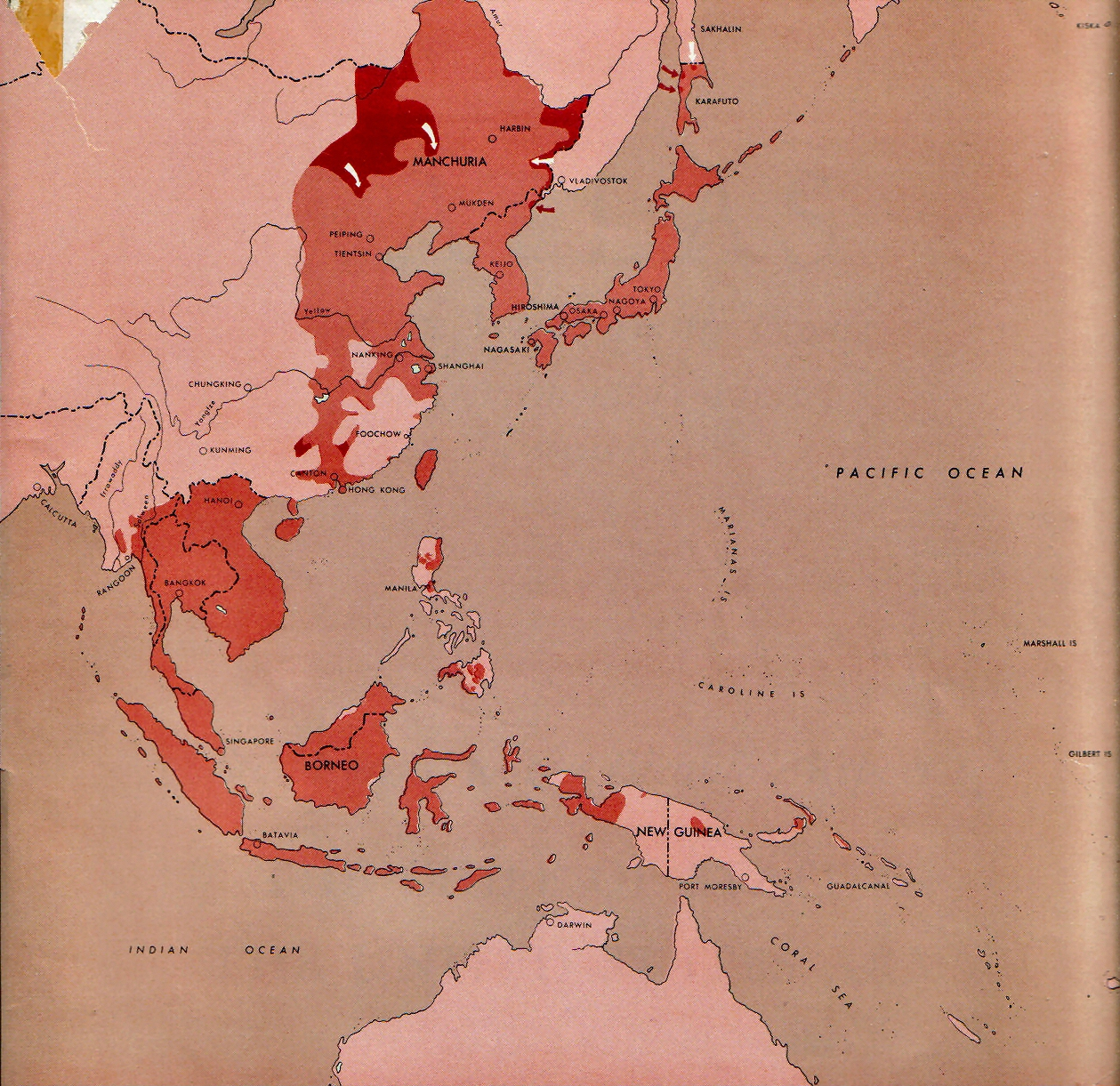

## 1943

### Tháng 7 1943
| 1 | 15 |

|  |  |  |  |

### Tháng 9 1943
| 1 | 15 |

|  |  |  |  |

### Tháng 10 1943
| 1 | 15 |

|  |  |  |  |

### Tháng 11 1943
| 1 | 15 |

|  |  |  |  |

### Tháng 12 1943
| 1 | 15 |

|  |  |  |  |

## 1944

### Tháng 1 1944
| 1 | 15 |

|  |  |  |  |

### Tháng 2 1944
| 1 | 15 |

|  |  |  |  |

### Tháng 3 1944
| 1 | 15 |

|  |  |  |  |

### Tháng 4 1944
| 1 | 15 |

|  |  |  |  |

### Tháng 5 1944
| 1 | 15 |

|  |  |  |  |

### Tháng 6 1944
| 1 | 15 |

|  |  |  |  |

### Tháng 7 1944
| 1 | 15 |

|  |  |  |  |

### Tháng 8 1944
| 1 | 15 |

|  |  |  |  |

### Tháng 9 1944
| 1 | 15 |

|  |  |  |  |

### Tháng 10 1944
| 1 | 15 |

|  |  |  |  |

### Tháng 11 1944
| 1 | 15 |

|  |  |  |  |

### Tháng 12 1944
| 1 | 15 |

|  |  |  |  |

## 1945

### Tháng 1 1945
| 1 | 15 |

|  |  |  |  |

### Tháng 2 1945
| 1 | 15 |

|  |  |  |  |

### Tháng 3 1945
| 1 | 15 |

|  |  |  |  |

### Tháng 4 1945
| 1 | 15 |

|  |  |  |  |

### Tháng 5 1945
| 1 | 15 |

|  |  |  |  |

### Tháng 6 1945
| 1 | 15 |

|  |  |  |  |

### Tháng 7 1945
| 15 |

|  |  |  |  |

### Tháng 8 1945
| 1 | 15 |

|  |  |  |  |